# Histoire de la Wallonie
L'histoire de la Wallonie peut être divisée en trois chapitres :
- l'histoire de la Wallonie avant 1830
- l'histoire de la Wallonie de 1830 à 1914
- l'histoire de la Wallonie depuis 1914

## Préhistoire

### Paléolithique

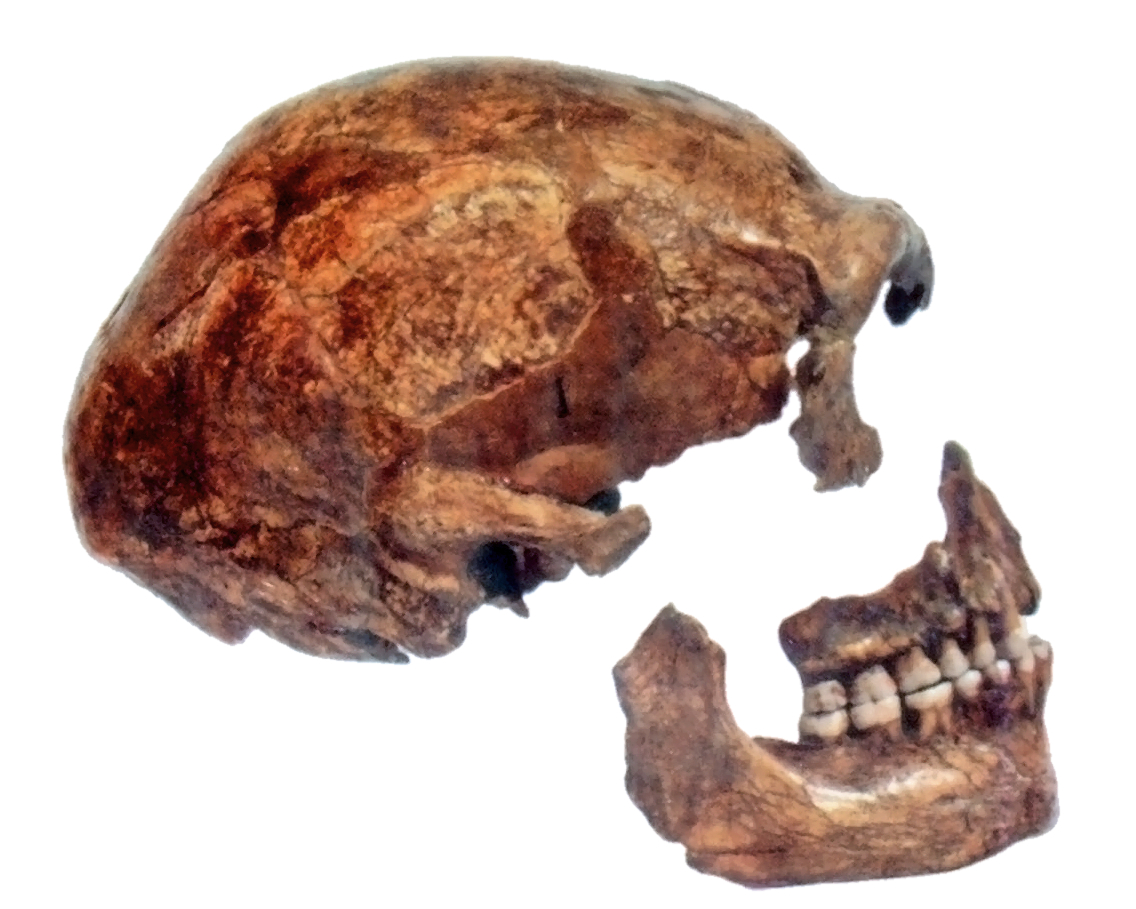
Crâne de l'Homme de Spy

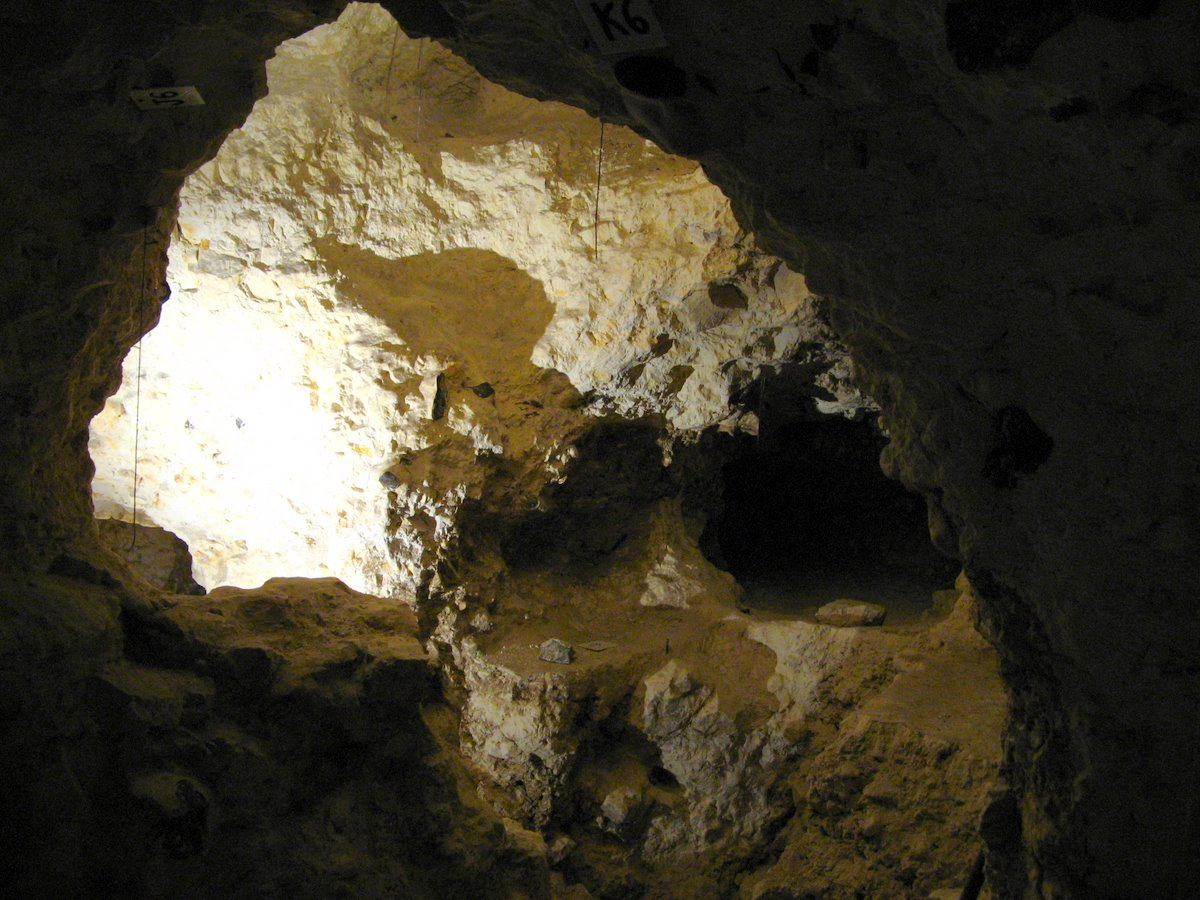
Minières néolithiques de silex de Spiennes, le plus vaste complexe minier en Europe

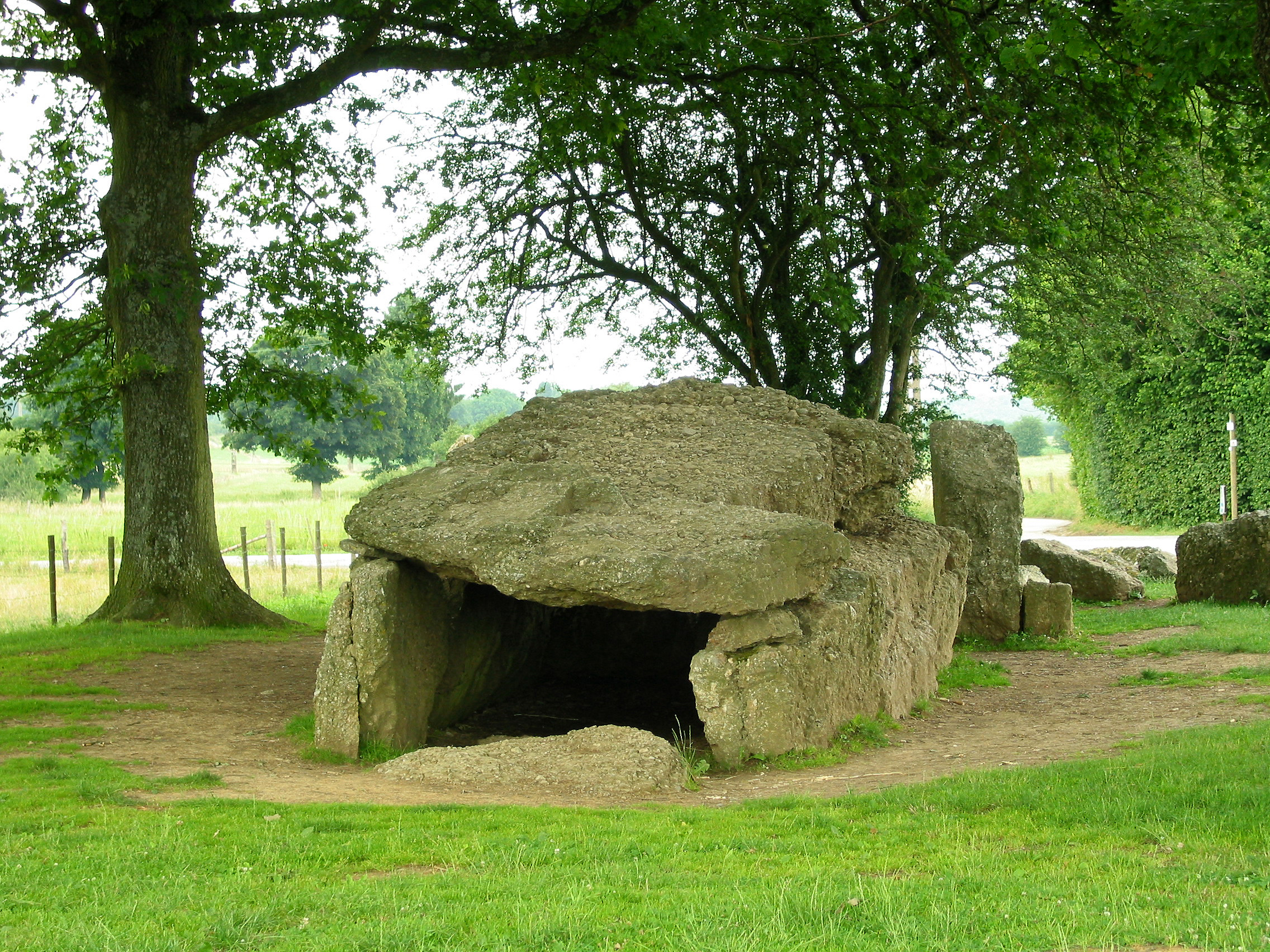
Allée couverte de Wéris (dolmen du Nord, Wéris I)

La première trace de présence humaine sur le territoire de l'actuelle Wallonie date d'environ 800 000 ans av. J.-C. (paléolithique ancien), sous la forme d'un outil en silex provenant de la Meuse, à Hallembaye. Les deux échantillons les plus anciens de néandertaliens d'Europe occidentale sont des individus de 35.000 ans des grottes de Goyet, célèbres pour être le site du plus ancien cas de domestication de chiens signalé au monde, il y a 32 000 ans. Environ 125 000 ans av. J.-C., présence de néandertaliens à Sclayn. Entre 50 000 et 35 000 ans av. J.-C., présence de néandertaliens à Awirs. Environ 36 000 ans av. J.-C., présence de néandertaliens à Spy, durant la période de transition entre le Paléolithique moyen et supérieur. La grotte de Spy constitue l'un des sites paléolithiques les plus importants en Europe, dont la découverte a prouvé l'existence de l'homme de Neandertal. Les premiers ossements néandertaliens furent découverts au vallon des Grottes Schmerling à Engis. La Hesbaye est un des plus vieux terroirs d'Europe. Dès le Paléolithique, plusieurs sites sont occupés par une population de cueilleurs-chasseurs-pêcheurs. Des gisements préhistoriques importants ont été découverts sur le territoire d'Omal.

### Néolithique
Des chasseurs-pêcheurs-cueilleurs semi-nomades mésolithiques s'installent au-dessus des versants bordant la vallée de la Meuse et ses affluents. Entre 5 400 et 4 800 ans av. J.-C., arrivée, en Hesbaye liégeoise, de groupes appartenant à la civilisation rubanée et introduction de l'agriculture. Du matériel rubané est retrouvé à Blicquy. Au cours du IVe millénaire, apparition de la culture de Michelsberg en Hesbaye, à Spiennes et à Chaumont-Gistoux. Du Néolithique moyen (4300 ans av. notre ère) au Néolithique final (2200 ans av. notre ère), activité d’extraction et de taille du silex à Spiennes, le plus vaste complexe minier en Europe. Des milliers de minières (de 10 000 à 20 000) ont été creusées pour exploiter les bancs de silex, roche recherchée pour la fabrication de haches et de lames. Ces exploitations alimentaient le travail de tailleurs spécialisés dont les ateliers étaient situés sur le site même, à proximité des puits en activité. Les millions de déchets de silex à la surface des champs en sont les vestiges. Vers 3000-2800 av. J.-C., on assiste à l'édification de mégalithes à Wéris. Les pierres s'étendent sur quatre alignements parallèles sur plus de 7 kilomètres et 300 mètres de largeur. Ces monuments attestent de la première architecture de l'Europe.

## Antiquité

### L'âge des celtes

#### Un centre de la culture de Hallstatt

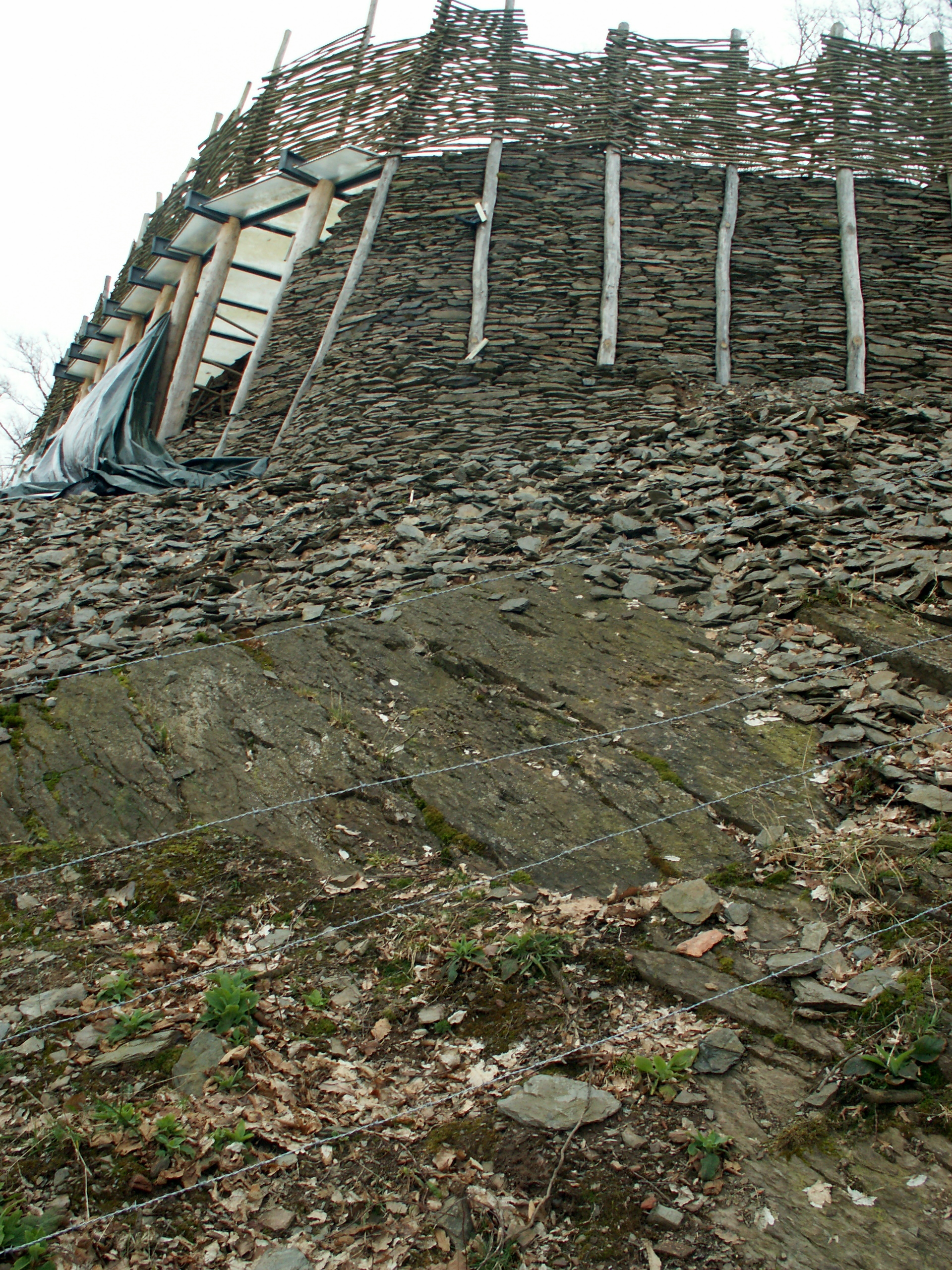
La forteresse celtique du Cheslé

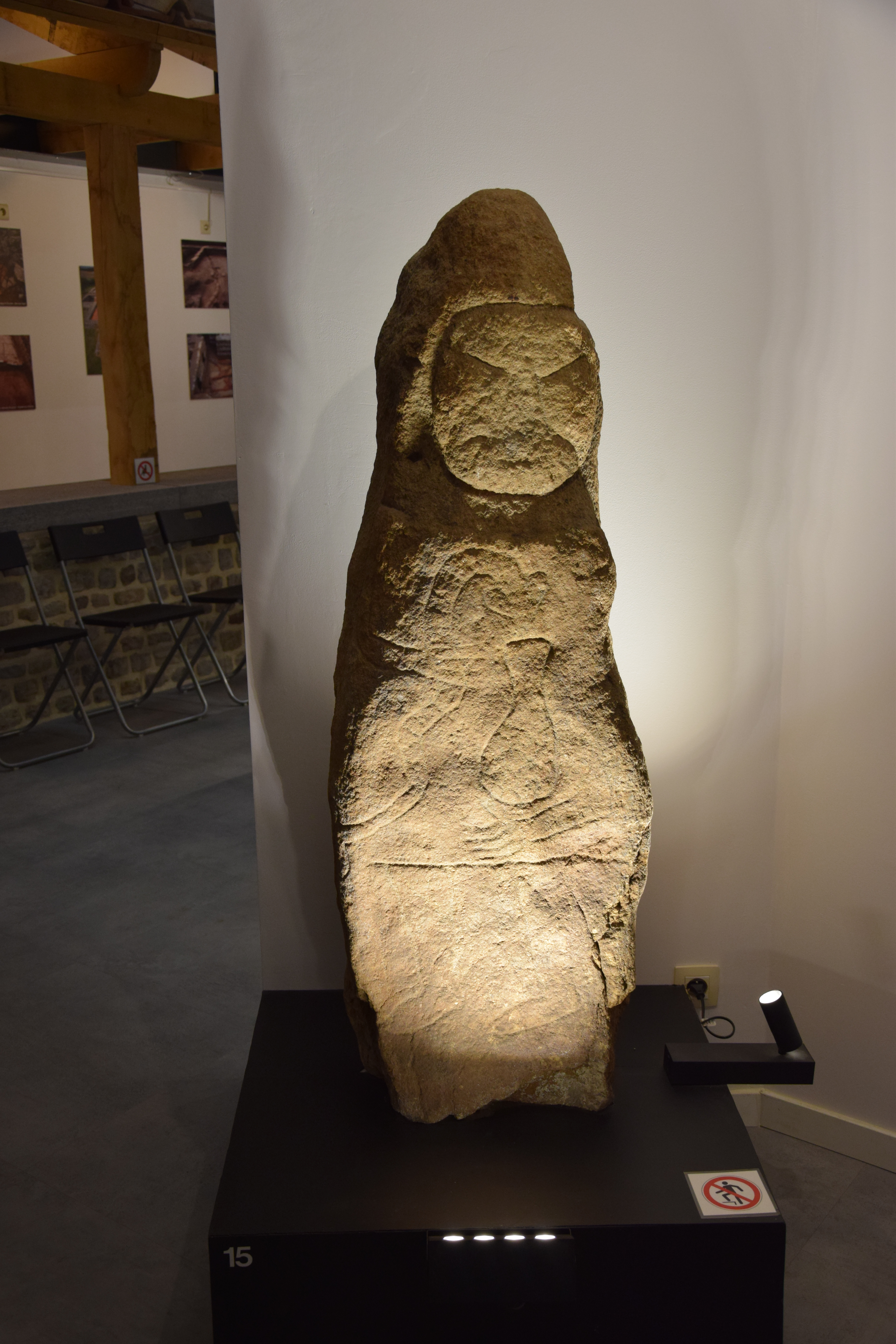
Le Menhir de Macquenoise, représentant l'effigie dieu Iverix, roi If

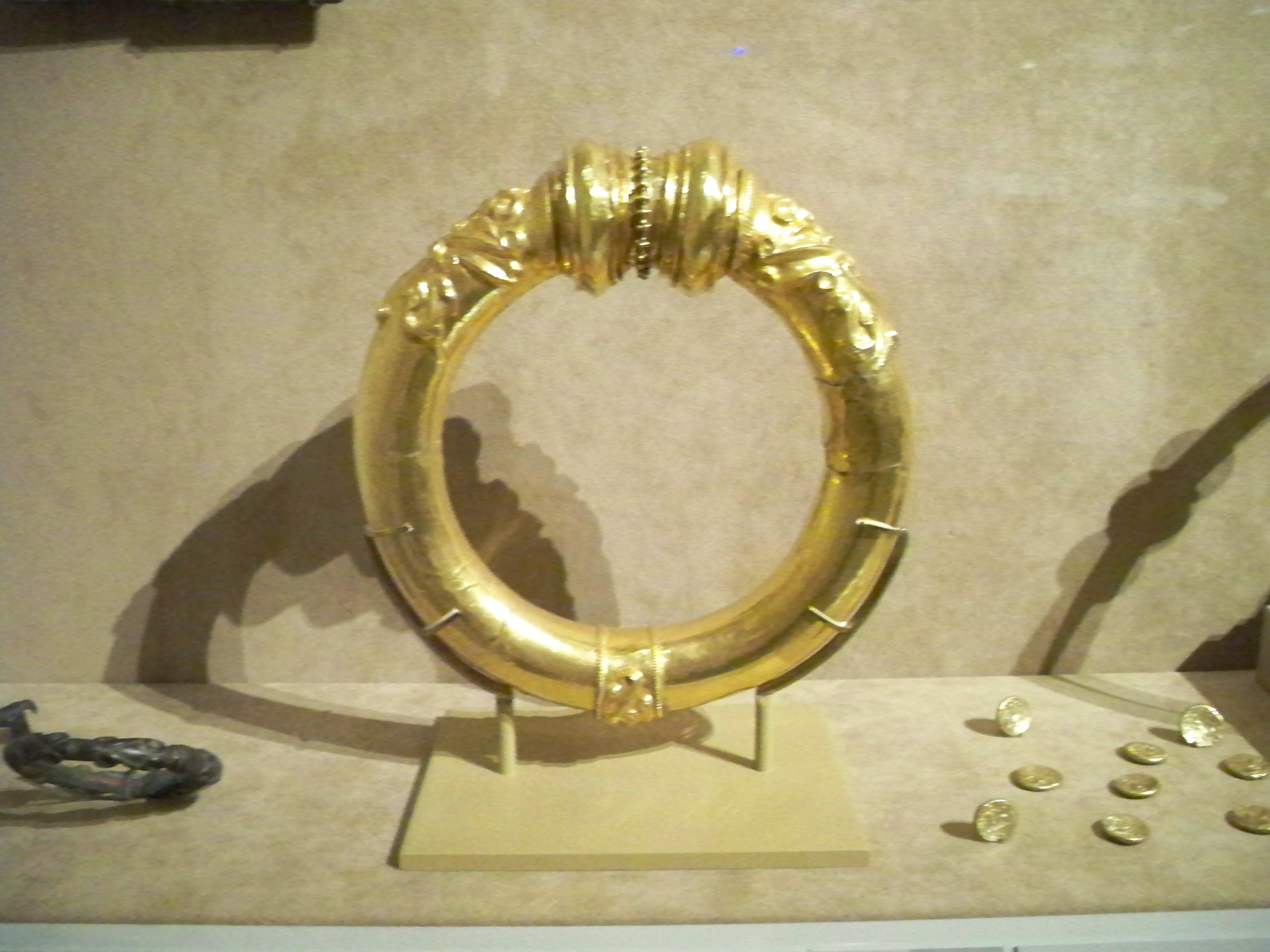
Trésor de Frasnes-lez-Buissenal, Metropolitan Museum of Art, New York

À en juger par la propagation du travail du bronze en Europe occidentale, les premiers proto-celtes atteignent la Wallonie en 2200 avant notre ère. Les premières traces d’occupation régulière de l’Ardenne datent de l'âge du fer, vers -800. C’est l’époque de l’expansion des Celtes (Halstatt tardif). L’Ardenne serait d’ailleurs un des rares endroits en Europe où les Celtes ne se seraient pas métissés avec d’autres populations déjà installées. Entre 650 avant notre ère et 500 avant notre ère, les Celtes de Hallstatt sont présents dans la quasi-totalité de la France et de la Wallonie. En 54 av. J.-C., alors qu'une partie significative des forêts d'Europe de l'Ouest est déjà défrichée au profit de l'agriculture, Jules César évoque un vaste massif forestier qu'il désigne par l'expression « Arduenna silva ». Difficilement accessible, cette forêt est la plus grande de toute la Gaule selon Jules César qui la cite à deux reprises dans sa guerre des Gaules. Au nord-ouest, la forêt charbonnière, ancienne forêt primaire de hêtres et de chênes, formait une frontière naturelle. La forêt qui avait un tracé nord-sud s'étendait de la Senne et de la Dyle au nord à la Sambre au sud et au Rhin à l'est. Elle était moins dense dans les étendues sablonneuse du nord mais formait sur les sols plus denses du sud une barrière inextricable pour les envahisseurs. Entre les VIIIe et VIe siècles av. J.-C., occupation de la forteresse celtique du Cheslé qui sert de refuge aux habitants de la région. Par ailleurs, le site de la tranchée des portes à Etalle est le plus grand Oppidum de Belgique (100 hectares) et du pays des trévires. De récentes découvertes permettent de dater la première occupation au plus tôt vers 4000 ans avant J.-C. Le centre des hauts plateaux schisteux de l’Ardenne est densément occupé vers 480/470 avant notre ère par des Celtes. Leur civilisation nous y est essentiellement connue par les vestiges funéraires (les tombelles) qui constellent l’Ardenne. Quelque 150 sites totalisant près de 600 tertres ont été repérés. Deux groupes peuvent être distingués, ce qui suggère une colonisation en provenance de directions différentes: Un groupe sud situé entre Bertrix, Neufchâteau et Bastogne, était associée à la culture de Champagne et un groupe nord, situé à l'est et au nord-est de La Roche-en-Ardenne et Houffalize, proche de la culture du Rhin et de la région du Hunsrück-Eifel.

#### Les Germains cisrhénans et la culture de la Tène

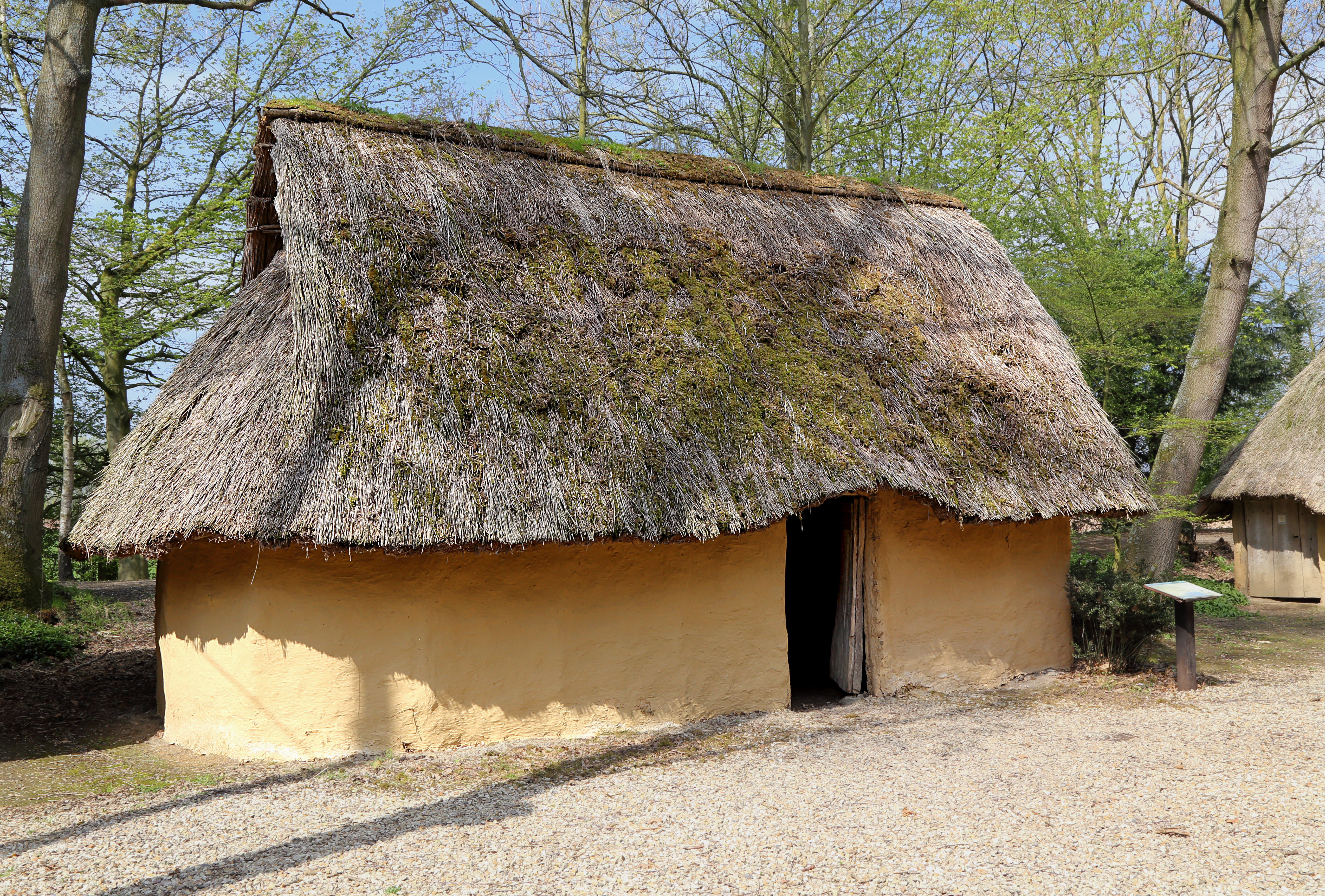
Une maison gauloise reconstituée au sein de l'Archéosite d'Aubechies

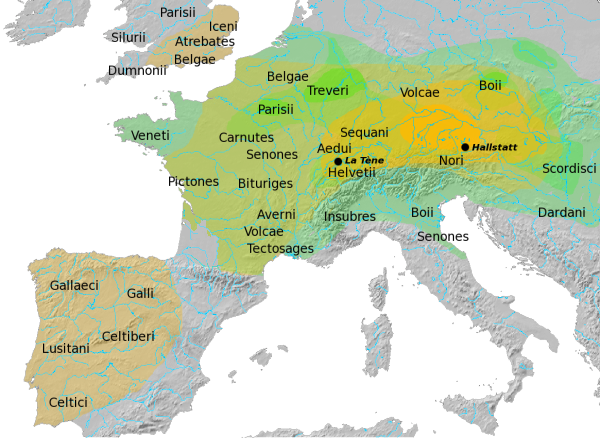
Vue générale des cultures de Hallstatt et La Tène. Le cœur du territoire de Hallstatt (800 AEC) est en jaune foncé, et sa zone d'influence jusqu'à 500 AEC (Ha D) en jaune clair. Les civitas celtes sont indiquées.

La fortification des Blancs Bois a connu plusieurs phases de construction. La première occupation remonterait à l'époque de Hallstatt, voire dans les premières années de la Tène, vers -470 avant notre ère, période caractérisée par de nombreux déplacement de population. Ces déplacements ont suscité pas mal d'insécurité comme en témoignent les nombreuses forteresses érigées à cette époque. D'autres oppida remontant à la Tène, ont été identifiés à Canteleux, près de Chièvres, au lieu-dit Chession, près de Han-sur-Lesse, à Belvaux, Flobecq, Gilly-Ransart, Gougnies, Orchimont, Sinsin, Olloy-sur-Viroin à Viroinval, à l'Oppidum du Trinchî à Bertrix, Oppidum des Aduatiques à Thuin, Rocher du Vieux-Château de Pont de Bonne à Modave et à la Montagne Saint-Pierre. Venant de la moyenne vallée du Rhin et de la rive droite au nord du Main, les Belges arrivent dans la région vers -300. Ils y supplantent des Gaulois. La culture de Hallstatt est remplacée par la culture celtique de La Tène, qui s'étend progressivement vers la Flandre et le sud des Pays-Bas. Certaines tribus belges seraient authentiquement gauloises, d'autres montreraient des caractères germaniques. Un dépôt humain situé à Blicquy et daté au 14C entre 200 av. J.-C. et 50 av. J.-C., évoque les pratiques rituelles celtiques. D'après César, la Gaule belgique comprenait une région habitée par les peuples qu'il qualifie de Germains cisrhénans, à savoir : les Condruses, les Éburons, les Caerèses, les Pémanes et les Sègnes. Les Nerviens, séparés des Germains cisrhénans par la forêt charbonnière, sont également qualifés de germaniques. Au IIIe siècle av. J.-C., on peut identifier une série de pièces d’origine orientale caractéristiques du milieu danubien pour les populations du « groupe de la Haine » (pièces métalliques découvertes à Leval-Trahegnies et à Solre-sur-Sambre). Le peuple des Aduatuques est installé entre les Nerviens et les Éburons. Les Aduatuques seraient les restes d'un groupe de 6000 guerriers Cimbres et leurs familles (environ 15.000 personnes) qui sont restés dans le nord de la Gaule, après avoir été vaincu par l'armée romaine commandée par Marcus Junius Silanus, en 109 avant Jésus-Christ. Le Menhir de Macquenoise, pierre polie et sculptée préservée au Musée archéologique de Charleroi, représentant l’effigie du dieu Iverix, roi If, est le seul menhir anthropomorphe de Wallonie. Un ex-voto de la déesse Viradectis a été retrouvé à Strée-lez-Huy.

### La conquête romaine

#### La campagne de Jules César en Belgique

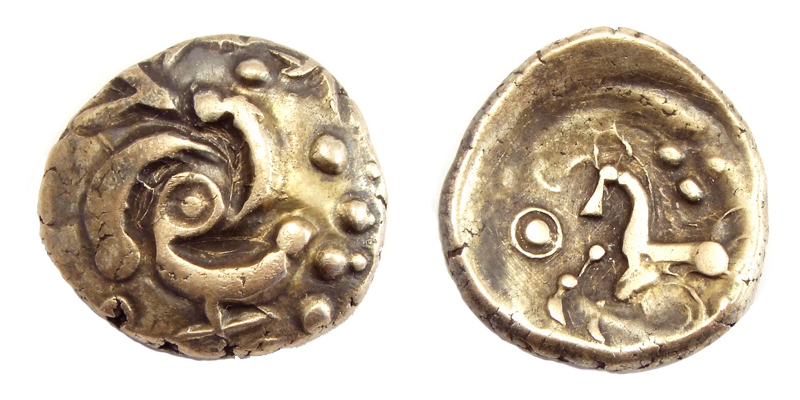
Statère en or des Éburons. Triskele surmonté d'une croisette et au revers, cheval celtisé et roue de char, évocation de l’attelage figurant sur les monnaies de Philippe II de Macédoine.

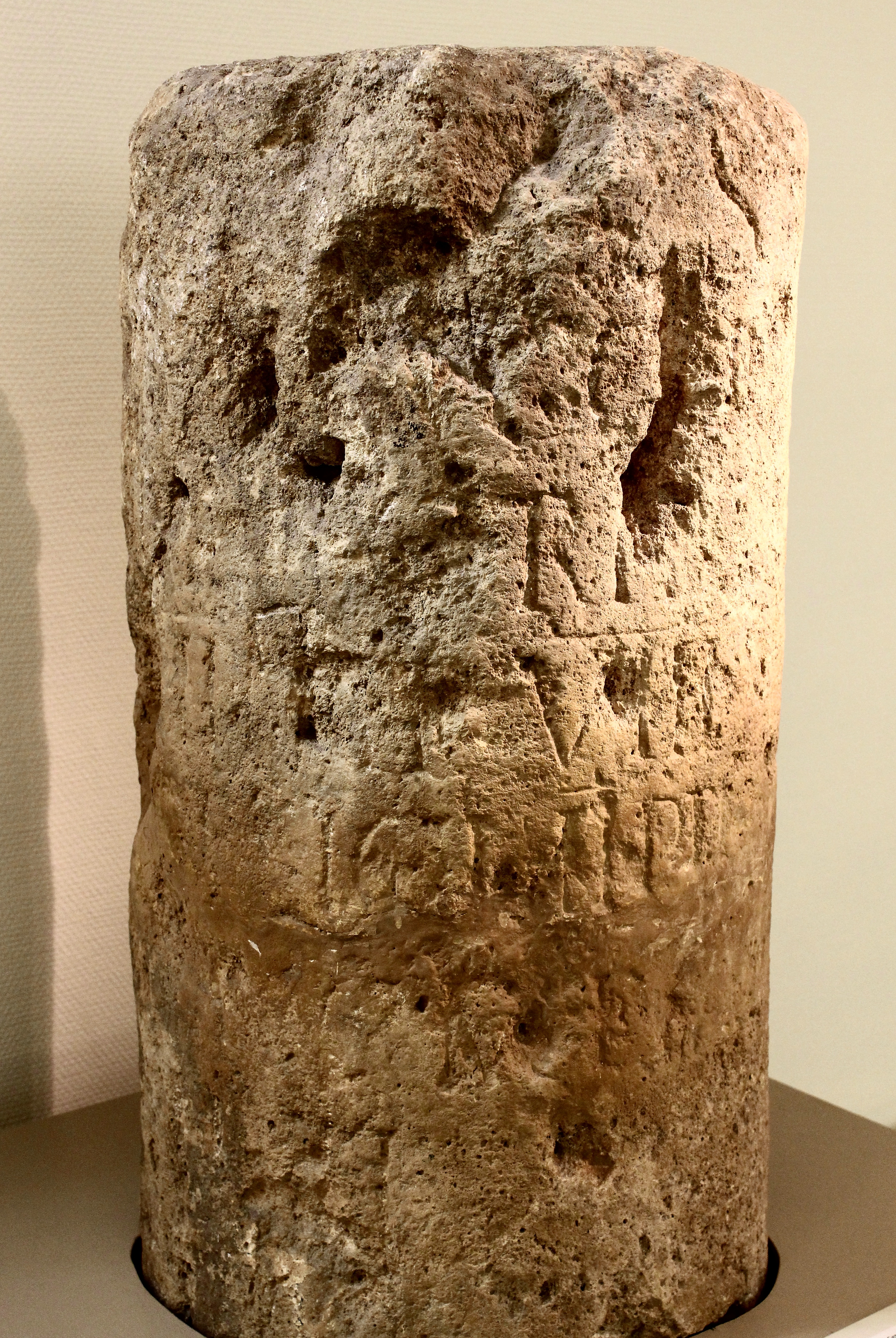
Borne milliaire de Buzenol, érigée en 44 apr. J.-C. sous l'empereur Claude

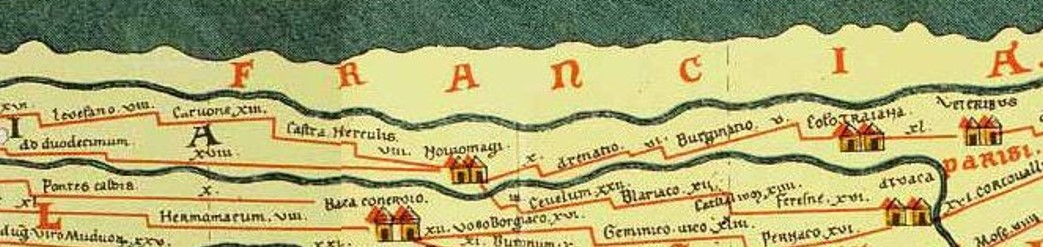
Extrait de la Table de Peutinger représentant la Via Belgica entre les villes de Bavay (Bagacum) et Tongres (Atuatica) avec les étapes : Waudrez (Vogdoriacum), Liberchies (Geminiacum) et Braives (Pernacum)

En -57, Jules César, ayant appris que les Belges ont conclu une alliance contre Rome, se dirige vers leur territoire à la tête de huit légions. L'armée belge s'unit sous la direction d'un certain Galba (ou Adra selon Dion Cassius, roi des Suessions, qui est rejoint par quelques troupes germaines. César fournit une liste détaillée des peuples ayant pris part à cette coalition, pour un total de 306 000 guerriers selon lui, répartis comme suit : les Bellovaques (60 000), les Suessions (50 000), les Nerviens (50 000), les Morins (25 000), les Atuatuques (19 000), les Atrébates (15 000), les Ambiens (10 000), les Calètes (10 000), les Véliocasses (10 000), les Viromanduens (10 000), les Ménapiens (9 000), en plus de 40 000 Germains (les Condruses, Éburons, Caeroesi et Pémanes), chiffres à prendre avec précautions. La première confrontation s'achève par la retraite des Belges (bataille de l'Aisne). Les Nerviens sont défaits lors de la bataille du Sabis. La citadelle des Aduatuques, probablement située à Thuin, est prise après des combats acharnés. C'est le dernier peuple belge à être soumis par César. En -54, soulèvement de plusieurs tribus belges (Atuatuques, Nerviens) et des Éburons commandés par Ambiorix. En automne -54, victoire des Éburons sur les Romains lors de la bataille d'Aduatuca, (sans doute dans la vallée du Geer entre Tongres et Liège). Cette défaite est le plus important revers subi par les Romains à l'occasion de la guerre des Gaules. Ambiorix finit par se réfugier dans la forêt d'Ardenne et ne sera jamais capturé. En -52, les Nerviens auraient encore fourni 5 000 hommes à l'armée de secours de Vercingétorix à Alésia. Les Tungri vont ensuite remplacer les Éburons dans la vallée de la Meuse de Venlo à Namur. Tacite, explique le changement de dénomination, le terme Tungri correspondant probablement celui de Germains cisrhénans.

#### La Via Belgica et la romanisation
Vers 50 av. J.-C., création de la Civitas Tungrorum, regroupant les Éburons, les Condruses et les Atuatuques, comme partie de la Gaule belgique. Vers 10 av. J.-C., construction de la Chaussée romaine de Bavay à Cologne, sur base d'une route celte préexistante. La forêt charbonnière, frontière entre la cité des Tongres et la cité de Nerviens, est séparée de la forêt d'Ardenne par le tracé de la nouvelle chaussée Bavay-Cologne qui constitue un axe commercial, culturel et militaire. Les voies gauloises, rectifiées et améliorées par les légions romaines, offrent des services techniques de roulage et de charronnerie, des lieux d'accueil et d'hébergement de voyageurs, en retrait prudent de la voie, tous les 70 à 80 stades. Au cœur de la Cité des Nerviens, le complexe cultuel de Blicquy à proximité de cette chaussée comprend un sanctuaire, un théâtre, un aqueduc, des thermes et un quartier artisanal. De nombreux tumuli gallo-romains sont édifiés de part et d'autre de la chaussée romaine, dont le tumulus de Penteville. Tongres et reliée à Amay, Arlon (Orolaunum) et Metz (Divodurum). La forêt d'Ardenne est traversée par la voie reliant Cologne (Colonia Claudia Ara Agrippinensium) à Reims. Tongres est également reliée à Liège. Via le gué de la Meuse à Jupille-sur-Meuse, on rejoignait Aquis Grana et Augusta Treverorum, les grandes villes romaines par la voie des Ardennes.
Les nœuds routiers protégés deviennent des marchés prospères. Le fundus des Estinnes forme un réseau de routes à partir de la chaussée vers plusieurs villas, points d'eau, centres religieux. Du Ier siècle au IVe siècle, période pendant laquelle il est continuellement en activité, le fundus des Estinnes (ou sans doute « Leptines ») semble couvrir plus de 2 000 hectares de terres cultivées et est composé d'une grande villa dont les fondations sont découvertes dans l'actuelle Estinnes-au-Val et d'autres plus petites dans l'actuel Estinnes-au-Mont. Au Ier siècle, fondation d'Orolaunum (Arlon), vicus de la Cité des Trévires, et de Tornacum, vicus de la Cité des Ménapiens. Des petits villages sont créés comme à Namur et Liège. Ils formeront le noyau des futures villes. L'une des régions les plus peuplées de l'Empire devient l'objet d'une intense mise en valeur agricole. Des villas gallo-romaines sont édifiées sous les Flaviens (de 69 à 96 après Jésus-Christ) à Basse-Wavre, Mettet, Rognée Mageroy, Malagne, Theux, Amberloup, Jamoigne, Bastogne, Chevigny et Amblève. La villa gallo-romaine d’Anthée reste la plus importante découverte à ce jour en Belgique. La Notitia Dignitatum Occidentis mentionne à Tournai un procurator gynæcii Tornacensis. Ce gynécée était un atelier de tissage de la laine où l'on employait des femmes pour la confection de l'équipement des troupes romaines. L'industrie du laiton est transférée vers 80 de Capoue dans la région de Liège et d'Aix-la-Chapelle. Après leur intégration, les Nerviens et les Tongres ont servi dans l'armée romaine. Ces cohortes servaient le long du Rhin et le long du mur d'Hadrien en Grande-Bretagne. Selon Tacite c'étaient des troupes d'élite. La Notitia Dignitatum Occidentis parle d'un numerus Turnacensium, Tournaisiens préposés à la défense du Litus Saxonicus en Bretagne caserné à Portus Lemanis (Lympne), sur la côte du Kent.

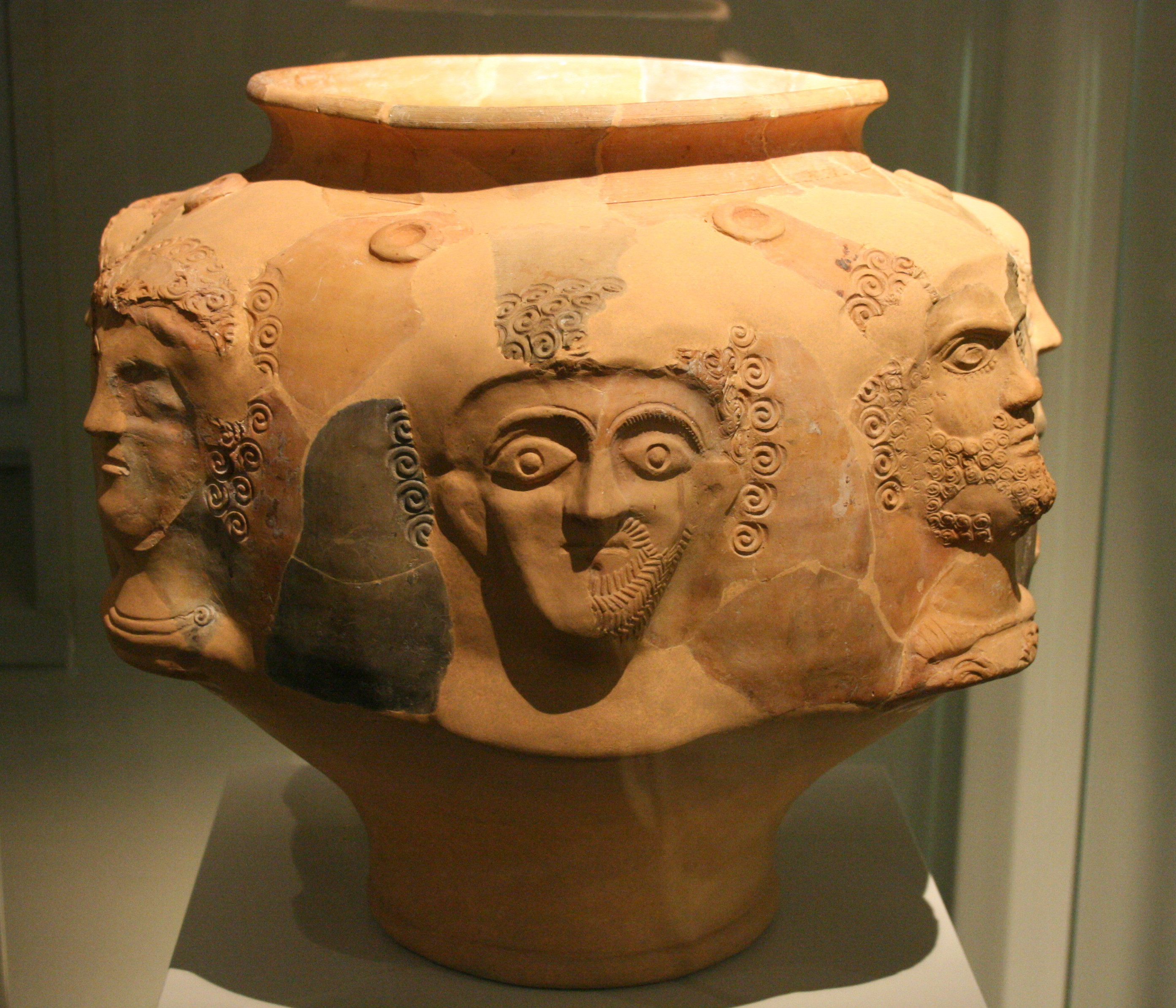
Vase gallo-romain à bustes provenant de Jupille. Musée du Grand Curtius, Liège, Belgique
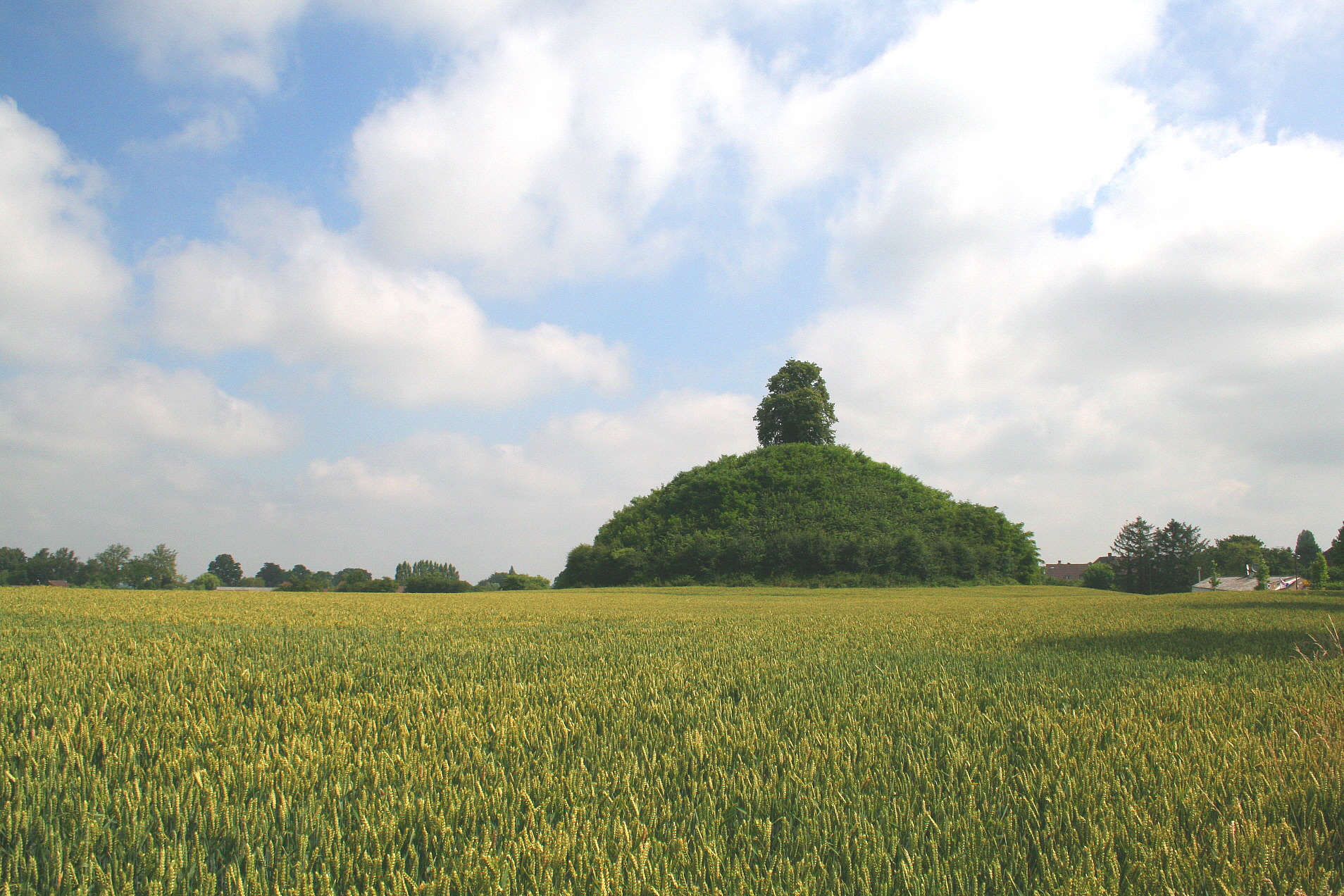
Tumulus de Glimes
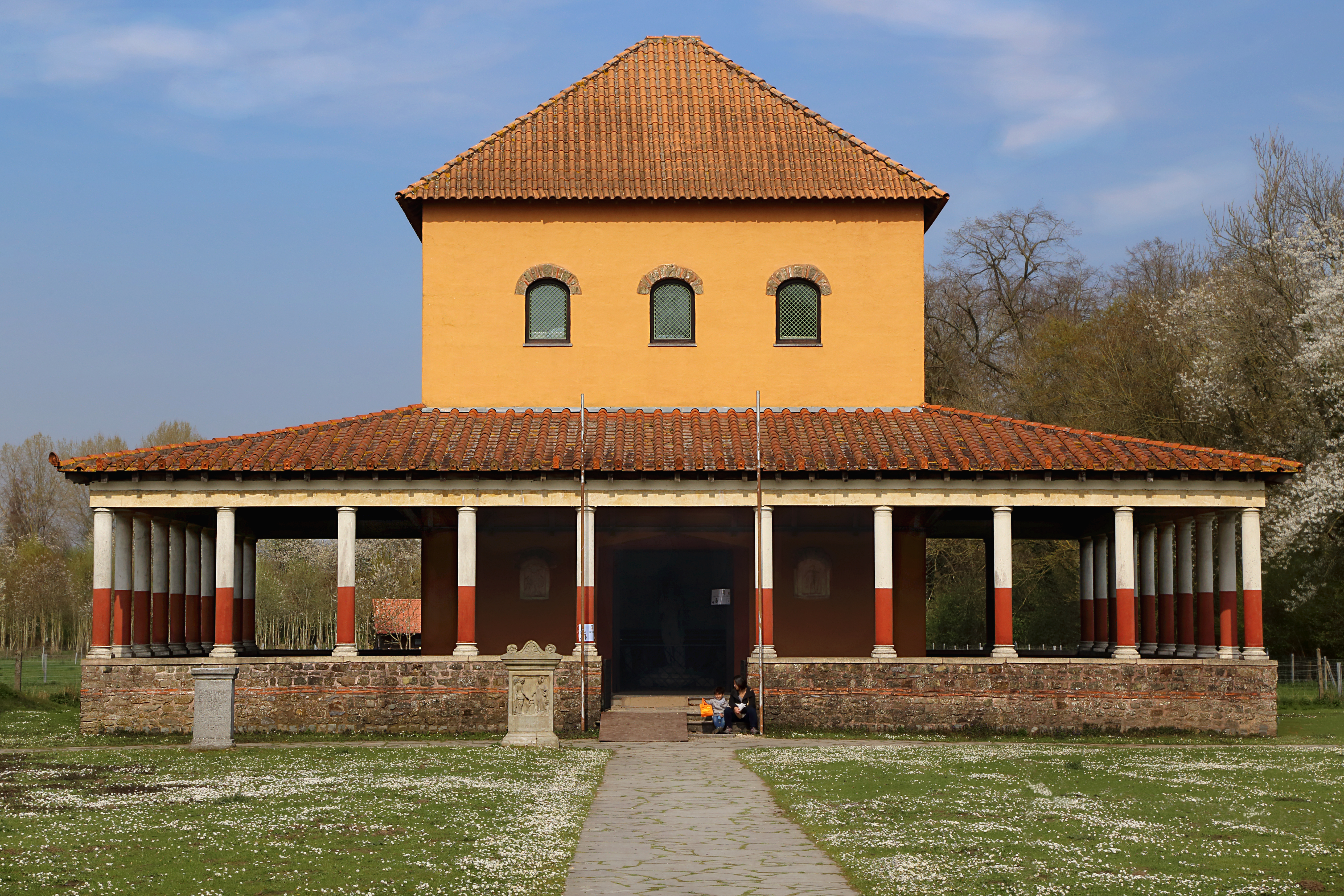
Reconstitution du fanum de Blicquy. Archéosite d'Aubechies
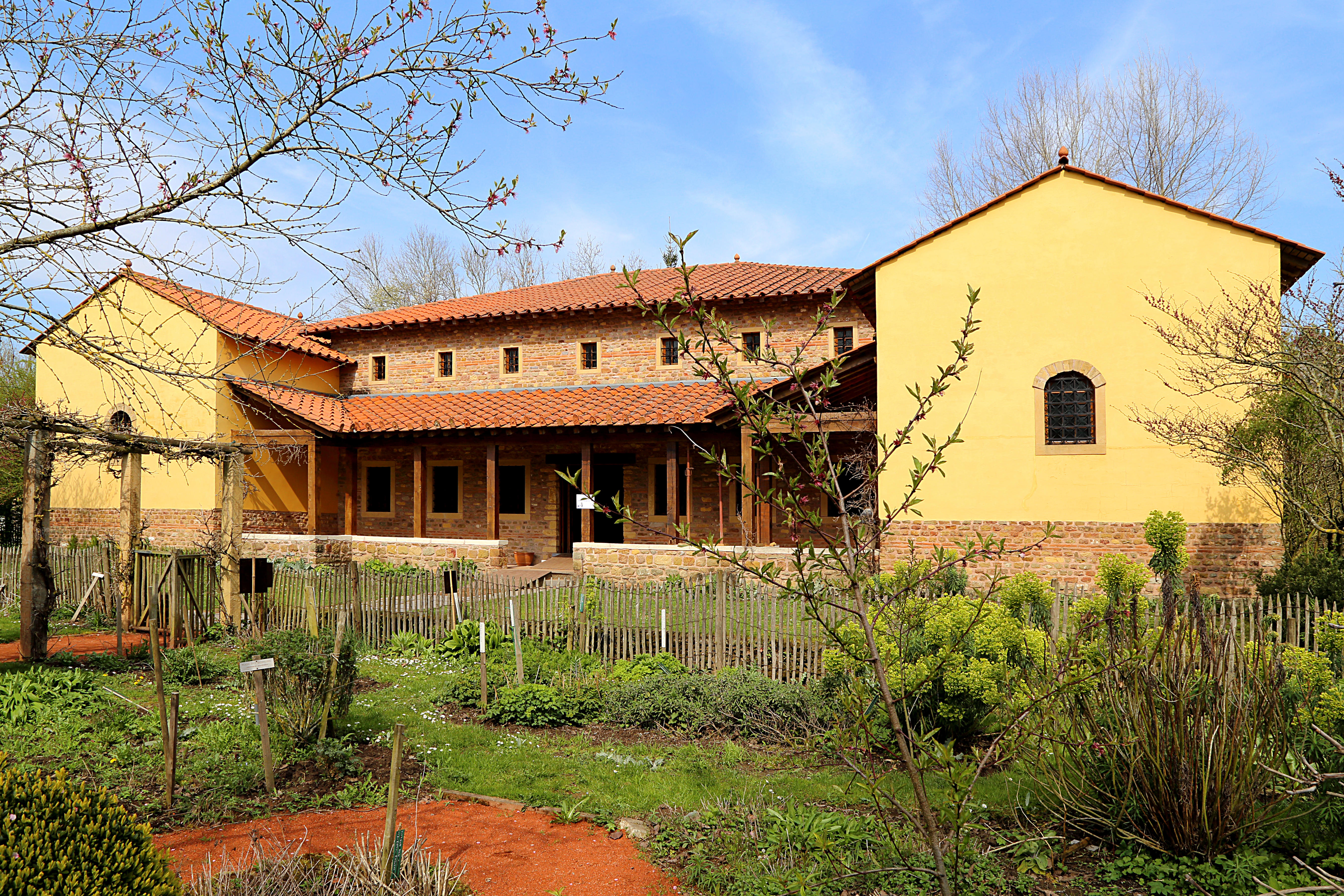
La villa romaine. Archéosite d'Aubechies
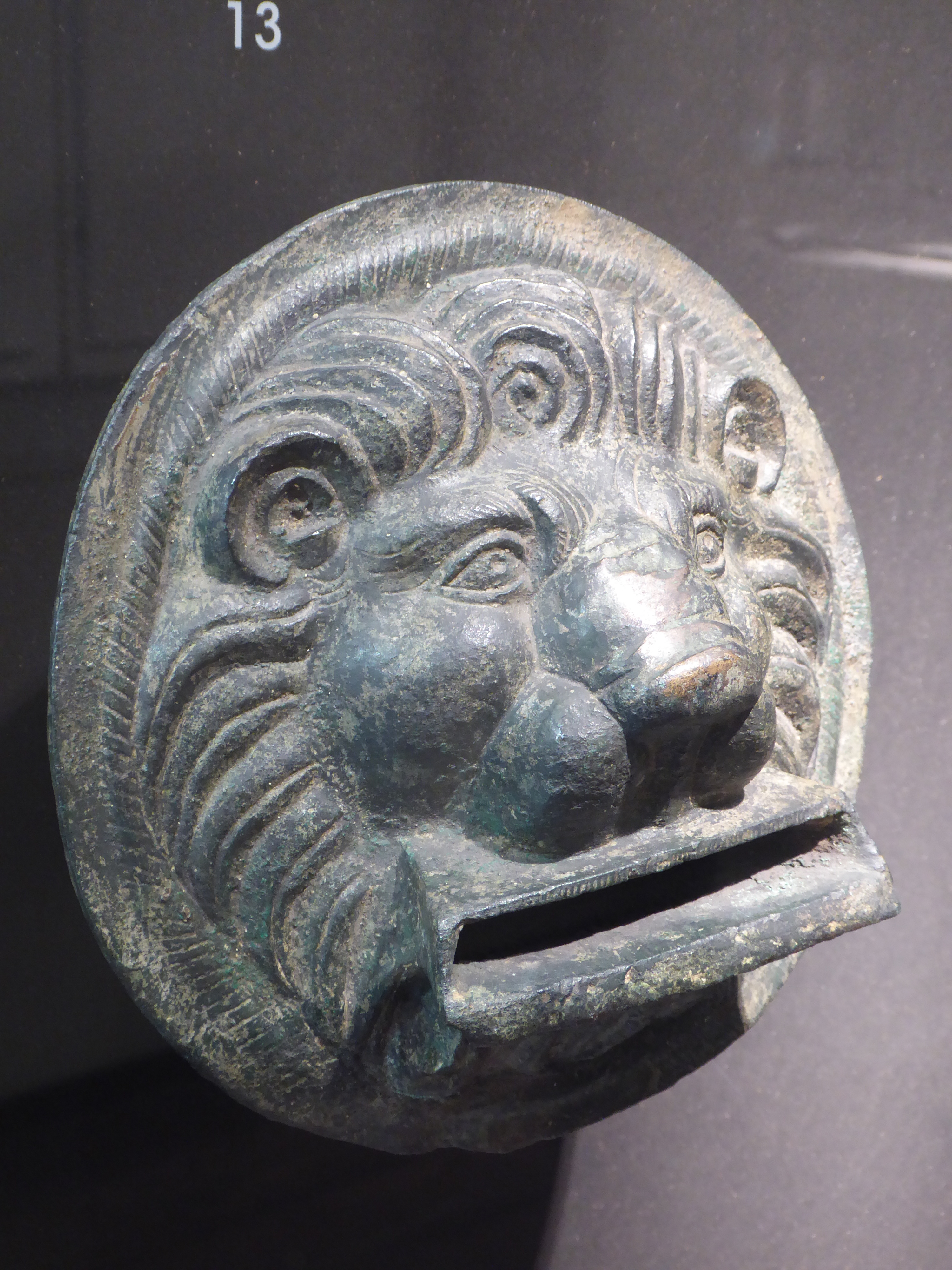
Décor d'un autel et d'une fontaine dédiés à Mithra, fin du IIe siècle, début du IIIe siècle découvert à Angleur, Grand Curtius
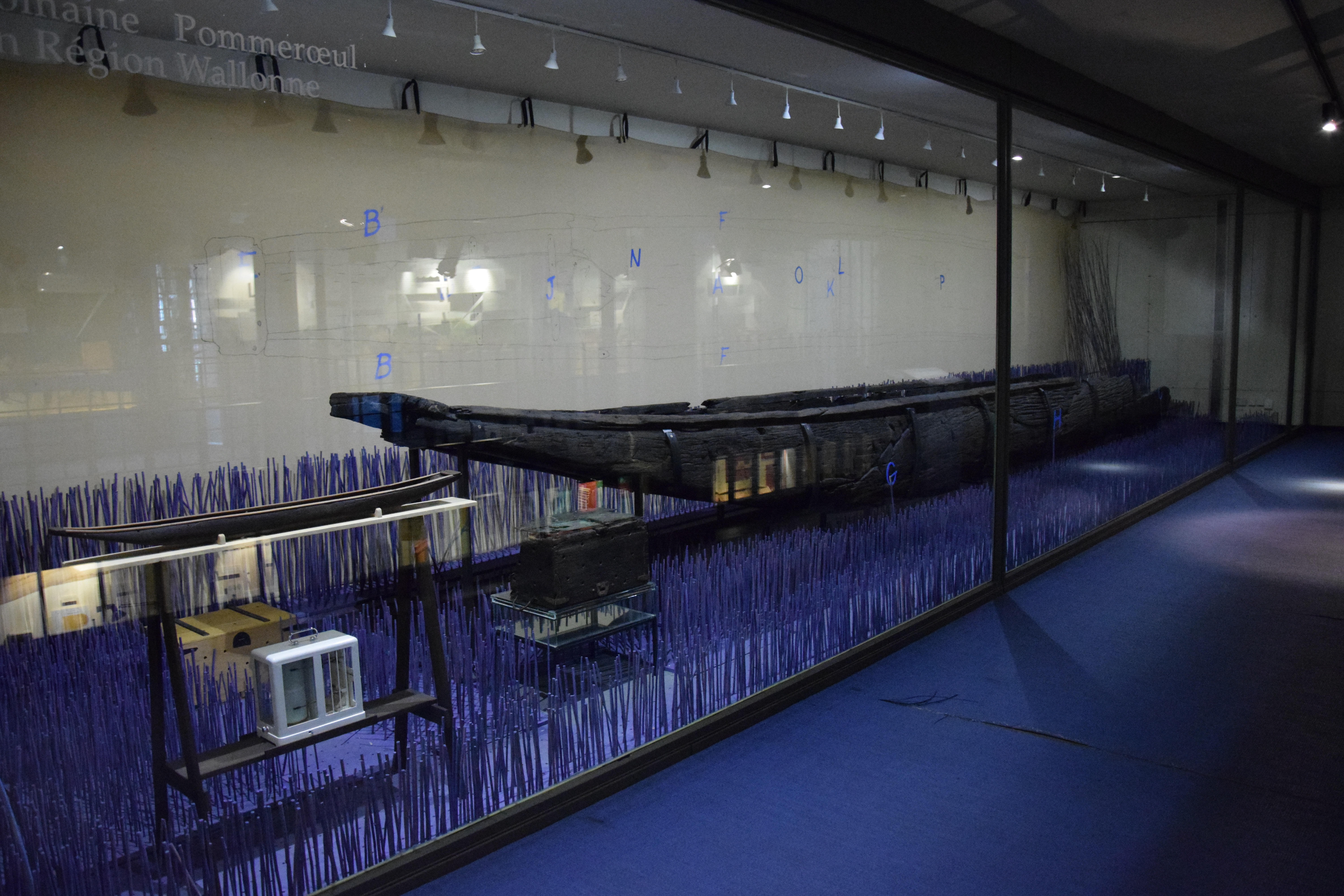
Barque de Pommeroeul, Espace gallo-romain de Ath
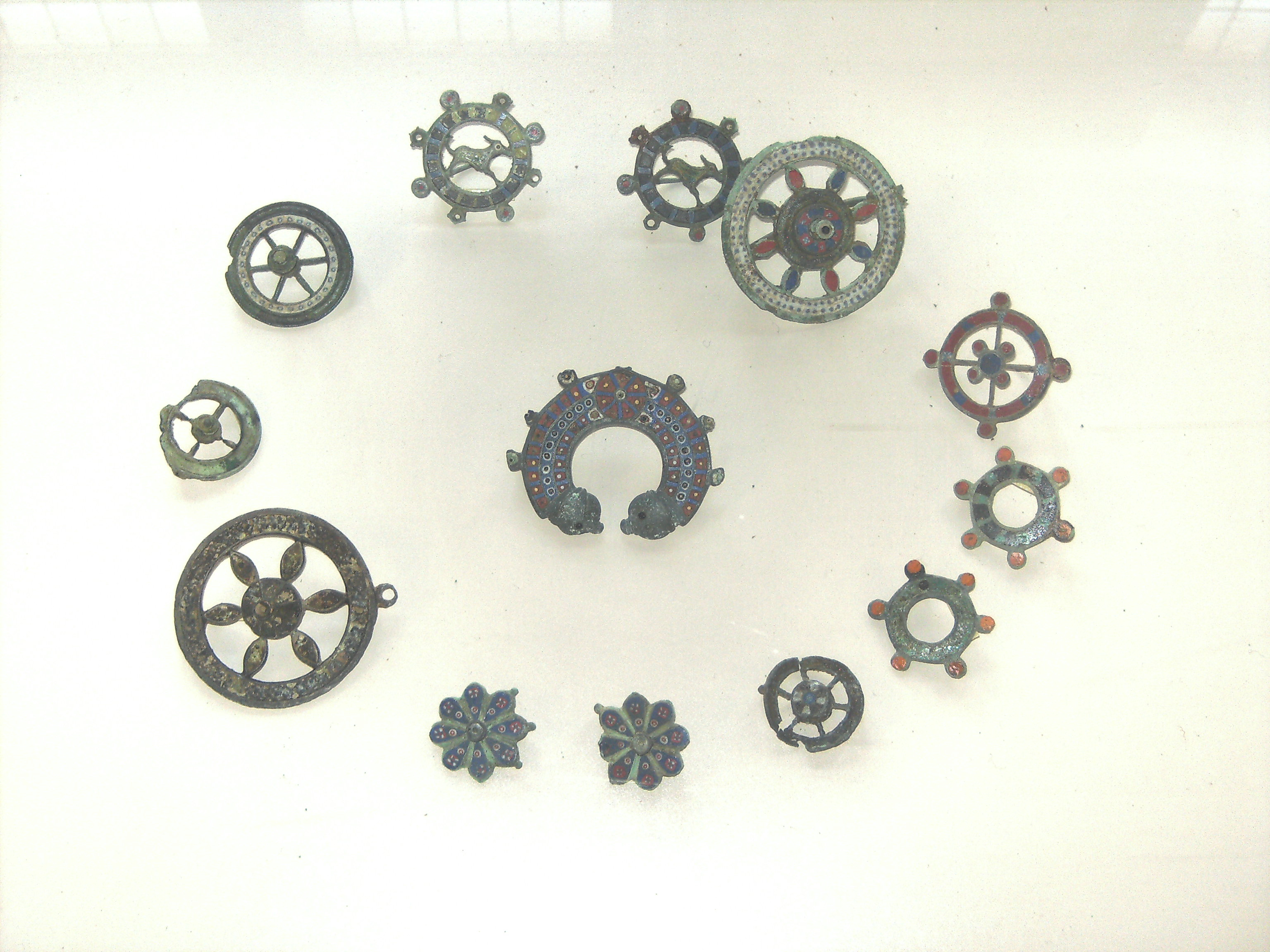
Berzée - cimetière gallo-romain des "Villers" - Fibules - Musée archéologique de Namur
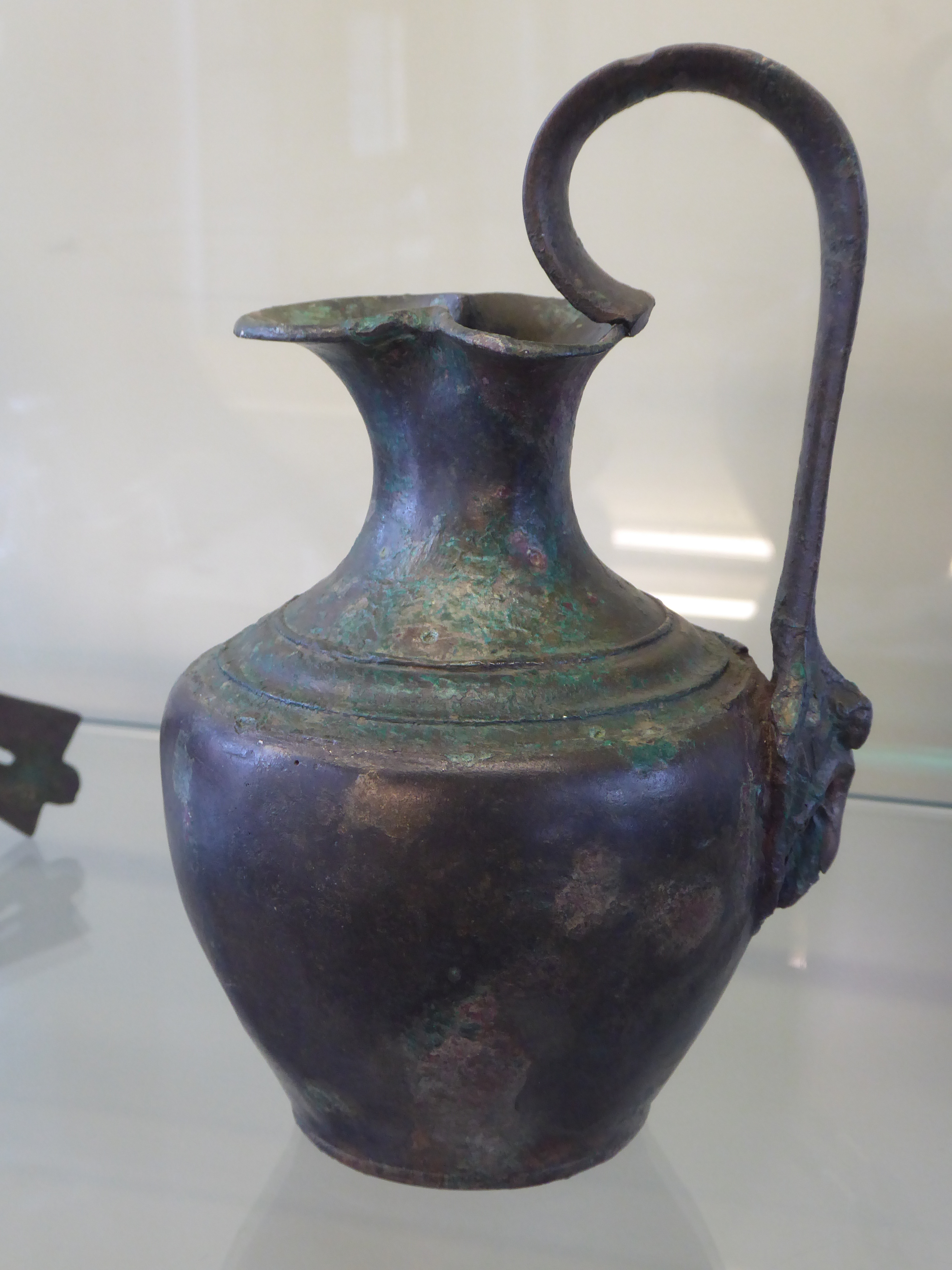
Oenochoé du tumulus de Penteville, Musée archéologique de Namur
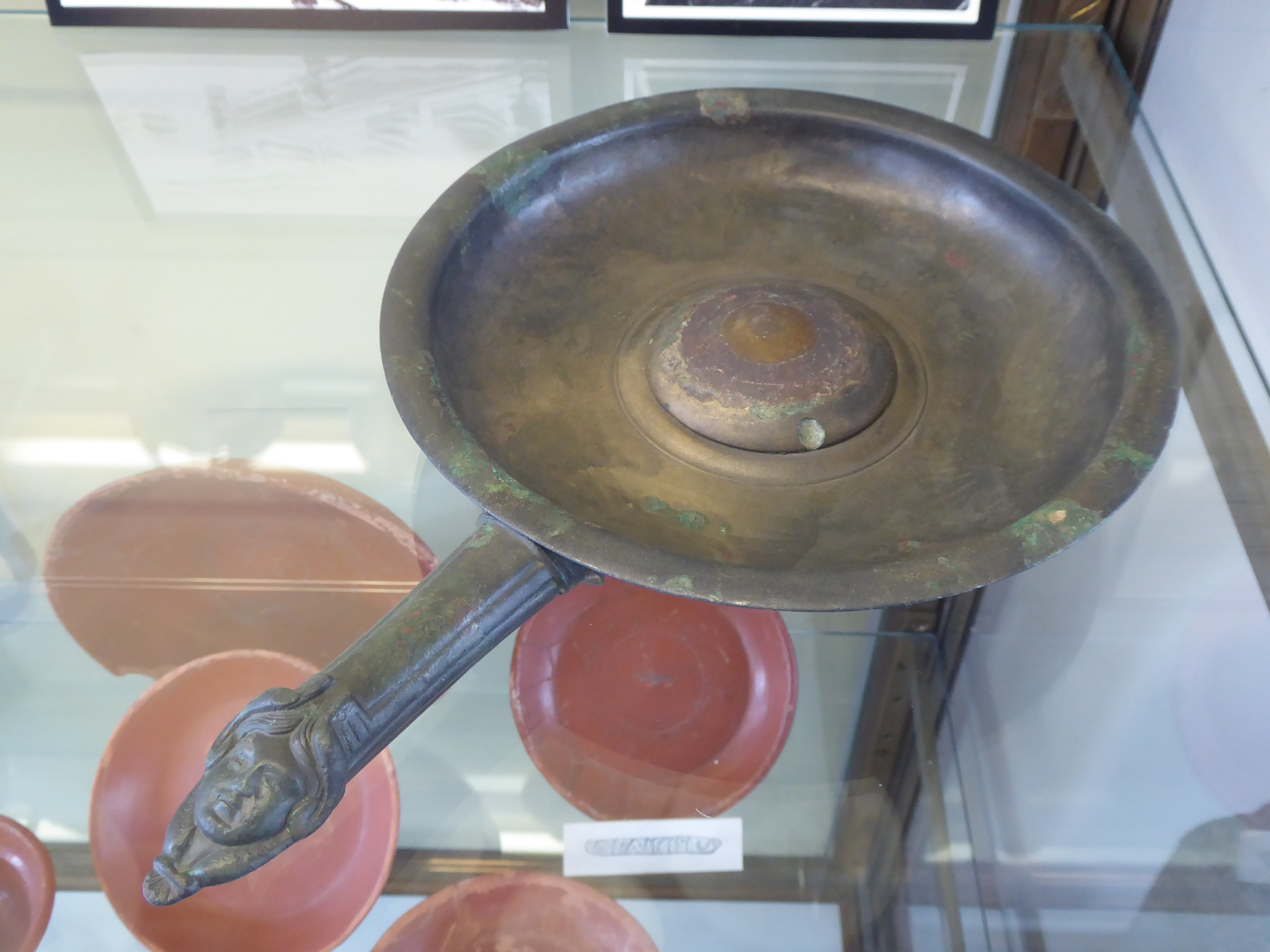
Grand patère du tumulus de Penteville, Musée archéologique de Namur
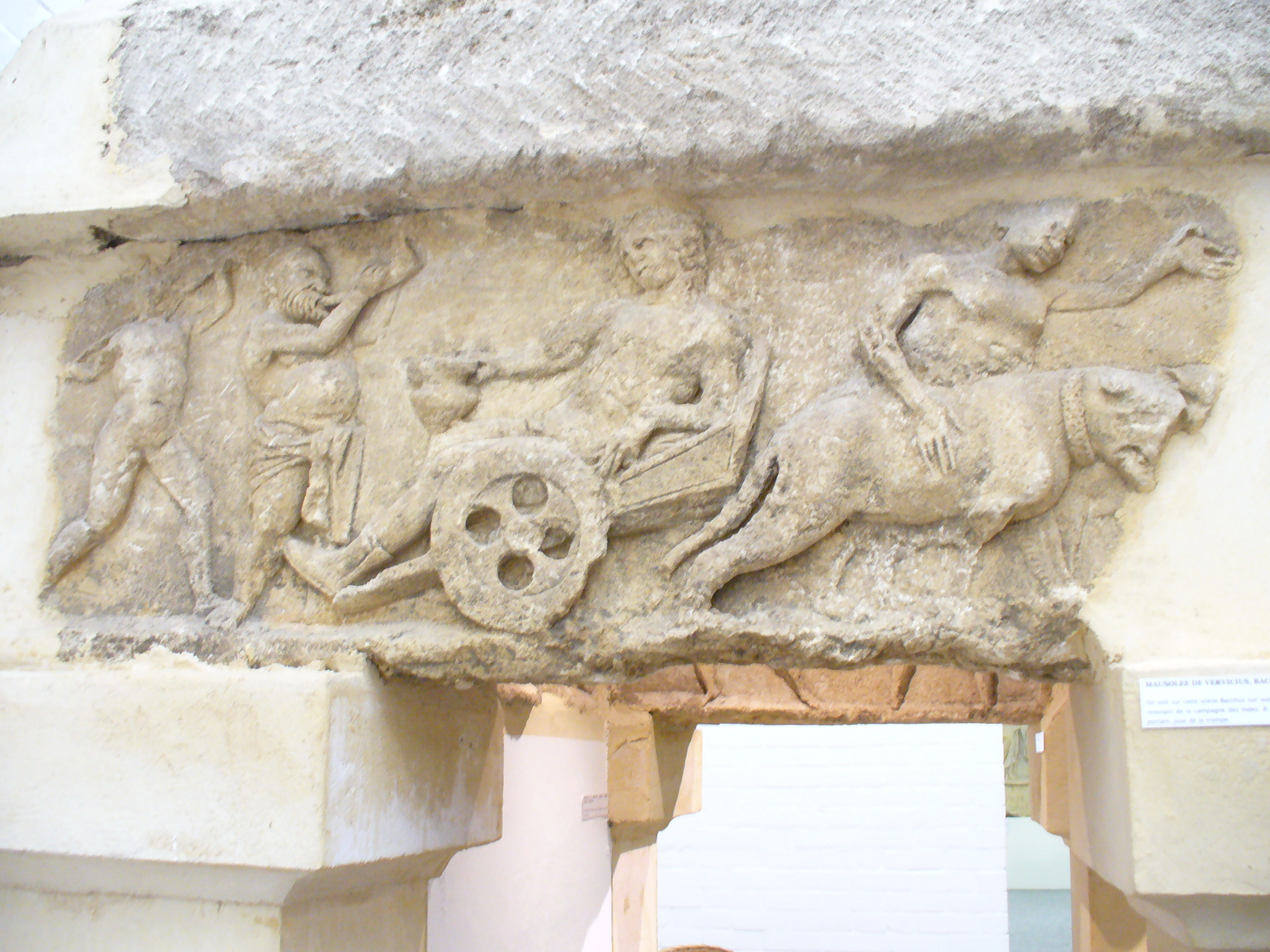
Mausolée de Vervicius représentant un Bacchus ivre à bord d'une charrette, Musée archéologique d'Arlon
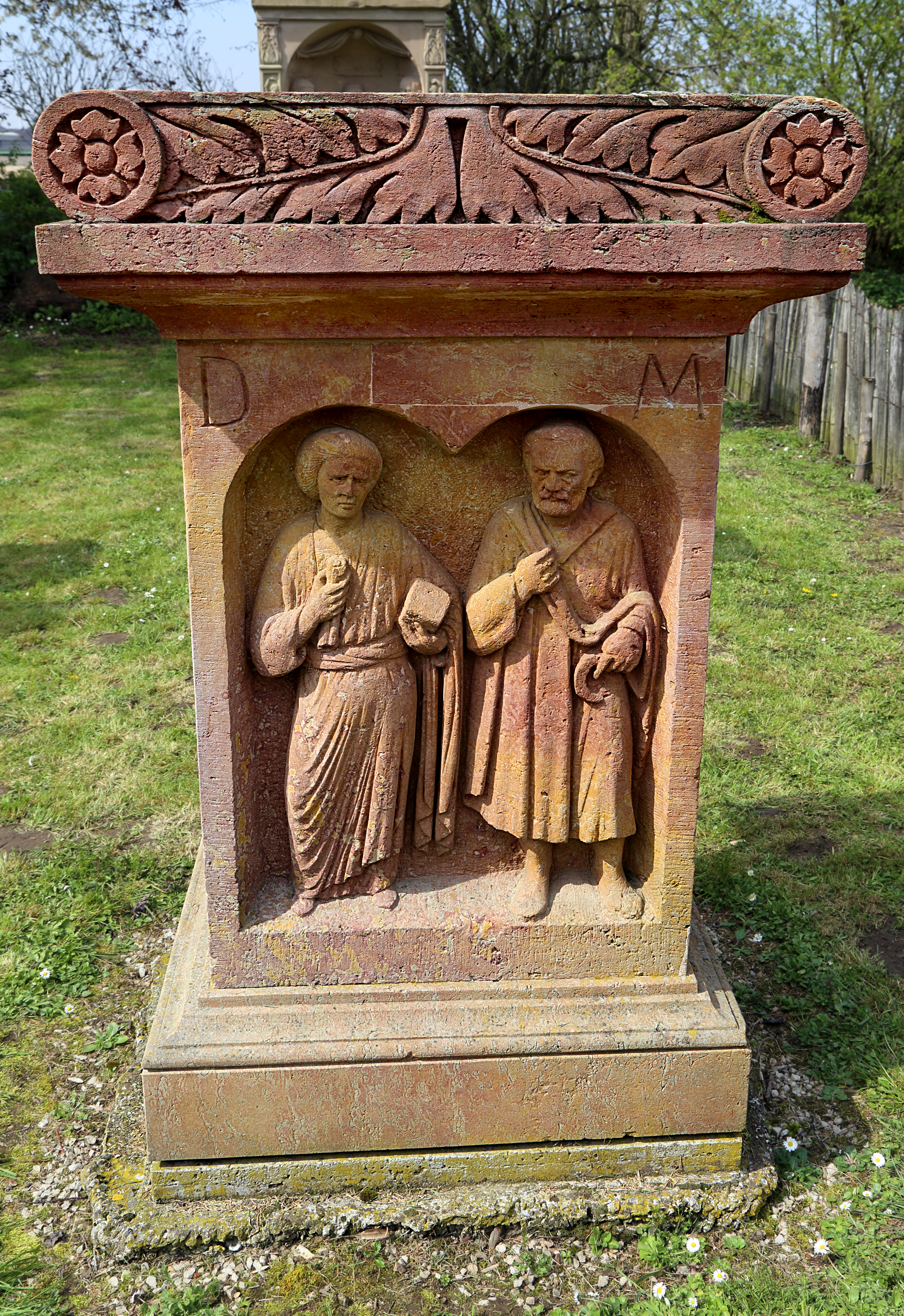
Édicule de pilier funéraire dit du « cultivateur », d’après l’original conservé au Musée Luxembourgeois, Arlon, Belgique
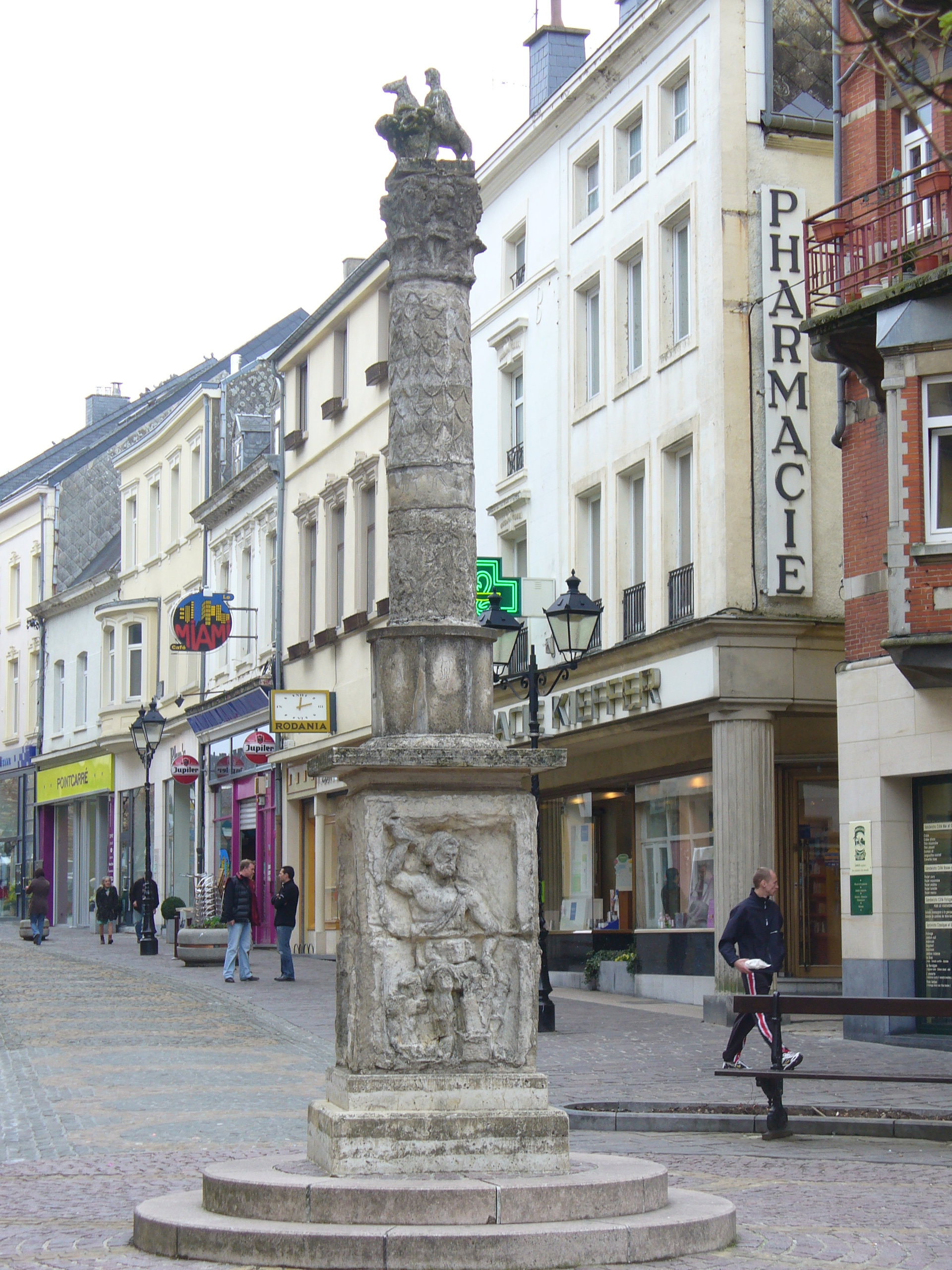
Reconstitution d'une colonne découverte à Arlon en 1972
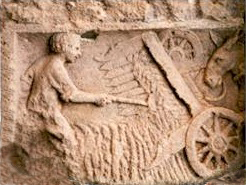
Représentation d'une moissonneuse celte retrouvée à Buzenol

### Un bastion de l'Empire

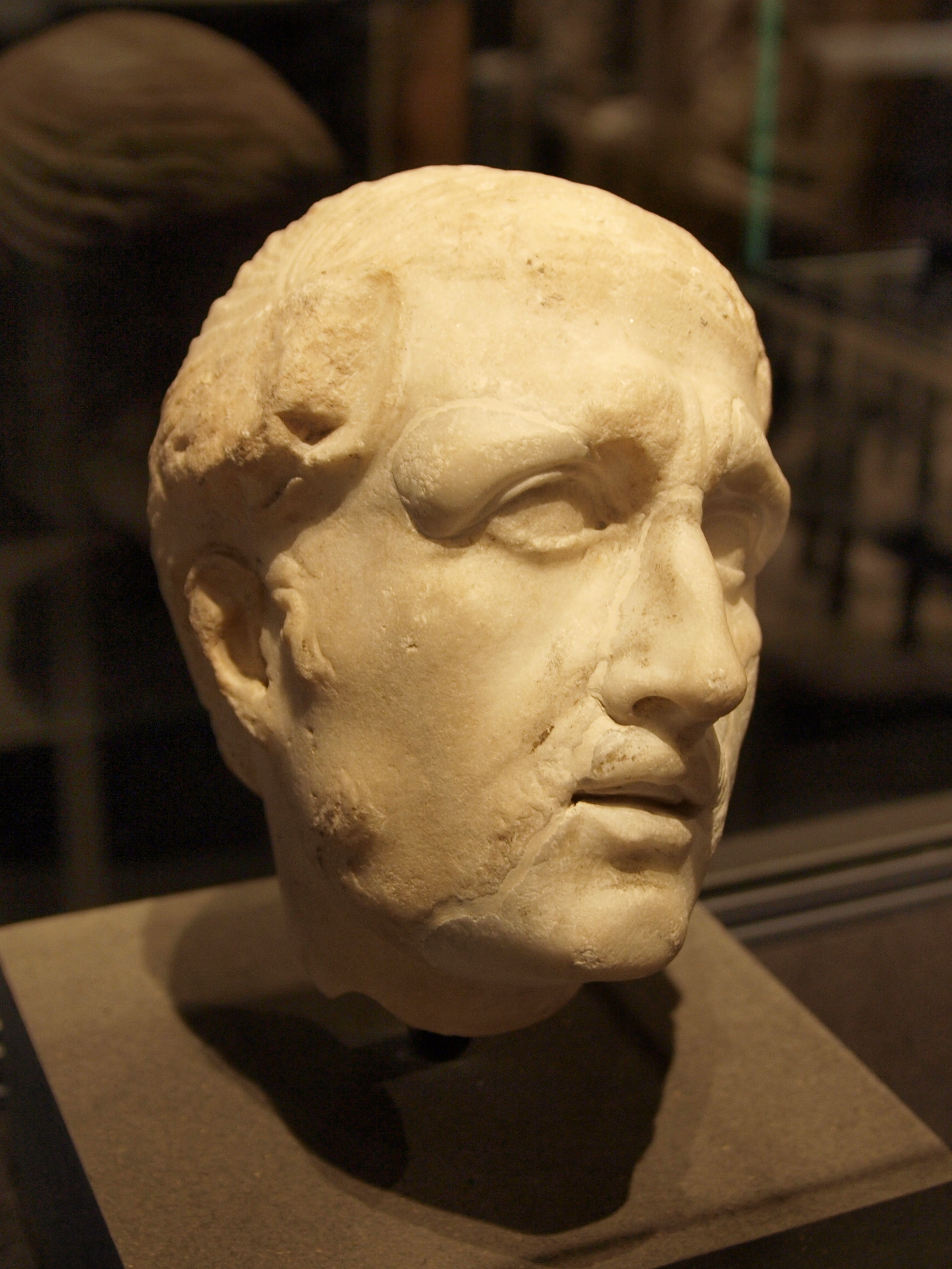
Tête de Germain avec un chignon suève, trouvée à Somzée, datée de la fin du au début du IIe siècle

En 16 av. J.-C., la Legio V Alaudae ou une autre « cinquième » légion comme la Legio V Gallica, sous le commandement de Marcus Lollius, perd ses aigles aux mains des Sicambres à la bataille de Clades Lolliana (à proximité de Tongres ou de Maastricht). Dans les années -16 à -13, les Romains réorganisent la rive gauche du Rhin, qui devient alors une zone militaire. On crée deux groupes d'armée : l'armée du Moyen-Rhin ou de « Germanie supérieure », et l'armée du Bas-Rhin ou « Germanie inférieure ». Bien que les commandants subalternes soient officiellement aux ordres du gouverneur de la Gaule belgique, ils sont en fait autonomes. Auguste confie au légat de Germanie inférieure le district militaire de la Gaule Belgique. Entre 12 et 9 avant Jésus-Christ, des troupes nerviennes participent à la campagne de Germanie de Nero Claudius Drusus. Dans les années 70 de notre ère, des troupes nerviennes et tongres sont chargées de combattre la révolte des Bataves menée par Caius Julius Civilis mais les deux nations se rallient un temps aux révoltés. Vers 83-84, l'empereur Domitien fait des districts militaires des provinces autonomes impériales.
Vers 85, formation de la province de Germanie inférieure comprenant la Civitas Tungrorum qui auparavant faisait partie de la Gaule belgique. Cette province fait partie du diocèse des Gaules lui-même faisant partie de la préfecture des Gaules. La forêt charbonnière forme alors la frontière entre les provinces de Belgique seconde et de Germanie seconde. Le nord de la Cité des Tongres qui est constitué d'une grande zone marécageuse, connue aujourd'hui sous le nom de Campine, peu fertile et presque vide d'habitants romanisés, sera occupée par les Francs vers la fin de l'Empire romain. Au contraire, le centre qui contient les régions modernes de Hesbaye et le Condroz, est plus fertile et a une plus forte densité de population. La civilisation romaine y résistera mieux aux invasions de la fin de l'Empire, ce qui explique le tracé de la frontière entre les langues germaniques et les langues romanes. Au IIIe siècle, Tournai, chef-lieu des Ménapiens, est évangélisée par Piaton, originaire de Bénévent. Selon la légende, il aurait été martyrisé sous l'empereur Maxence à Tournai en 286 et aurait porté le haut de son crâne tranché jusqu'à Seclin pour y mourir. Tournai s'abrite derrière une enceinte dans un climat d'insécurité. Au IVe siècle, création du diocèse de Tongres sur base de la Civitas Tungrorum, à peine quelques années après l’édit de tolérance du Christianisme promulgué par Constantin en 313. Son premier évêque attesté, Servatius, originaire d'Arménie, serait à l'origine de la conversion du général romain Aetius. Proche de l’empereur Constantin, Materne de Cologne originaire de Lombardie aurait importé le christianisme dans la région mosane. Il évangélise les villes de Huy, Dinant, Ciney, Namur et Walcourt. Materne aurait été à l’origine de la fondation de la ville de Waremme. Il aurait établi les premiers lieux de culte dans la vallée de la Meuse à Namêche, Leffe, Foy-Notre-Dame, Walcourt, Dinant, Hastière, Ciney et Namur.

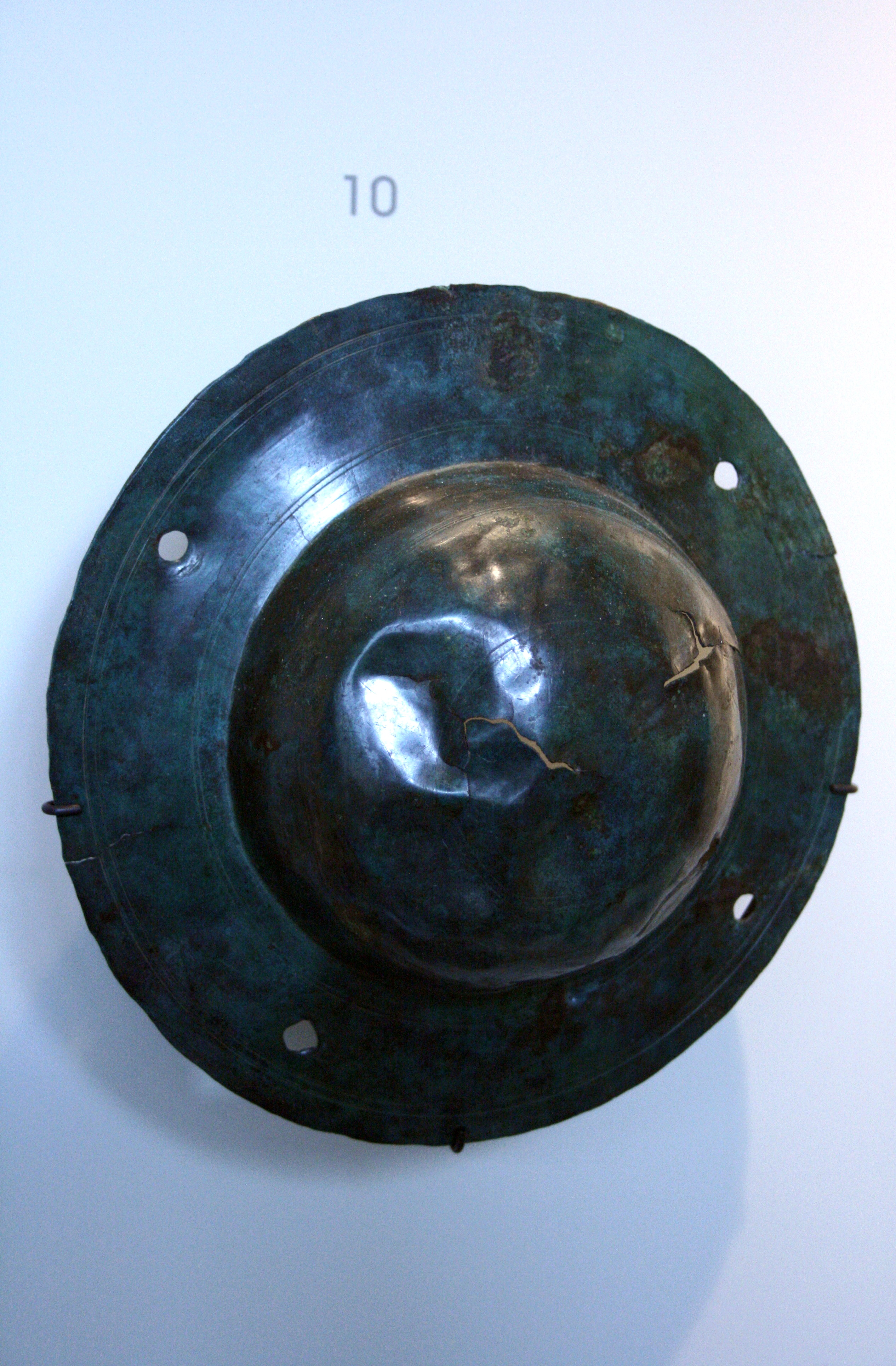
Partie centrale d'un bouclier gallo-romain, Grand Curtius
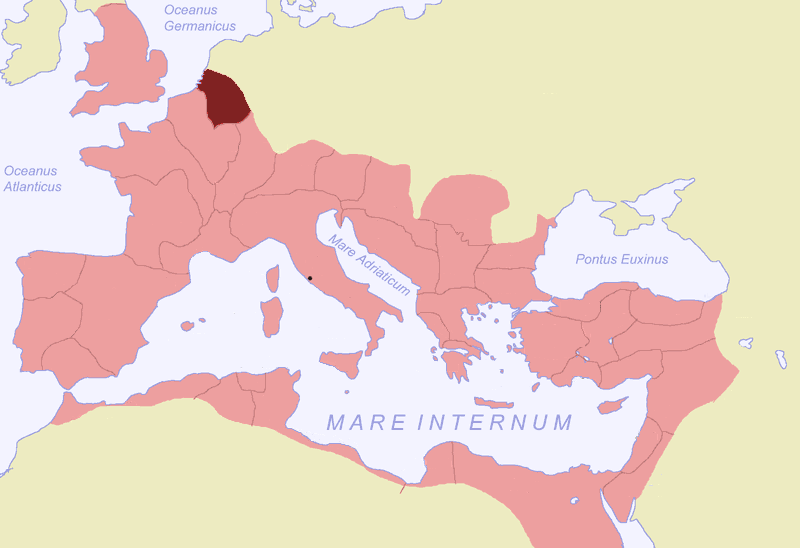
La Germanie inférieure dans l'Empire romain, vers 120.
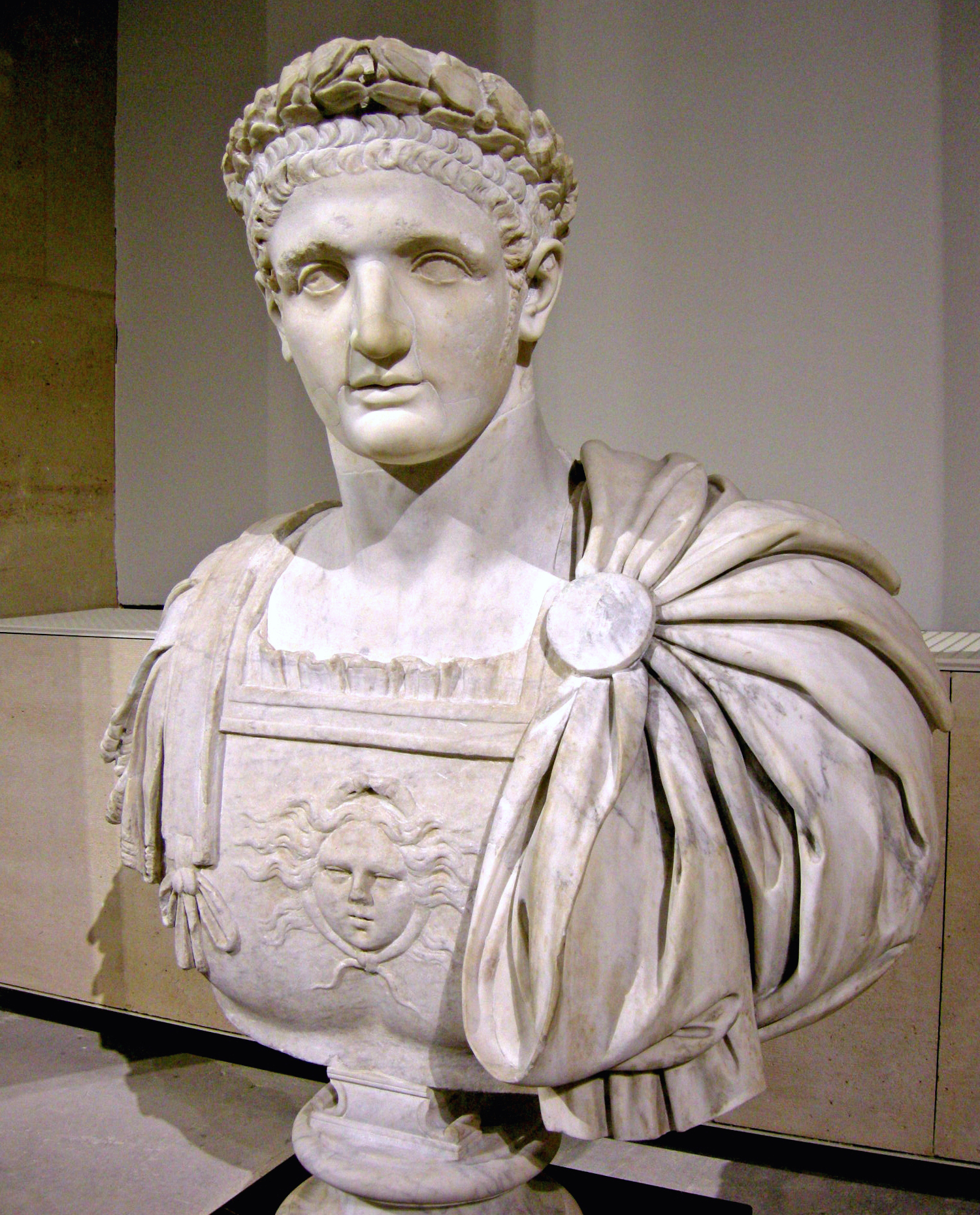
L'empereur Domitien établit la province de Germanie inférieure
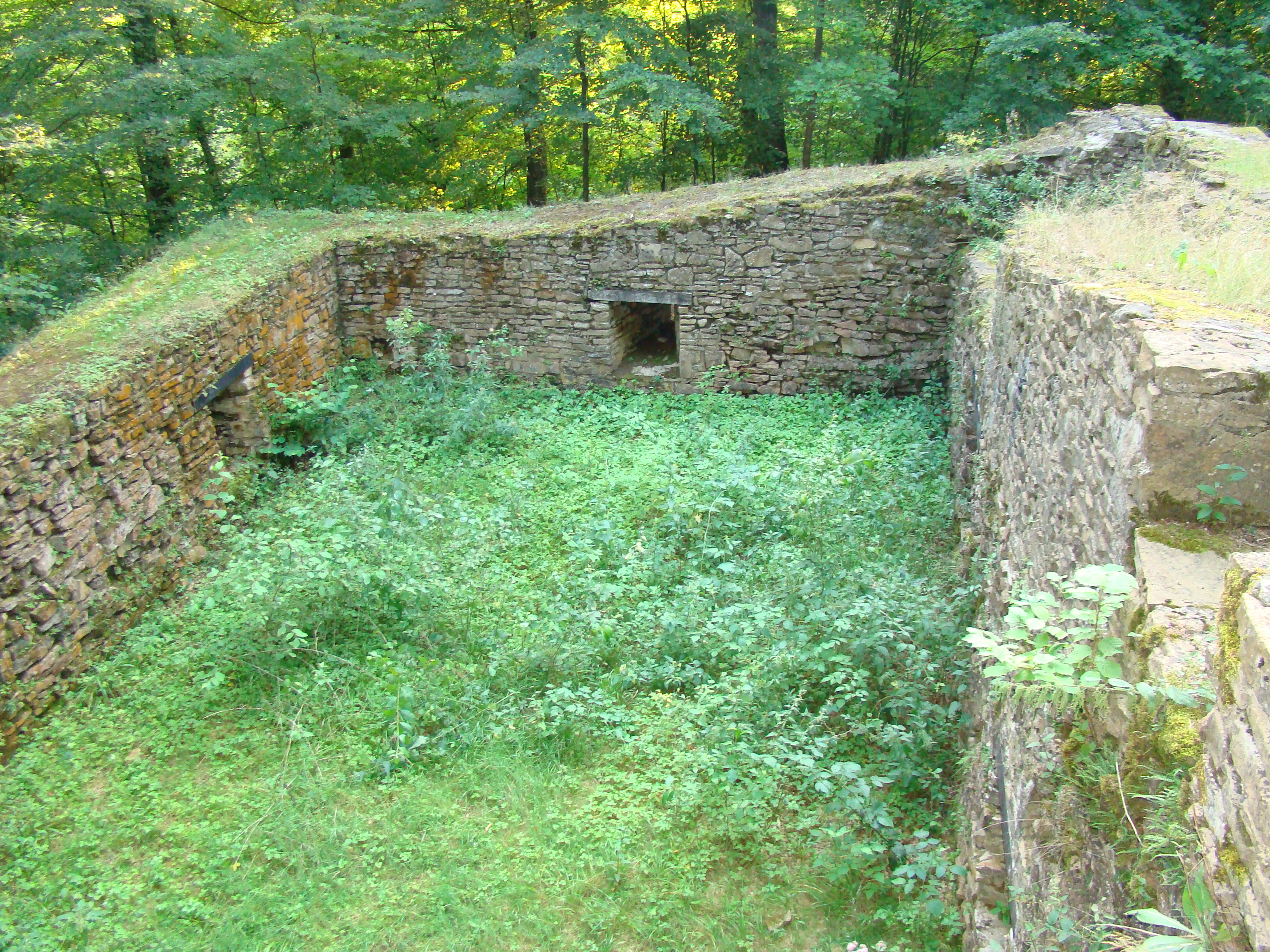
Vestige d'un donjon gallo-Romain sur le site de Montauban Buzenol

## Moyen Âge

### Les grandes invasions

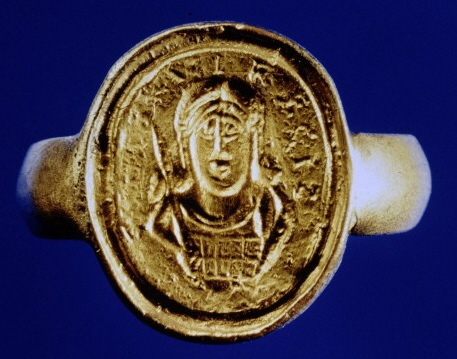
Anneau trouvé dans la tombe du roi Childéric à Tournai en 1653. Bibliothèque Nationale de France

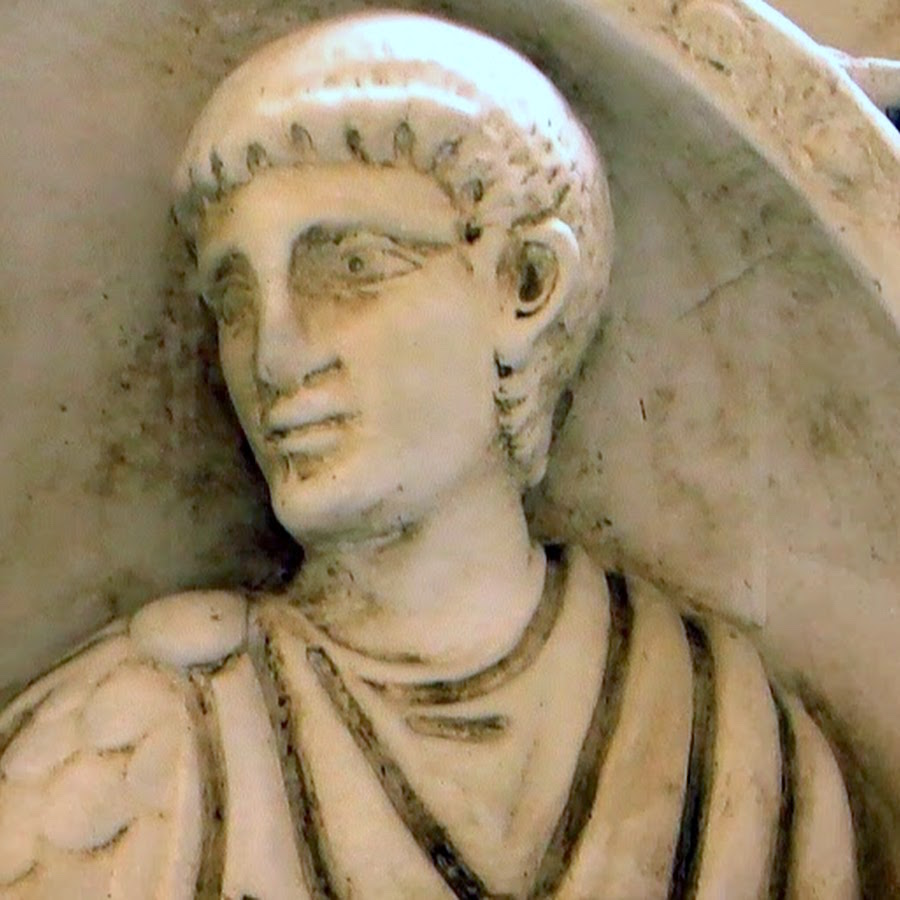
Portrait probable de Aetius. Le général romain parvient à repousser l'offensive des Francs rhénans

À la fin de l'Empire romain, la pression des tribus germaniques s'accroit dans les zones les plus proches du Rhin. Les Francs, qui avaient envahi et pillé Cologne vers 355 mais qui avaient été vaincus, vont s'installer comme paysans au-dessus de la chaussée romaine de Cologne à Tongres avec l'aval des Romains. La partie nord de la civitas Tungrorum se dépeuplent progressivement et est occupée par les Francs saliens, qui la rebaptisent du nom de Toxandrie. La zone située le long du Rhin devient le territoire des Francs ripuaires mais en 388, le général romain Arbogast repousse une invasion de Francs commandés par Gennobaud, Marcomer et Sunnon,,. Des troupes germaniques chargées de défendre les provinces frontalières sont casernées au camp de Furfooz.

Les Francs saliens (en jaune) et rhénans ou ripuaires (en orangé) dans la première moitié du Ve siècle.

Les royaumes francs vers 480. La forêt charbonnière sert de frontière entre les Francs saliens et les Francs rhénans. Elle fait ensuite office de frontière entre la Neustrie et l'Austrasie

Les incursions des Germains vont suivre les grands axes routiers et épargner l'Ardenne. La grande invasion des Germains se déclenche le 31 décembre 406 en franchissant le Rhin et atteignant Tournai. En 407, Tournai est pillée par les Vandales, puis conquise par les Francs. Une grande alliance entre les Vandales, Alains et Suèves, formée sous une forte pression des Huns, franchit le Rhin dans la région dejour Coblence et entre en Gaule Belgique par la vallée de la Moselle. Après cette invasion, les Francs ont pu conquérir de précieuses terres agricoles au sud de la Via Belgica, la route principale très importante entre Cologne et Boulogne, qui avait été l'épine dorsale de la stratégie de défense romaine entre 260 et 406. L'origine germanique de la plupart des toponymes wallons suggère que le nord de la Wallonie fut colonisé en grand nombre par les Francs, originaires des provinces du Limbourg et de Liège, et qui se seraient répandus le long de la Meuse, de la Sambre et de l'Ourthe. La moitié sud plus vallonnée de la Wallonie, notamment les régions du Condroz et de la Famenne, ont un plus grand nombre de toponymes gallo-romains, ce qui correspond à la plus forte densité de villas romaines. En 428, le consul Flavius Ætius repousse les Francs rhénans.
Un traité de fédération est conclu en 431 entre Clodion et Aetius, les Francs saliens deviennent des « fédérés » combattant pour Rome et sont autorisés à s'installer dans l'empire, en l'occurrence près du fisc impérial de Tournai. C'est l'origine du futur Royaume franc de Clovis. En 448, Aetius arrête les Francs saliens qui tentent d'étendre leur domination sur la Plaine de Flandre, les bords de l'Escaut, et la vallée de la Somme. Vers 447 il renouvelle le statut de fédéré à Clodion, chef des Francs saliens, et il lui attribue un territoire autonome au sein de l'empire, autour de Tournai, que les Francs saliens sont chargés de protéger contre les autres barbares. Au cours de la seconde moitié du Ve siècle, les Francs rhénans se regroupent pour fonder un royaume à Cologne. Durant la seconde moitié du Ve siècle, la forêt charbonnière sert de frontière entre les deux royaumes francs, celui des Francs saliens et celui des Francs rhénans. Elle fait ensuite office de frontière entre la Neustrie et l'Austrasie. Finalement, l'ensemble de la zone des Cités des Tongres et des Nerviens devient la zone centrale d'occupation des Francs saliens. C'est à partir de cette région que les dynasties mérovingiennes et carolingiennes vont conquérir une grande partie de l'Europe occidentale. Le terme Wallon est probablement issu d'un mot francique, descendant du nom très ancien Walh qui daterait du proto-germanique du IVe siècle av. J.-C. après avoir été utilisé par les Francs pour qualifier les populations de la Gaule romane, il a ensuite désigné les populations non-franques de la Neustrie et de l'Austrasie. Le latin médiéval emprunte ce terme francique et le transforme en Wallō, et un dérivé géographique Wallonia. Actuellement, le concept de "grandes invasions" est de plus en plus contesté. On parle de migration. Et même, certains contestent à la fois l'idée d'invasion et celle de migration et voient une acculturation progressive. D'autre part, le caractère "germanique" des francs est contesté: "germanique" veut dire "parlant une langue apparenté à l'Allemand standard actuel", or on ne sait absolument pas ce que parlaient les francs au VIIe siècle, ils étaient complètement analphabètes et illétrés et n'ont donc laissé aucune trace de leur parlé.

### Tournai première capitale des Francs

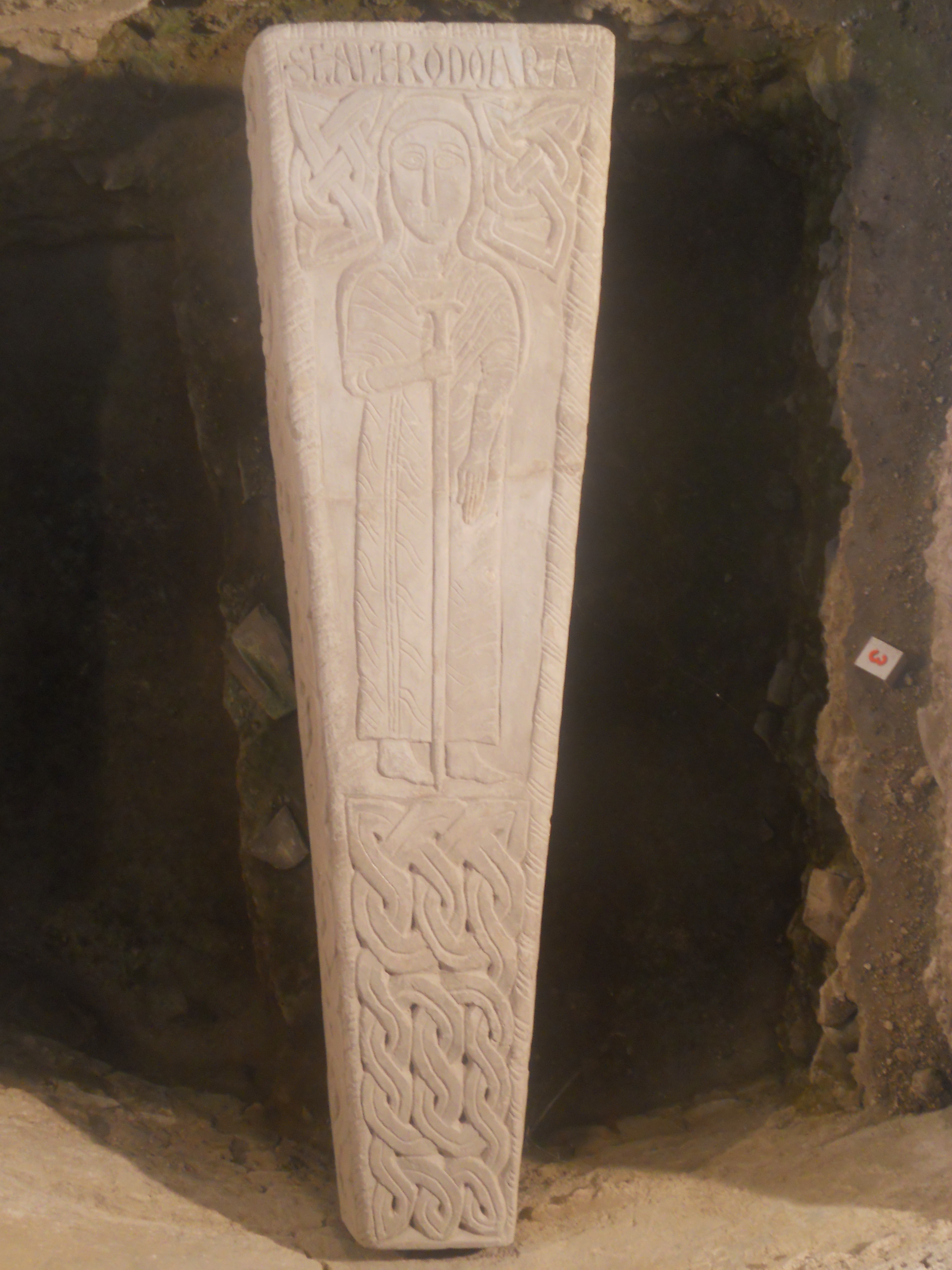
Sarcophage de Chrodoara d'Amay

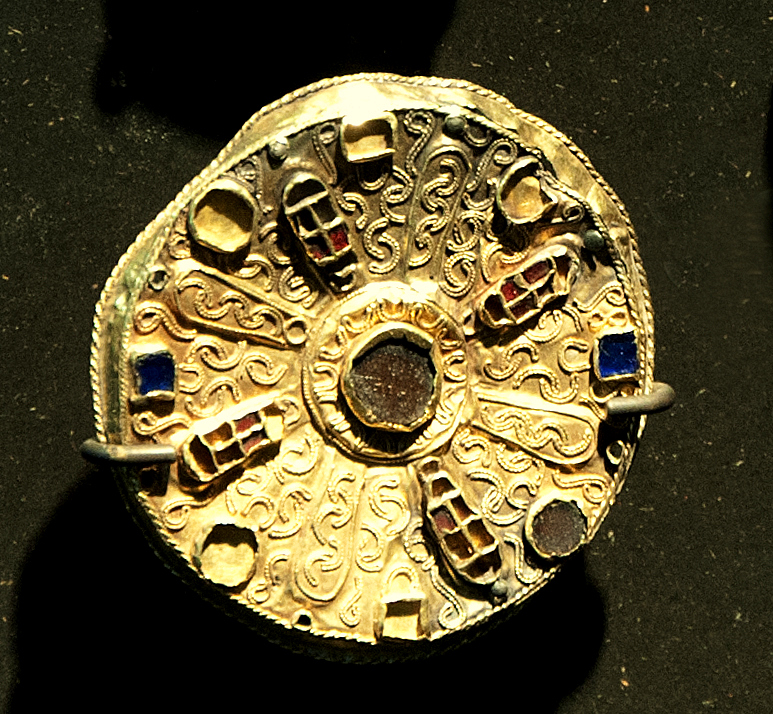
Fibule du VIIe siècle retrouvée à Moxhe

Vers 463, le roi franc Childéric Ier va se considérer comme lui-même gouverneur de Germanie seconde et prendre Tournai comme capitale. En 466, naissance à Tournai de Clovis Ier, roi des Francs saliens de Tournai puis premier roi de tous les Francs. En 481, Childéric Ier, est inhumé à Tournai. La cité royale est la première capitale du royaume franc. Éleuthère de Tournai est sacré premier évêque de Tournai par saint Remi de Reims en 486. Le lendemain du baptême de Clovis, il baptise à Tournai un grand nombre de païens. En 490, Clovis entame une série d'offensives contre la Germanie rhénane et transrhénane. Deux années avant sa mort, Clovis s'empare du royaume franc de Sigebert le Boiteux. Il décide alors de faire de Paris sa résidence principale, après Tournai et Soissons. En 511, le royaume de Clovis est partagé entre ses fils.
La cité des Tongres est incluse dans le royaume d'Austrasie. Domitien, évêque de Tongres en 534, surnommé « l'Apôtre de la vallée de la Meuse », se fait construire une résidence à Huy. L'origine moderne de la cité de Liège remonte au VIe siècle, lorsque Monulphe, évêque de Tongres originaire de Dinant, s'arrêta dans un vallon où se trouvaient quelques chaumières sur le bord d'un ruisseau appelé Légia. Surpris par le paysage pittoresque, il s'écria : « C'est ici la place que Dieu a choisie pour le salut d'un grand nombre, c'est ici que doit s'élever plus tard une ville puissante ; nous y ferons nous même bâtir un petit oratoire en l'honneur de saint Cosme et de saint Damien ». Perpetuus, évêque Tongres, qui est probablement également originaire de Dinant, choisit cette ville comme lieu de résidence. Au VIIe siècle, fondation des premiers établissements monastiques : Stavelot, Nivelles, Aulne, Celles, Waulsort, Malonne, Saint-Ghislain, Lobbes, Saint-Hubert, Andenne et Malmedy. La cité de Mons est fondée autour d'un oratoire érigé par Waldetrude, fille d'un intendant de Clotaire II. Son époux, Madelgaire, premier comte de Hainaut, familier de la cour de Dagobert Ier, accomplit différentes missions en Irlande dont il revient avec les évangélistes : Foillan, Ultan, Fursy, Eloquius, Adalgis et Elton. Foillan fonde l'abbaye de Fosses-la-Ville. Monon de Nassogne évangélise l'Ardenne. Lambert II de Hesbaye est le grand-père de Pépin le Bref et l'ancêtre de Robert Ier de France, fondateur de la dynastie capétienne.

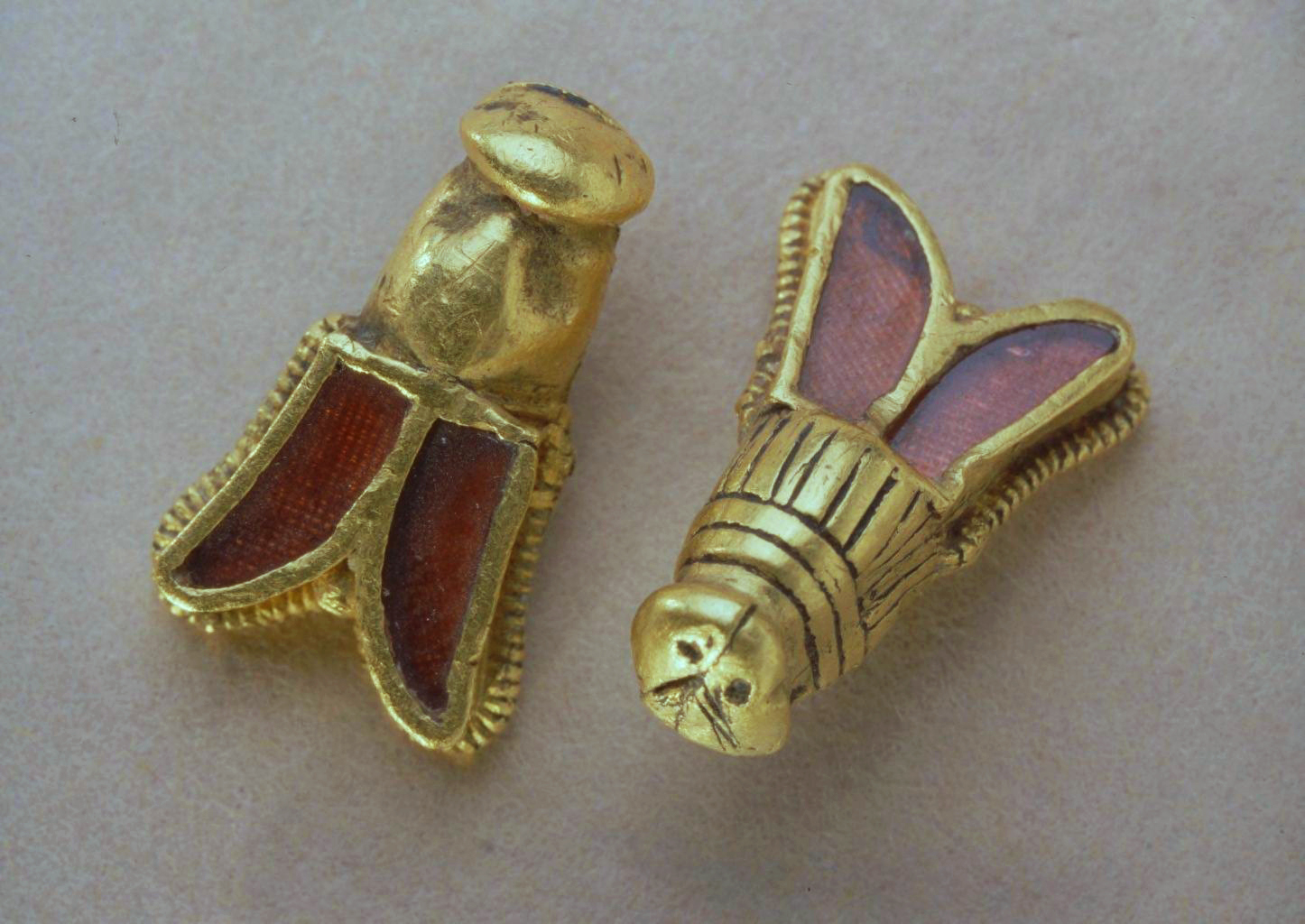
Abeilles en or du roi Childéric Ier : La tête et le thorax sont en or, les ailes sont incrustées de grenats. Au revers, une attache.
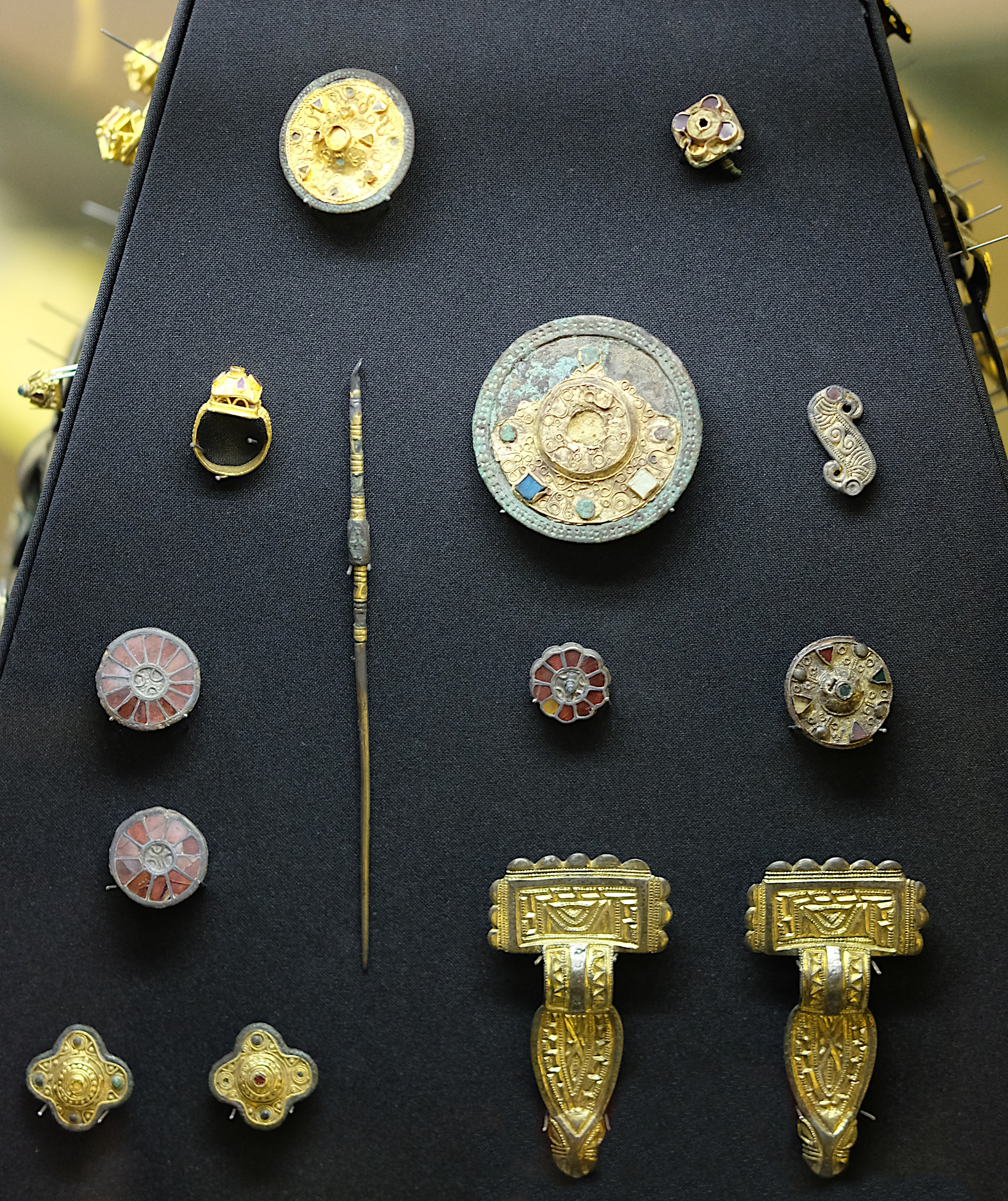
Plusieurs bijoux funéraires trouvés dans la nécropole mérovingienne de Trivières (Hainaut - Belgique). Du Ve siècle au VIIe siècle. (Musée royal de Mariemont - Morlanwelz-Mariemont - Belgique).
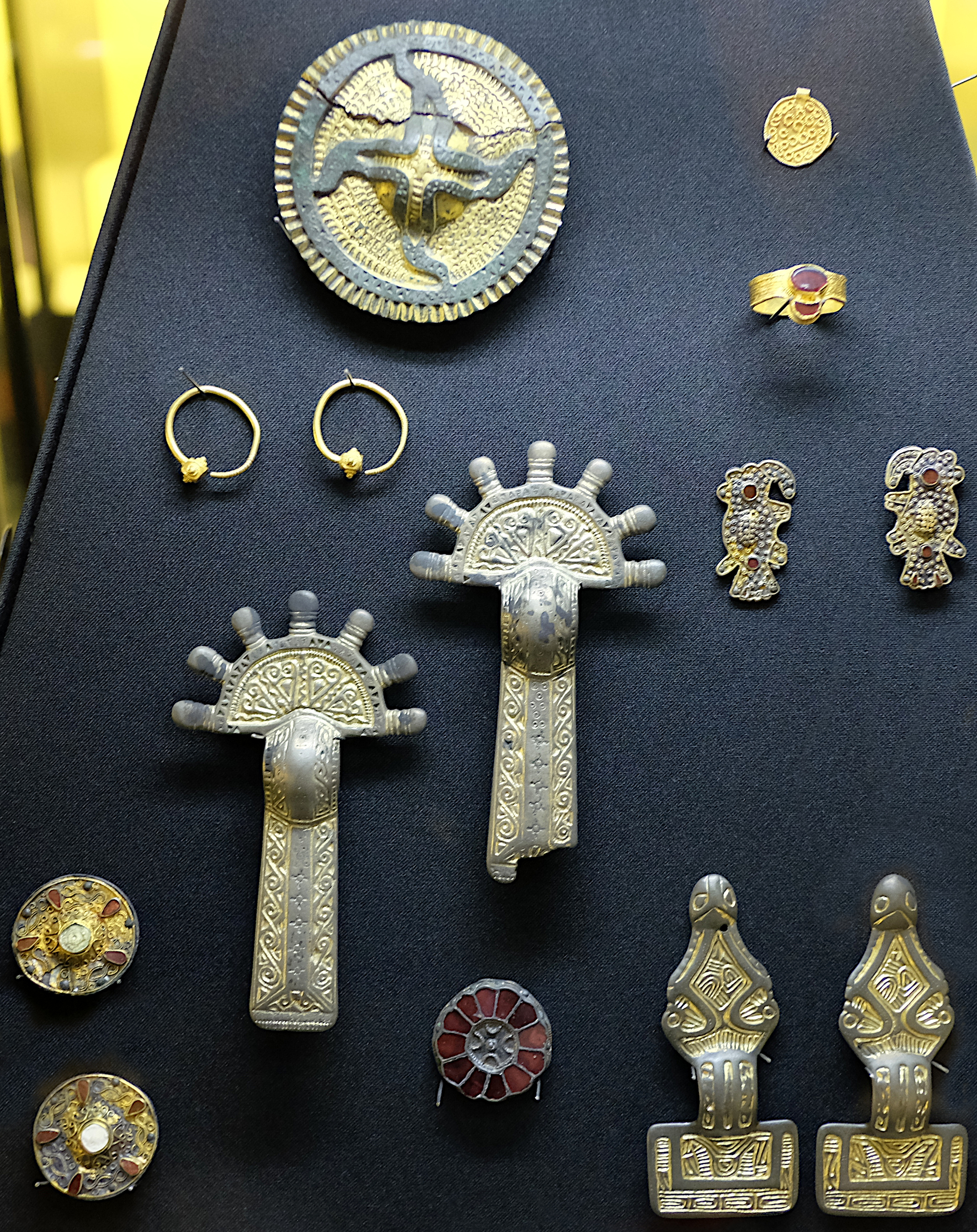
Plusieurs bijoux funéraires trouvés dans la nécropole mérovingienne de Trivières (Hainaut - Belgique). Du Ve siècle au VIIe siècle. (Musée royal de Mariemont - Morlanwelz-Mariemont - Belgique).
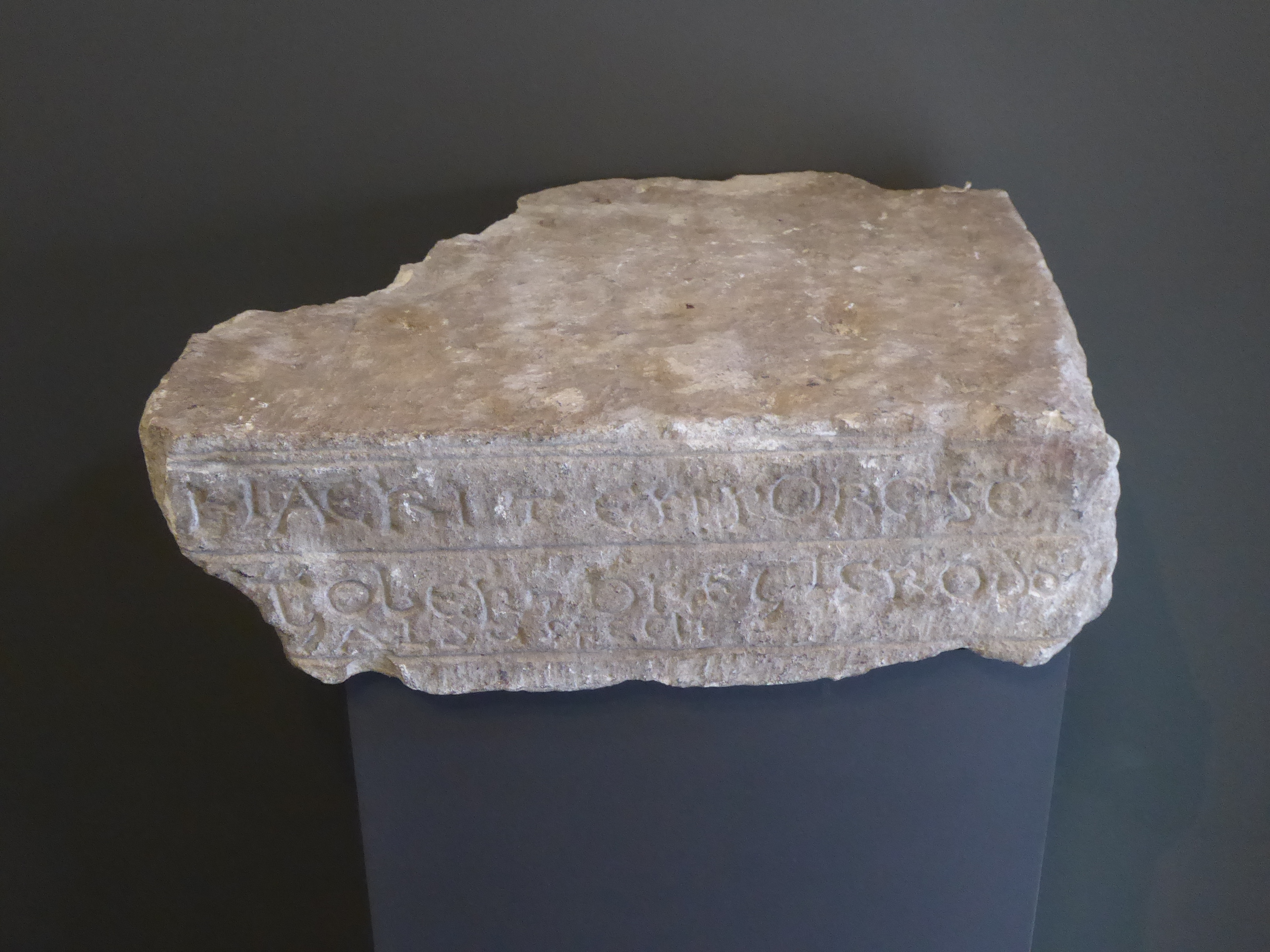
Pièce dédicacée de l'église de Glons, portant une dédicace en latin au fondateur, Chrodoaldus, sous le règne du Roi Sigebert II (633-656) Réalisée entre 633 et 656. Grand Curtius, Liège.
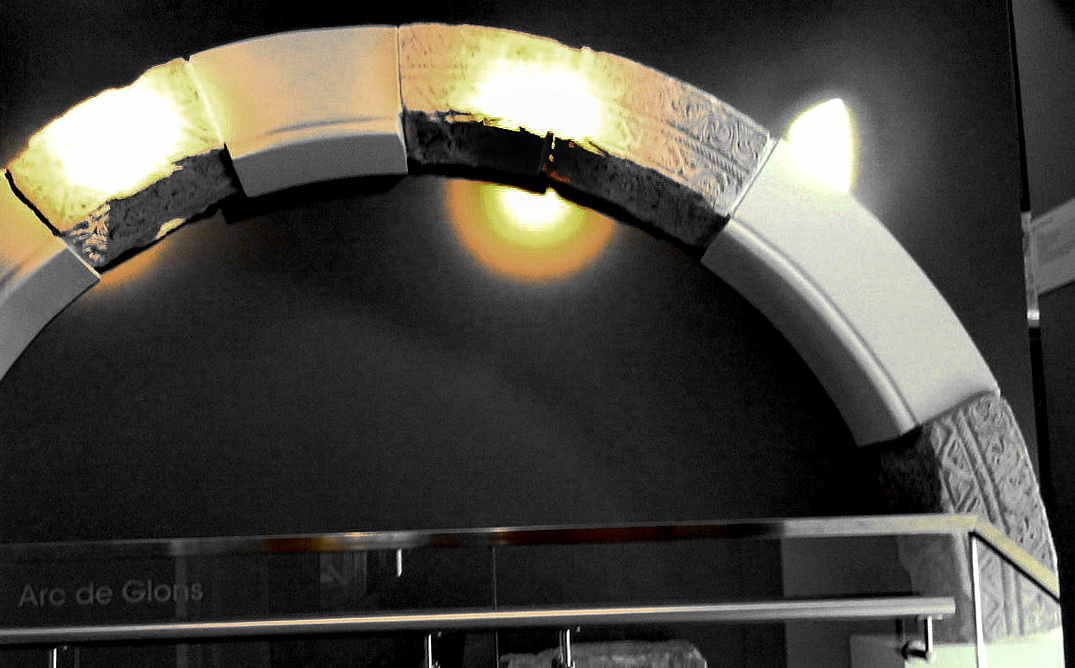
Arc de Glons, pierre mérovingienne sculptée du VIIe siècle, Grand Curtius, Liège.

### Le berceau des Pépinides

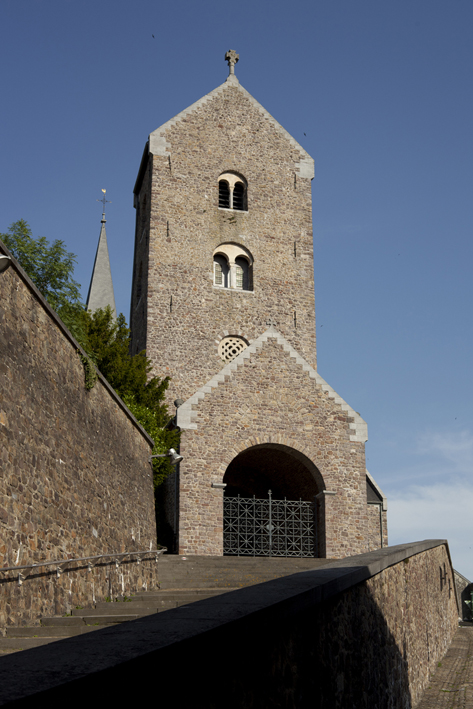
La Collégiale Saint-Ursmer, édifiée de 819 à 823, est la seule église belge datant de l’époque carolingienne.

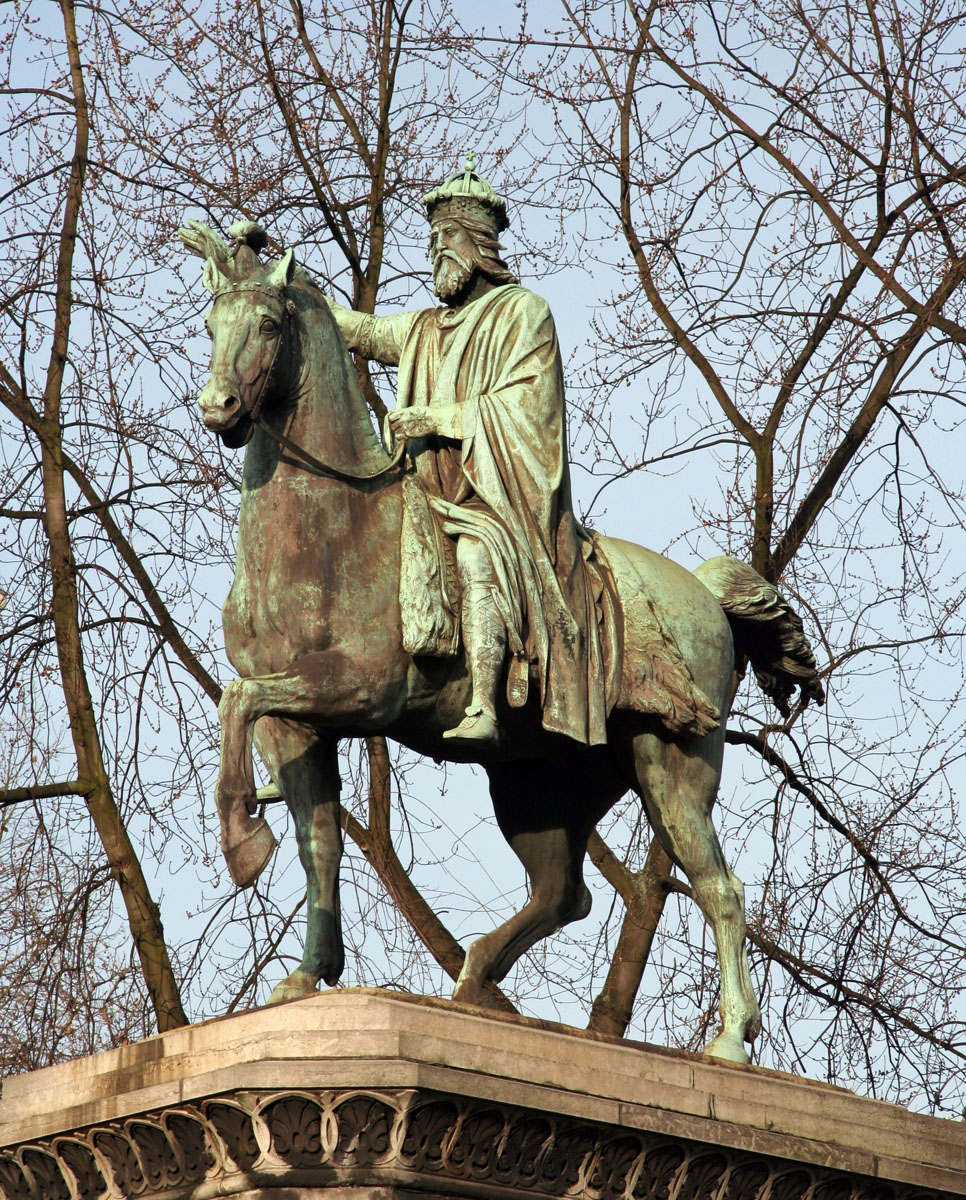
Statue équestre de Charlemagne, Louis Jehotte 1867, à Liège.

La région est le berceau de la dynastie carolingienne. Même si les voies terrestres romaines sont encore utilisables à cette époque, le trafic commercial est essentiellement fluvial (et permet le transfert de marchandises d'un bassin fluvial à l'autre) mais il ne permet que le transport de denrées suffisamment onéreuses pour être rentable. Même si le trafic est faible, ces voies sont capitales pour acquérir de quoi entretenir ses vassaux. Avec la présence musulmane en Méditerranée occidentale les voies commerciales byzantines ne peuvent plus passer que par l'Adriatique. Dès lors l'axe Rhône-Saône-Rhin (ou Seine) est supplanté par l'axe Pô-Rhin-Meuse.

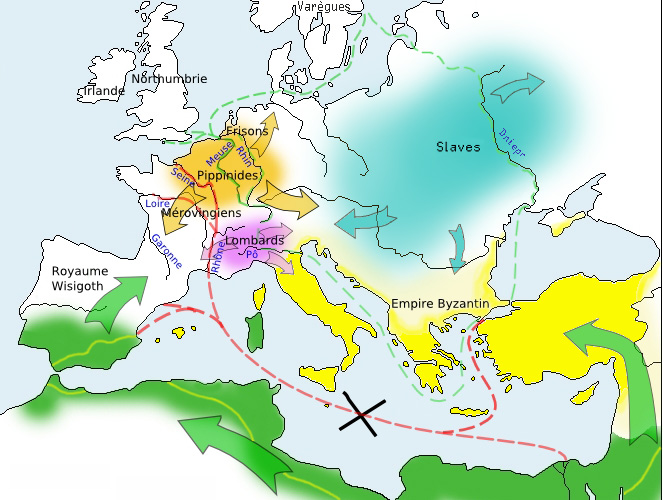
Conséquences de l'expansion musulmane des sur les voies commerciales et les royaumes européens.
Empire musulman
Empire byzantin
Pippinides
Lombards

Les Pippinides, une famille austrasienne dont le berceau est situé sur la Meuse, acquièrent un avantage économique qui va leur permettre de mettre sur pied des armées bien plus nombreuses que ses rivales. Le basculement à l'est des voies commerciales réactive les régions riches en minerai de fer lequel était déjà exploité à l'origine de la puissance agricole et militaire des Celtes. Ceci permet de bénéficier d'armes et protections en acier de bonne qualité augmentant leur supériorité militaire. L'outillage agraire s'en trouve amélioré et la productivité augmente. Les Pippinides, en contrôlant plus de 90 grands domaines agricoles de part et d'autre de la Meuse, se sont procuré une puissance sans égale. Ainsi Pépin de Herstal, devient maire du palais d'Austrasie en 679, contrôle la Neustrie en 687 et prend le titre de prince des Francs. Pour conserver ses conquêtes, ses descendants doivent maintenir cette politique expansive pour éviter la dissolution de leur empire naissant. Son fils Charles Martel, issu de sa deuxième épouse, doit ainsi réduire les révoltés neustriens, puis assujettir les Frisons, les Alamans, Bourguignons et les Provençaux.
Dans la seconde moitié du VIIe siècle, le château de Chèvremont est reconstruit par Ansegisel, ministre de la cour des rois mérovingiens d'Austrasie à Metz, qui vint s'y installer avec son épouse Begge, fille de Itte Idoberge, fondatrice et première abbesse de Nivelles, et sœur de sainte Gertrude, seconde abbesse de Nivelles. Vers 647, naissance de leur fils Pépin de Herstal, Maire du Palais d'Austrasie et arrière-grand-père de Charlemagne. L'abbaye de Nivelles devient la nécropole des premiers pépinides. Begge quitte le château de Chèvremont après l'assassinat de son mari et fonde l'abbaye d'Andenne en 691. Le Maire du Palais d'Austrasie, Grimoald, fils de Pépin l'Ancien et d'Itte Idoberge, fonde vers 648, les monastères bénédictins de Malmedy et Stavelot dotés par le roi Sigebert III de vastes propriétés. L'aristocratie d'Austrasie, était dès cette époque plus puissante que les grands propriétaires de Neustrie, parce que plus éloignée du roi.

#### Charles de Herstal, fondateur des pépinides
La famille des Pippinides jouissait dans le nord du Royaume d'une situation qu'elle devait à sa richesse foncière. Ses domaines étaient nombreux, surtout dans cette région mi-romane mi-germanique dont Liège, alors un simple village, forme le centre, et se répandaient dans la Hesbaye, le Condroz et l'Ardenne : Andenne et Herstal étaient ses résidences favorites. De riches mariages augmentent encore son ascendant. Pépin de Herstal fut le premier à exercer la régence dans toute la monarchie franque. Vers 690, naissance à Andenne de Charles de Herstal dit Charles Martel souverain de facto des royaumes francs (dux et princeps Francorum, duc et prince des Francs) et grand-père paternel de Charlemagne. Robert Ier de Hesbaye est l'un de ses fidèles les plus proches. En 716, la bataille d'Amblève, entre les Austrasiens et les forces unies des Frisons et des Neustriens, dirigés par Rainfroi et Chilperic II, constitue la première victoire de Charles Martel. De nombreux Austrasiens, attaqués par des Neustriens, des Frisons et des Saxons au nord-est, se sont probablement ralliés derrière Martel parce qu'il était le seul homme adulte survivant de la famille des Pépinides.
C'est la première victoire de Charles Martel dans une longue carrière de victoires ininterrompues. Après un travail pour établir l'unité en Gaule, l'attention de Charles est tournée sur les conflits étrangers, et notamment l'avance musulmane en Europe de l'Ouest, qui est une préoccupation majeure. Les Sarrasins sont vaincus par Charles près de Poitiers le 25 octobre 732. Cette victoire apporte à Charles de Herstal le surnom de Martel et lui permet d'intervenir en Aquitaine qu'il soumet à son autorité. En 741, il fait enfermer au château de Chèvremont son fils cadet Griffon entré en rébellion. Au VIe siècle le siège du diocèse de Tongres est transféré à Maastricht, et au début du VIIIe siècle l’évêque (saint) Hubert s’installe à Liège, désormais la ville la plus importante dans la région de Basse-Meuse.

#### Charlemagne et le diocèse de Liège
En 722, saint Hubert, surnommé l'Apôtre des Ardennes, probablement parent avec Charles Martel, transfère le siège du diocèse de Tongres vers Liège en terre romane, ce fait étant à l'origine du rapide essor de la cité. L'époque la plus probable pour ce transfert est celle des quinze premières années du règne de Charlemagne, période où il séjournait régulièrement à Herstal, localité proche du lieu de l'assassinat de saint Lambert. Saint Hubert fait transférer les reliques de Lambert à Liège et fonde une infrastructure sacrée pour les abriter. Un concile de l'Église du royaume d'Austrasie est organisé à Estinnes, le 21 avril 743 par le maire du palais Carloman, fils de Charles Martel et frère de Pépin le Bref. En 825, les bénédictins qui ont repris le monastère d'Andain, reçoivent l'autorisation d’emporter le corps d’Hubert vers Ambra, village qui prend le nom de Saint-Hubert. Pépin III, dit le Bref, né en 714 à Jupille, est le premier maire du palais à être proclamé roi en 751, créant ainsi une nouvelle dynastie, les Carolingiens.
Vers 742, naissance de Charlemagne, fils de Pépin le Bref, aux environs de Liège (Herstal ou Jupille). En 770, Charlemagne s'installe à Liège apud sanctum lambertum, in vico Leudico pour célébrer les fêtes de Pâques. Les trois fils de Louis le Pieux se réunissent à Liège en 854. Himiltrude, première épouse de Charlemagne, est inhumée dans la nécropole sous la collégiale de Nivelles. C’est à Herstal en 779 que Charlemagne édite le premier et un de ses plus importants capitulaires. Des actes officiels sont signés au château de Chèvremont, par Charlemagne en 779, et ses successeurs, Lothaire Ier en 844 et 855, Zwentibold en 897, et Louis IV de Germanie en 902. Au IXe siècle, le palais épiscopal de Liège édifié par l'évêque Hartgar, ami de Lothaire Ier, est réputé pour sa splendeur.

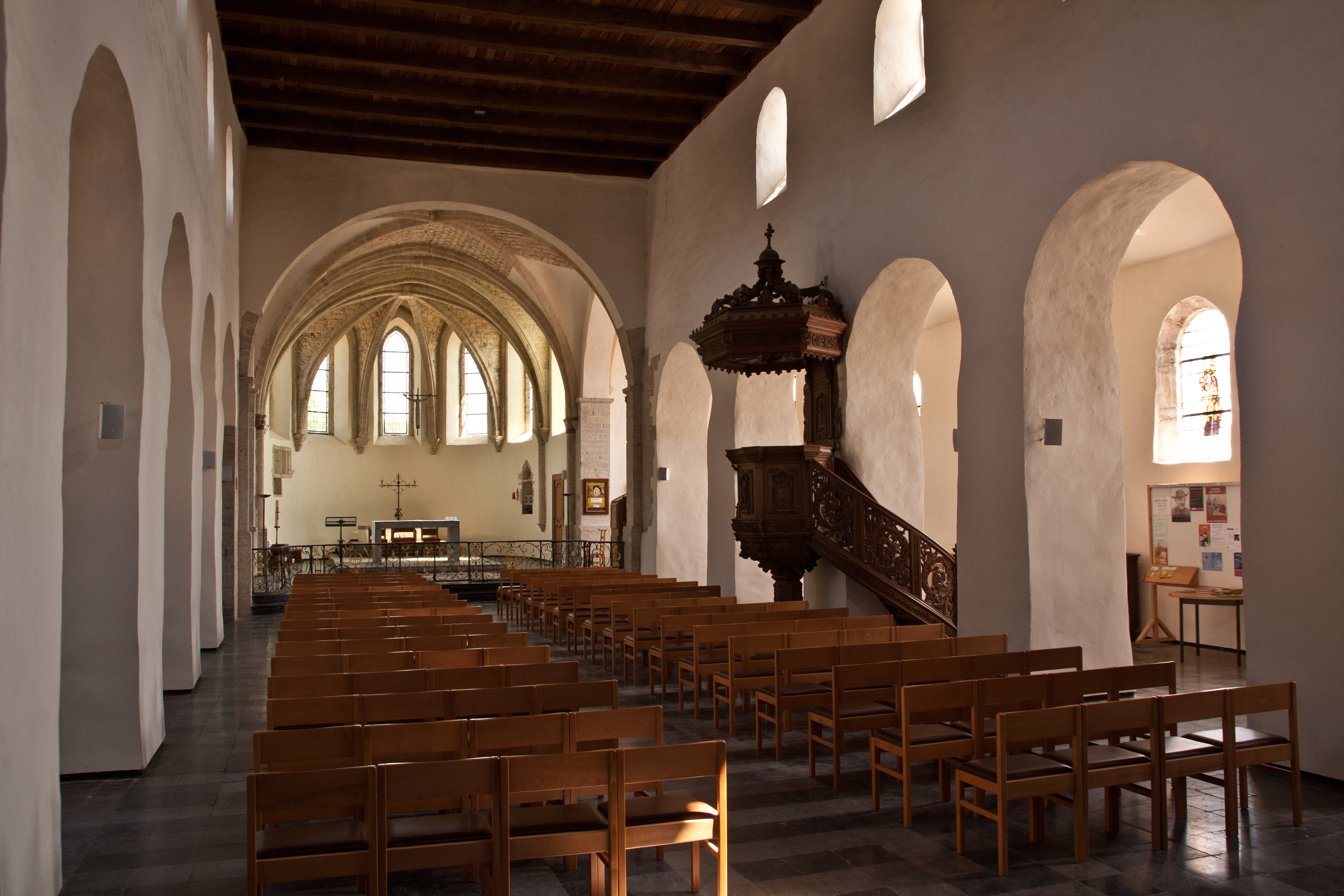
La nef de l'église de Tourinnes-la-Grosse est carolingienne.
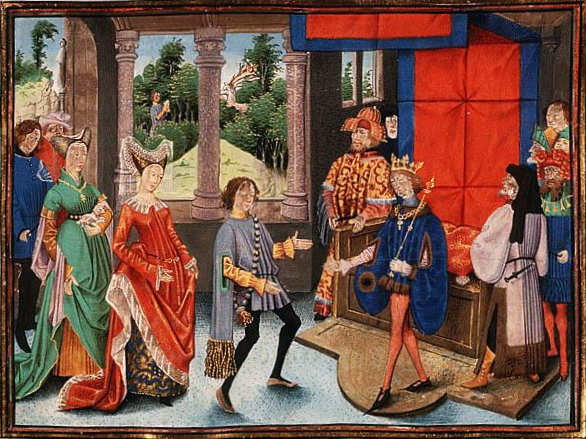
Saint-Hubert de Liège offre ses services à Pépin de Herstal.
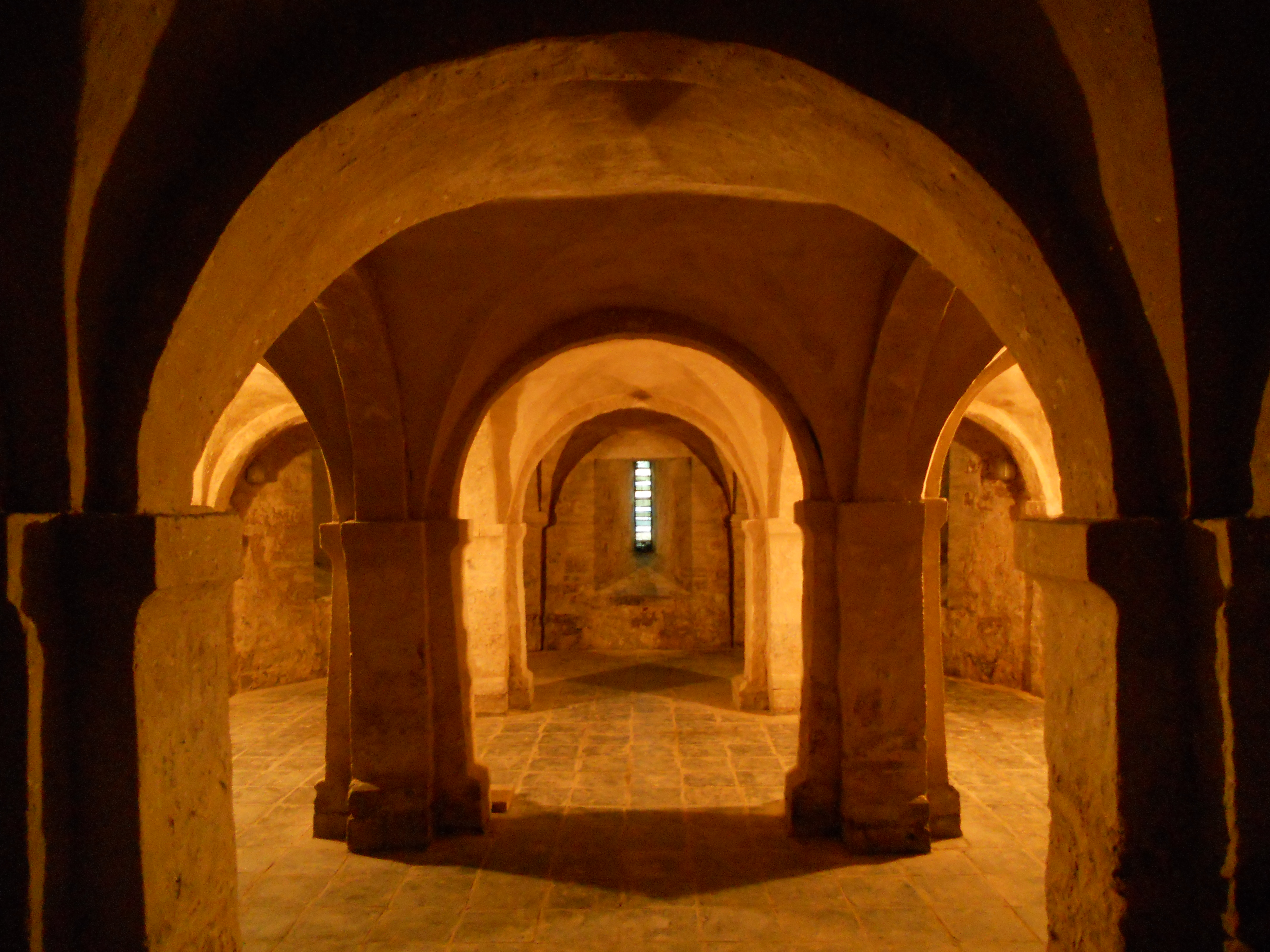
Alpaïde, deuxième épouse de Pépin de Herstal et ancêtre de Charlemagne, serait enterrée dans la crypte de l'église du village de Orp-le-Grand.
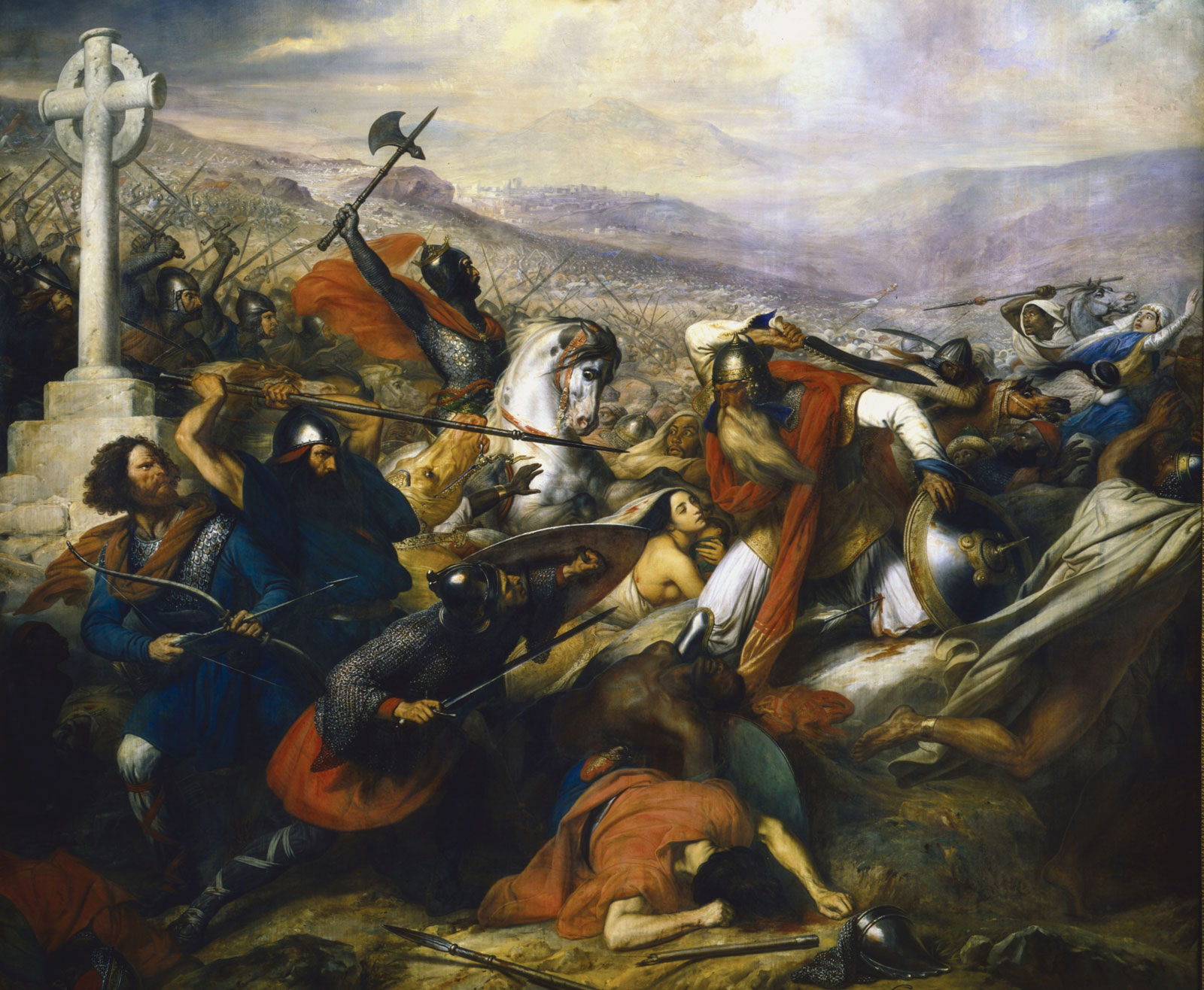
Charles de Herstal reçoit le surnom de Charles Martel à la suite de sa victoire lors de la bataille de Poitiers en 732.
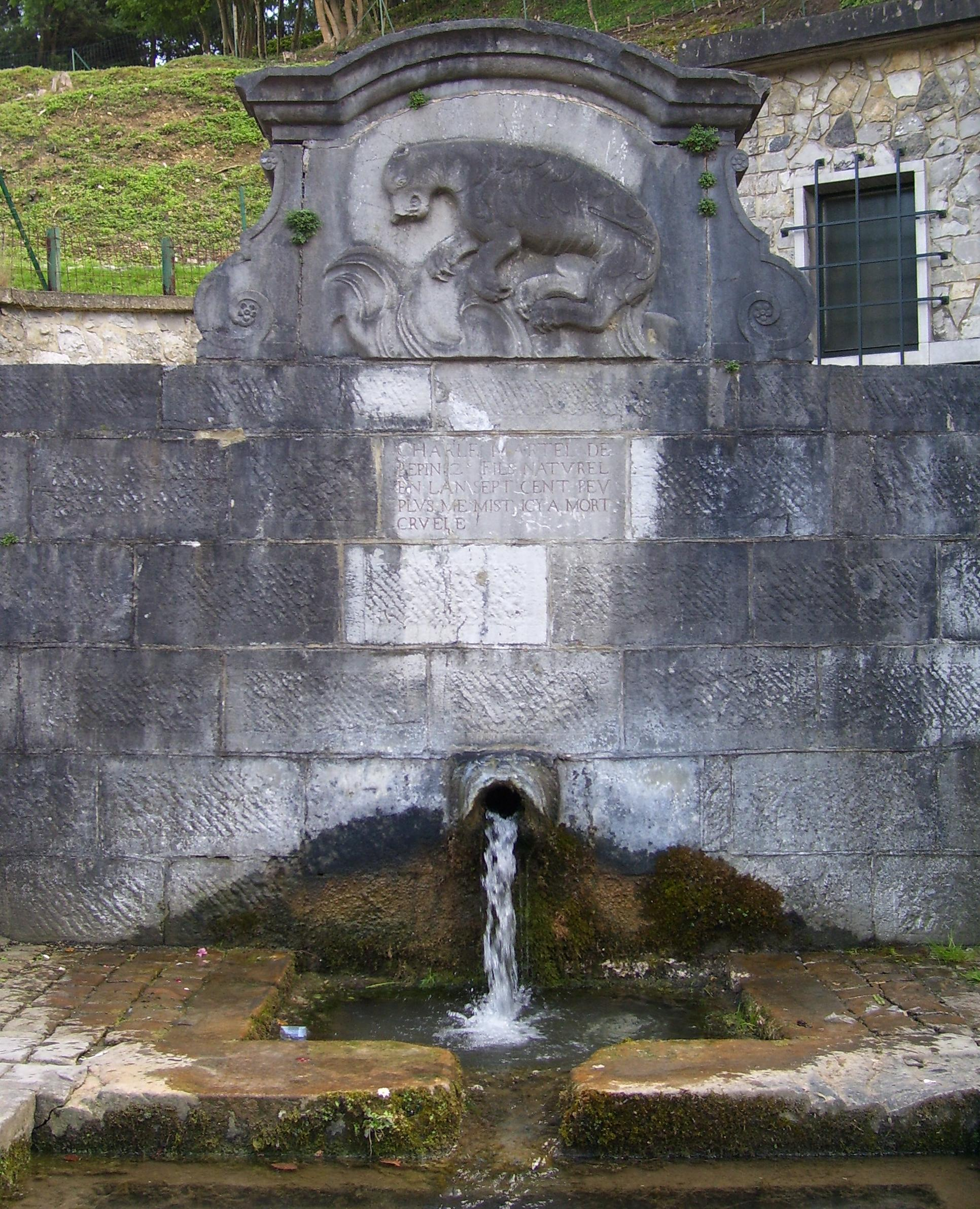
Charles Martel aurait selon la tradition tué un ours au lieudit la fontaine de l'ours à Andenne.

### Au cœur de la Lotharingie

#### Le traité de Verdun

La Basse-Lotharingie et la frontière linguistique au Xe siècle. La Wallonie correspond à la partie romane du duché issu de l'ancienne Lotharingie.

L'Empire vers l'an mil

En 843, au traité de Verdun, le territoire wallon est intégré à la Francie médiane, puis, en 855, à la Lotharingie, royaume de Lothaire II, arrière-petit-fils de Charlemagne. Ce partage « des quatre fleuves » (Escaut, Meuse, Rhône et Rhin), soulève des problèmes quant aux langues parlées dans les différents États : des populations de langue romane se trouvent dans une entité germanique (Wallons), et, inversement, la Flandre, de langue germanique, se trouve rattachée à la future France.

#### Naissance de la frontière linguistique
À la période carolingienne, le pouvoir territorial d'une ancienne civitas est en effet souvent démembré entre plusieurs comtes qui règnent sur différents pagi tandis que la cohérence du diocèse est maintenue sur la civitas. Dans le territoire occidental, au sud-ouest de l'ancien limes de l'Empire romain, dominé politiquement par des familles d'origine ou d'affiliation germanique, il y a une permanence culturelle et linguistique romane, tout comme dans le royaume de France voisin. Au fil du temps, les différents groupes de population s'y sont mélangés. Entre le IXe siècle et le Xe siècle, une frontière entre zones romanophones et germanophones s'est installée au sein de l'Empire, en fonction des origines majoritaires des populations de part et d'autre. Là où les apports issus des migrations germaniques étaient restés minoritaires, les dialectes romans se sont par la suite durablement installés. Des villes épiscopales d'obédience impériale ou « civitates in imperio » de langue romane et entourés de campagnes romanophones, comme Liège, sont restées nombreuses. L'histoire simplifiée du XIXe siècle se bornant aux frontières politiques, a eu tendance à gommer ces particularités culturelles, longtemps déterminantes culturellement pour ces évêchés médiévaux. Fin du IXe siècle, la région est dominée par quelques grandes familles seigneuriales lotharingiennes, en particulier les Régnier, famille proche des carolingiens, présente dans toute la zone qui s'étend du Hainaut jusqu'au-delà de la Meuse et du Démer jusqu'à l'Ardenne. En 870, Régnier Ier de Hainaut, comte de Mons et de Liège, petit-fils de Lothaire, lève une armée pour combattre les Vikings avec l'aide de Franco, évêque de Liège. Premier des comtes de Lotharingie et sans doute premier dignitaire du royaume lotharingien, il construit à Mons une première forteresse, Castri Locus. Le traité de Ribemont (880) établit la forêt charbonnière comme frontière entre le royaume des francs de l'ouest et l'Empire franc à l'est. En 882, les Normands - des Danois - remontent le cours de la Sambre, les moines de Lobbes et d'Aulne suivis des habitants proches se retranchent dans le château de Thuin, construit par les moines de Lobbes et réputé inexpugnable grâce à sa situation sur un rocher escarpé et au grand nombre de défenseurs qu'il peut abriter. La forteresse résiste aux Normands et peu de temps après Louis de Saxe les combat victorieusement à Thiméon, où ils perdent 9 000 hommes.

#### L'annexion au Saint-Empire

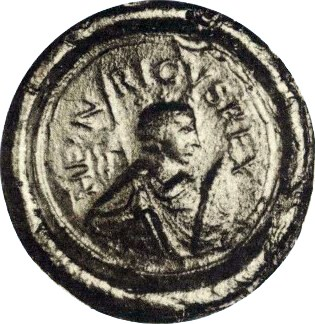
Sceau d'Henri Ier sur un document daté du 18 octobre 927. Le sceau montre Henri comme le commandant-roi triomphant, dans la tradition de l'Antiquité tardive, on le voit de demi-profil, détourné du spectateur. Henri Ier de Germanie repousse la frontière du Saint-Empire jusqu'à l'Escaut.

Enjeu de luttes entre les royaumes de Francie occidentale et de Francie orientale, la Lotharingie est rattachée au Saint-Empire en 925 et devient un duché au début du Xe siècle. Les duchés ethniques renaissent vers 900 lorsque le pouvoir carolingien s'affaiblit. En 918, en quête d'indépendance, Gislebert de Lotharingie, fils aîné de Régnier Ier de Hainaut, cherche appui chez Henri de Germanie. En 923, Henri Ier de Germanie, profitant des troubles qui secouent le royaume de France occidentale, traverse le Rhin et s'empare de la Lotharingie. En 925, les Lotharingiens l'élisent comme roi, grâce à l'appui de Gislebert. Ce dernier obtient le titre de duc de Lotharingie vers 928. Son frère, Régnier II comte de Hainaut, se fait construire un château à Mons. En 930, Gislebert reçoit en mariage la main de Gerberge de Saxe, fille aînée de Henri. La vallée de la Meuse puis celle de l'Escaut fixent définitivement la frontière entre France et Germanie. Cette limite marque encore aujourd'hui la frontière entre la France et la Wallonie. Le 2 octobre 939, Gislebert de Lotharingie entré en révolte contre Otton Ier du Saint-Empire, fils de Henri Ier, meurt noyé dans le Rhin avec ses guerriers mosans à Andernach. L'archevêque de Cologne et duc de Lotharingie, Brunon, frère d'Othon Ier, soumet les Régnier et confisque leurs terres. Le couronnement d'Otton Ier comme empereur le 2 février 962 est retenu par la majeure partie des historiens comme la date de fondation du Saint-Empire romain. Le Saint-Empire obtient une légitimation temporelle, mais aussi sacrée en tant que nouvel Imperium Romanum.

### L'évêché de Liège et l'Eglise impériale

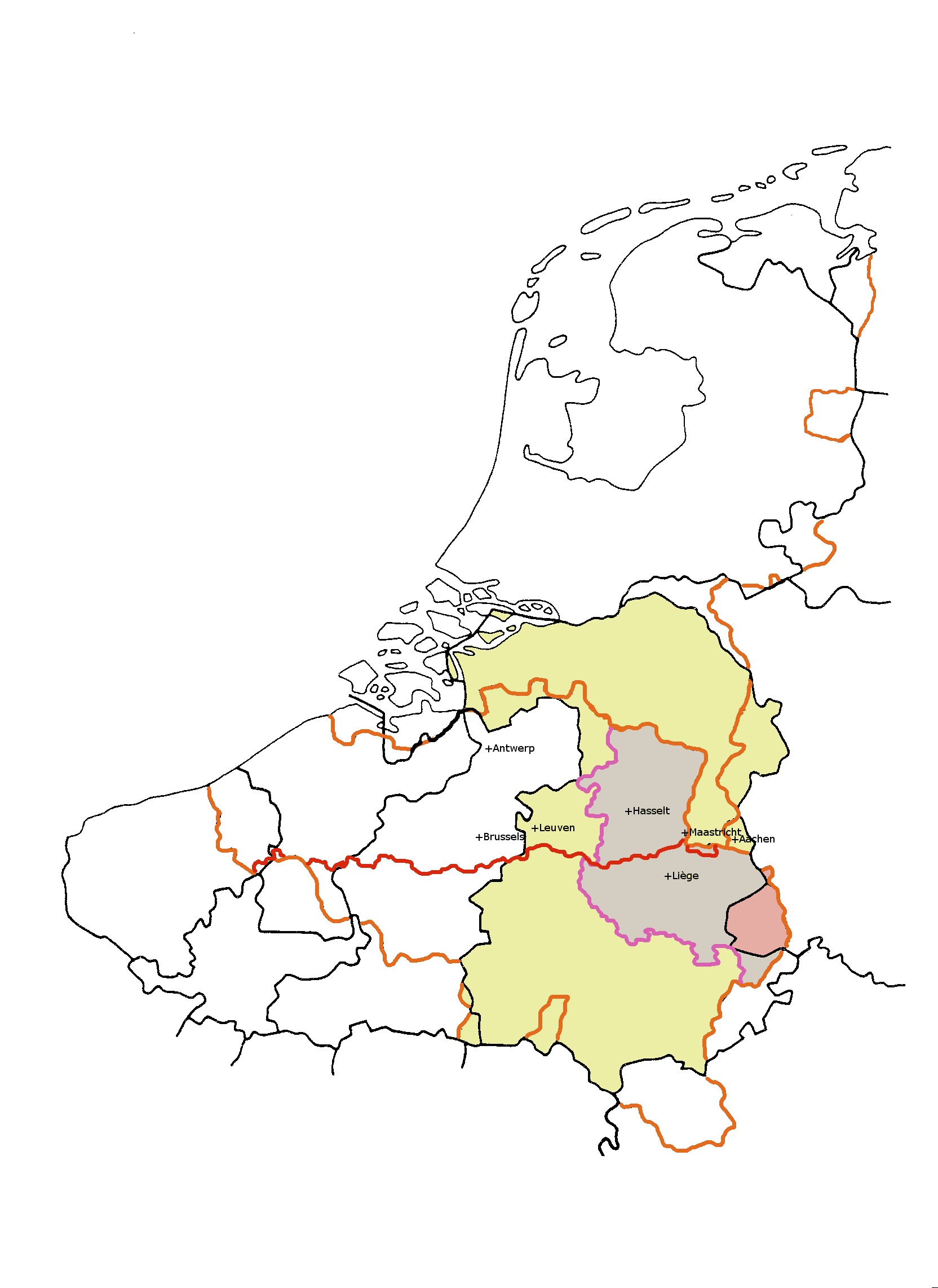
Cette carte représente l'ancien Diocèse de Liège (en jaune) qui a évolué à partir de la Civitas Tungrorum et qui avait probablement les mêmes frontières. La ligne rouge représente la frontière linguistique entre le néerlandais et le français. L'orange représente les frontières nationales modernes. La partie romane du diocèse de Liège coïncide avec les limites de la région de langue wallonne.

En 959, la Lotharingie est divisée : la Basse-Lotharingie ou Basse-Lorraine, et la Haute-Lotharingie ou Haute-Lorraine. Le territoire wallon dépend du Lothier. La confiance des souverains de la maison de Saxe va s'attacher aux chefs de l'Église à la suite des multiples révoltes de la noblesse lotharingienne. Otton Ier et son frère Brunon, vont faire alliance avec l'épiscopat liégeois, afin de maintenir la Lotharingie dans le giron germanique. En 980, afin de contrer la noblesse lotharingienne, l'empereur Otton II accorde des pouvoirs séculiers à l'évêque Notger qui devient le premier prince-évêque de Liège. Ce domaine va progressivement s'accroître, s'émanciper du Saint-Empire et devenir un État indépendant, la principauté de Liège, État qui ne recouvrira jamais qu’un tiers environ du diocèse. Au Xe siècle, Liège, devient la capitale d'une puissante principauté épiscopale, grâce à l'action des évêques Éracle, Notger et Wazon. La ville devient sous l'influence d'Eracle un des principaux centres intellectuels d'Europe occidentale. La Lotharingie demeure riche en centres d'études monastiques et épiscopaux.

#### La renaissance ottonienne
Liège (évêché de la province de Cologne), dont l'école est déjà active sous Étienne (901-920), Rathier (953-955) et Éracle (959-971) devient « l'Athènes du Nord » sous Notger (972-1008). Celui-ci veille également à l'abbaye de Lobbes (comme Éracle qui en était aussi l'abbé), et en confie la direction à ses amis Folcuin, puis Hériger, poète, hagiographe, théologien, homme de sciences, et ami de Gerbert. L'écolâtre Egbert, formé par Notger, compose un manuel intitulé Fecunda ratis (le « navire rempli »), recueil de poèmes religieux et moraux, de proverbes, et de fables dont celle du petit Chaperon rouge. Des élèves de Fulbert de Chartres s'installent à Liège au début du XIe siècle, notamment Adelman, qui chante dans un poème la cité « nourrice des arts supérieurs ». Wazon y est l'écolâtre avant de devenir évêque en 1042, son successeur est Adelman, puis Francon, auteur d'un célèbre traité sur la quadrature du cercle. Ses écoles sont célèbres jusqu'au XIIe siècle, de nombreux étudiants originaires de diverses contrées, y sont formés. Au IXe siècle, l'abbaye de Stavelot joue un rôle culturel important en Lotharingie, notamment grâce à l'exégète Christian de Stavelot. En 962, elle devient impériale et ses abbés portent le titre de Princes de l'Empire. L'abbé Poppon de Stavelot fait construire une imposante abbatiale romane de plus de cent mètres de long, consacrée le 5 juin 1040 en présence de l'empereur Henri III du Saint-Empire. Le rôle de Cluny sera essentiel dans la réforme de l'Église connue sous le nom de réforme grégorienne, mais d'autres foyers agissent dans le même sens de façon spontanée : l'Abbaye Saint-Gérard de Brogne est fondée en 919 sous la règle bénédictine et mène la réforme en Belgique et en Flandre. L'abbé Héribert (mort en 998), qui a été le précepteur de l'empereur Othon III du Saint-Empire, reçoit sa visite en 992.

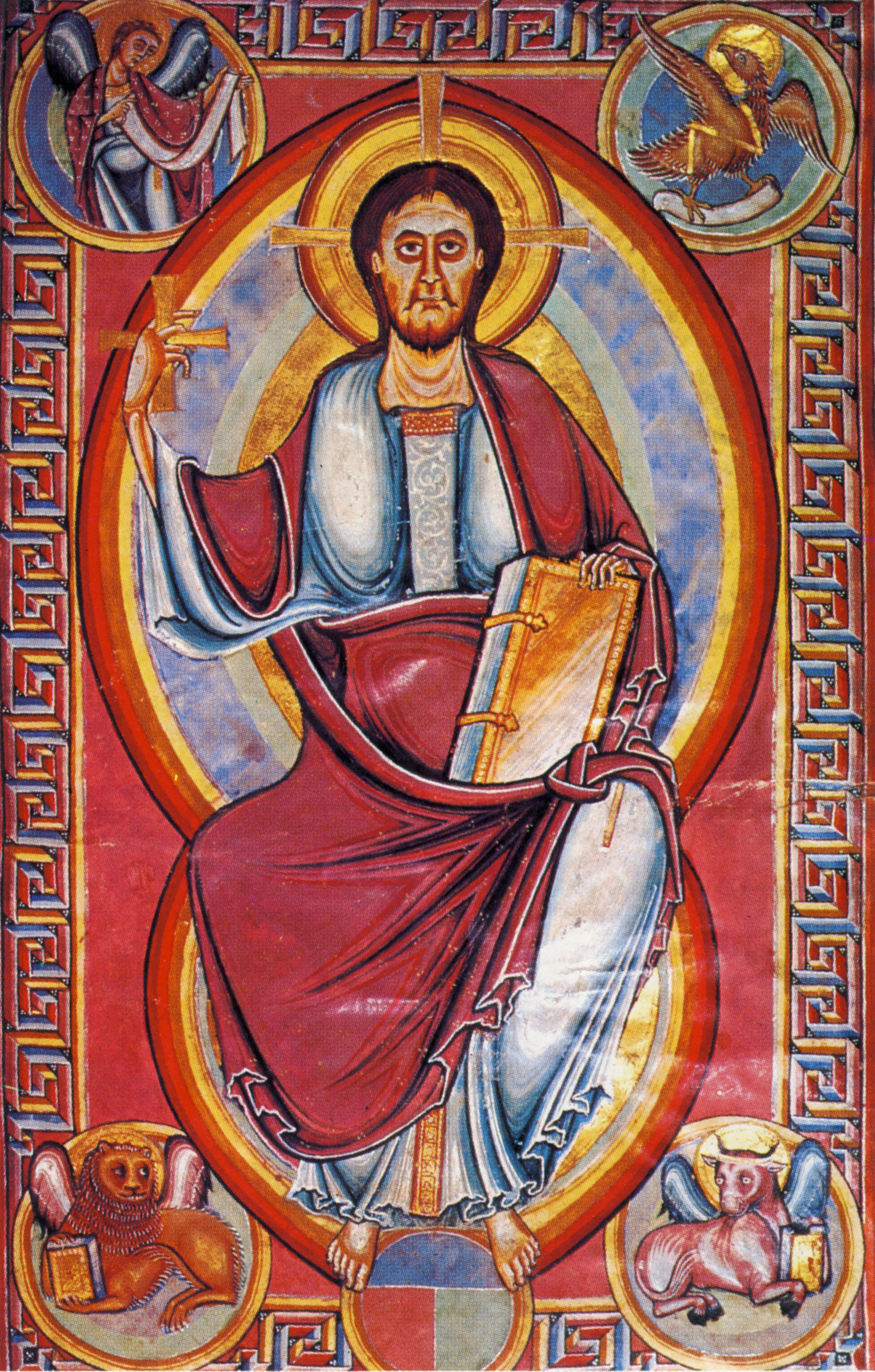
Le Christ en majesté de la Bible de Stavelot, British Library, Londres
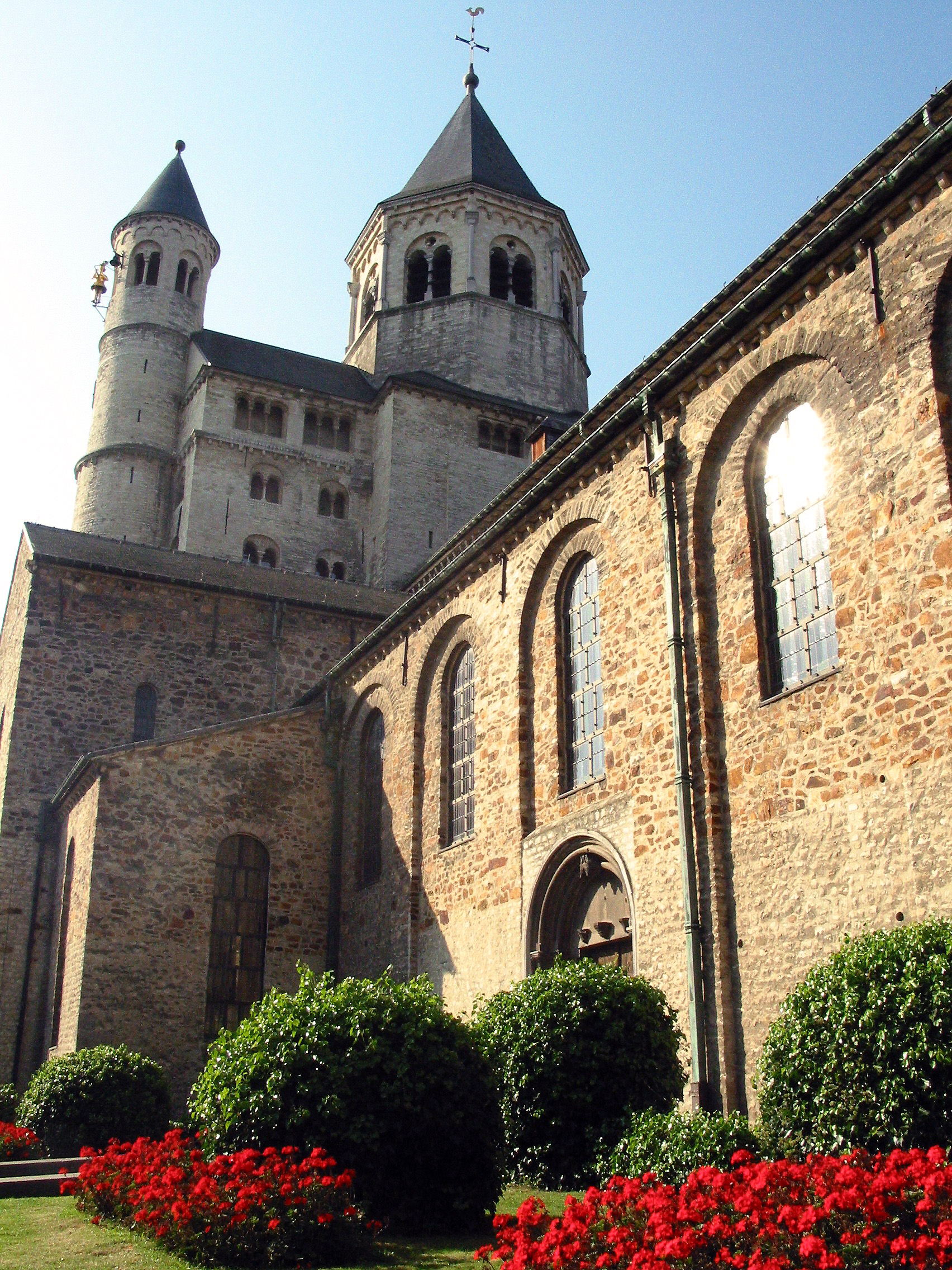
La collégiale Sainte-Gertrude de Nivelles est consacrée en 1046 en présence de l'empereur Henri III et de l’évêque de Liège Wazon.
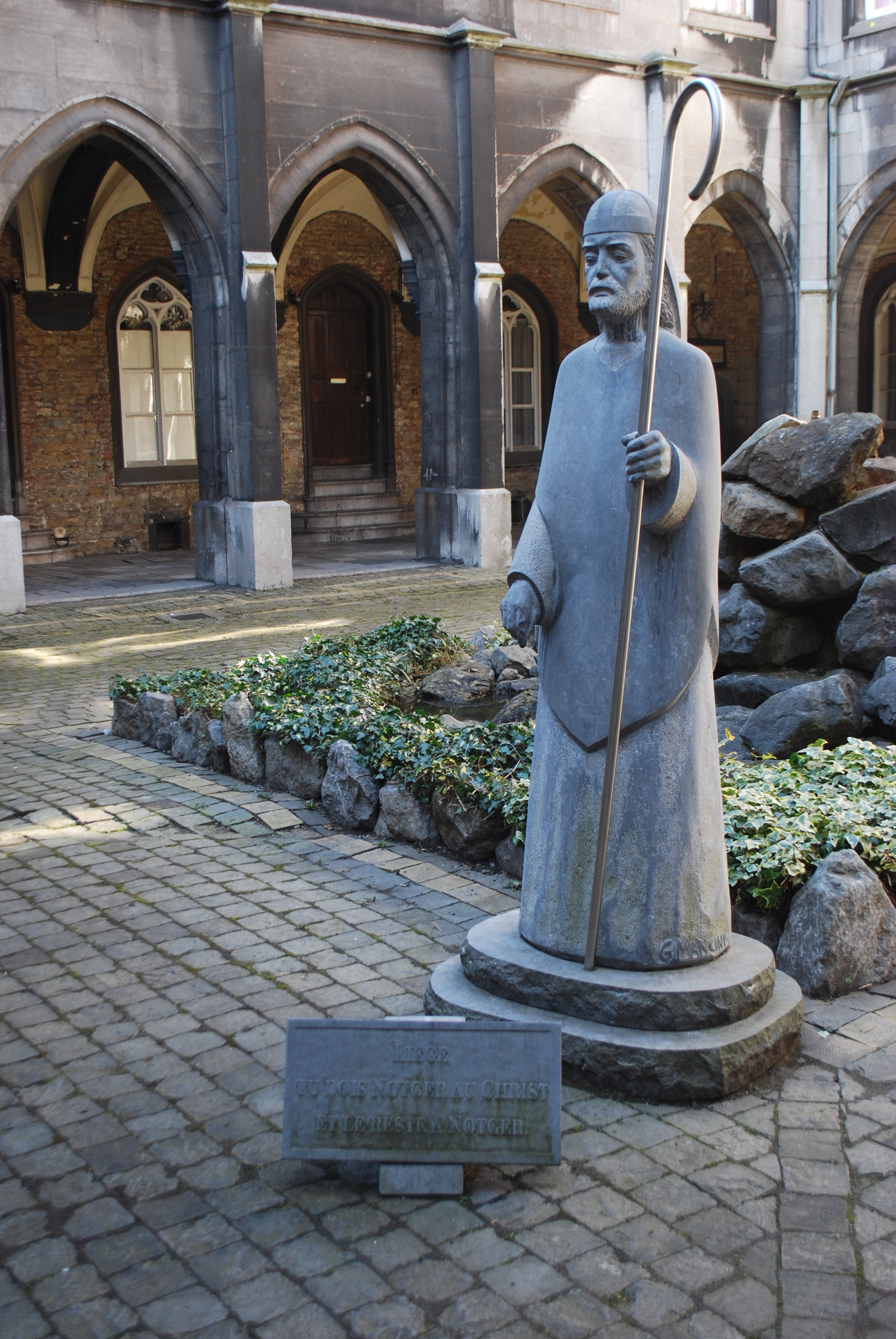
Statue de Notger, né en 930 en Souabe, et premier prince-évêque de la principauté de Liège en 980
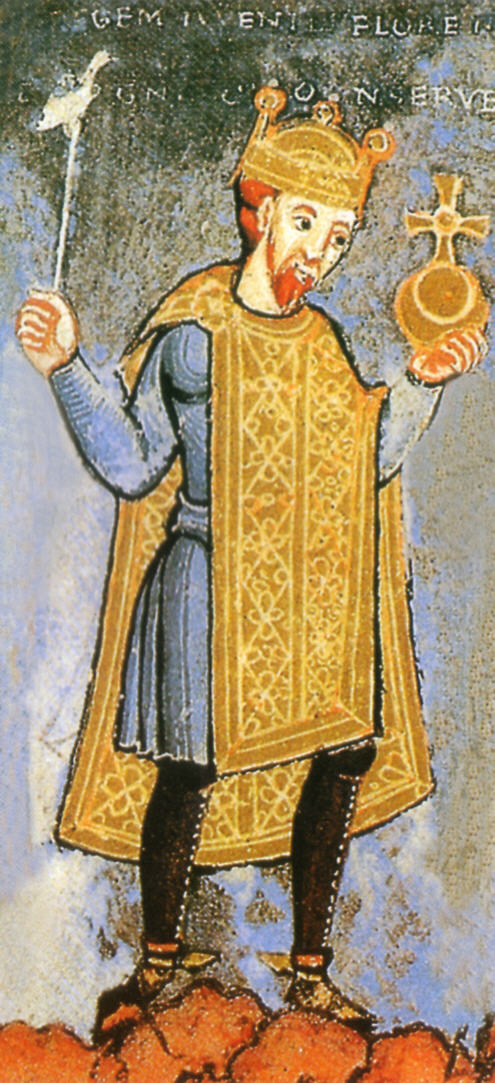
Henri III du Saint-Empire se considère comme le chef temporel et spirituel de la chrétienté

#### La maison d'Ardenne

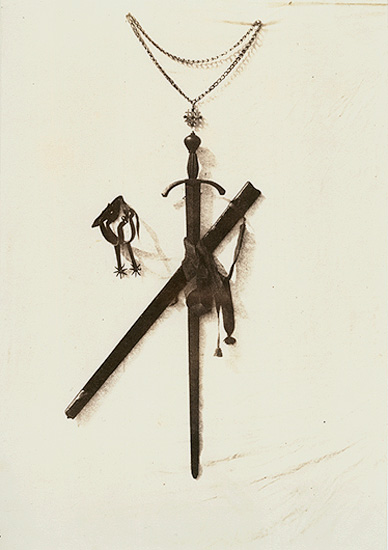
Croix pectorale, éperons et épée de Godefroy exposés dans la sacristie de la basilique du Saint-Sépulcre.

Du milieu du Xe siècle jusqu’au milieu du siècle suivant, la région est placée sous le contrôle de la Maison d'Ardenne qui parvient à se hisser au premier rang de l’aristocratie lotharingienne par la volonté des souverains germaniques. La révolte de Godefroid le Barbu, en 1046, sonne le glas de leur puissance et les duchés lotharingiens perdent toute consistance politique. Godefroid le barbu installe sa cour à Bouillon, où il meurt la nuit de Noël 1069. Le dernier représentant mâle, Godefroid de Bouillon, descendant de Charlemagne, se range au côté d'Henri IV dans la lutte d'Investiture qui oppose l'empereur germanique et le pape Grégoire VII. L'empereur germanique le reconnaît duc de Basse-Lotharingie vraisemblablement en 1087. En 1096, Godefroid de Bouillon, duc de Basse-Lotharingie, part en croisade accompagné de Baudouin II de Hainaut. En 1096, le prince-évêque Otbert achète à Godefroid de Bouillon son alleu de Bouillon et à Baudouin II de Hainaut la ville de Couvin. Godefroid de Bouillon est le premier souverain du royaume de Jérusalem au terme de la première croisade. Il refuse le titre de roi pour celui, plus humble, d'avoué du Saint-Sépulcre. Pierre l'Ermite qui prêcha la croisade après l’appel d’Urbain II fonde l'abbaye du Neufmoustier vers 1100, à Huy. Le prieuré est bâti sur un fond allodial appartenant au comte de Clermont-sur-Meuse, compagnon de voyage de l'Ermite à Jérusalem. Pierre meurt au Neufmoustier le 8 juillet 1115.

#### La querelle des investitures
Otbert ancien chanoine de Saint-Lambert est un des plus ardents défenseurs de l'empereur Henri IV du Saint-Empire durant la querelle des investitures. Sans doute originaire du diocèse de Liège, il accompagne l'empereur dans son expédition italienne en 1090. C'est sa présence auprès de celui-ci qui lui vaut sa nomination de prince-évêque de Liège. Sigebert de Gembloux défend le parti des empereurs Henri IV et Henri V contre les papes Grégoire VII, Urbain II et Pascal II. Pourchassé par son fils Henri V, l'empereur Henri IV se réfugie à Liège sous la protection de son vassal, le prince-évêque Otbert et demande l'appui militaire de ses vassaux lotharingiens. Ils décident de se réunir dans la capitale pour y célébrer la fête de Pâques, le 25 mars 1106. Son fils veut rompre l'alliance et marche sur Liège.
Le 18 mars, il s'arrête à Cologne et envoie un corps de trois cents chevaliers pour assurer la traversée du pont de Visé, point de passage de la Meuse sur la route d'Aix-la-Chapelle. Ils sont battus par Waléran II de Limbourg et son père Henri Ier de Limbourg duc de Basse-Lotharingie, à la tête d'une troupe de cavaliers rassemblés dans la hâte par le prince-évêque Otbert et de quelques centaines de gens de pied. L'empereur germanique Henri IV décède cependant à Liège en 1106. Il est provisoirement enterré dans la cathédrale Saint-Lambert. Mais les évêques germaniques protestent énergiquement. On proclame donc que la cathédrale sera profanée tant que les restes d'un excommunié y reposeront. Dès le 15 août 1106, on déterre le sarcophage qui est transféré à Spire. On assiste à un affaiblissement du système de l’Eglise impériale. La mort de Henri V en 1125 marque la fin de la dynastie de Souabe à la tête du Saint-Empire. Le nouvel empereur Lothaire soutient le pape Innocent II qu'il rencontre à Liège en 1131. Conrad III est le premier membre de la maison de Hohenstaufen à avoir été élu roi des Romains en 1138.

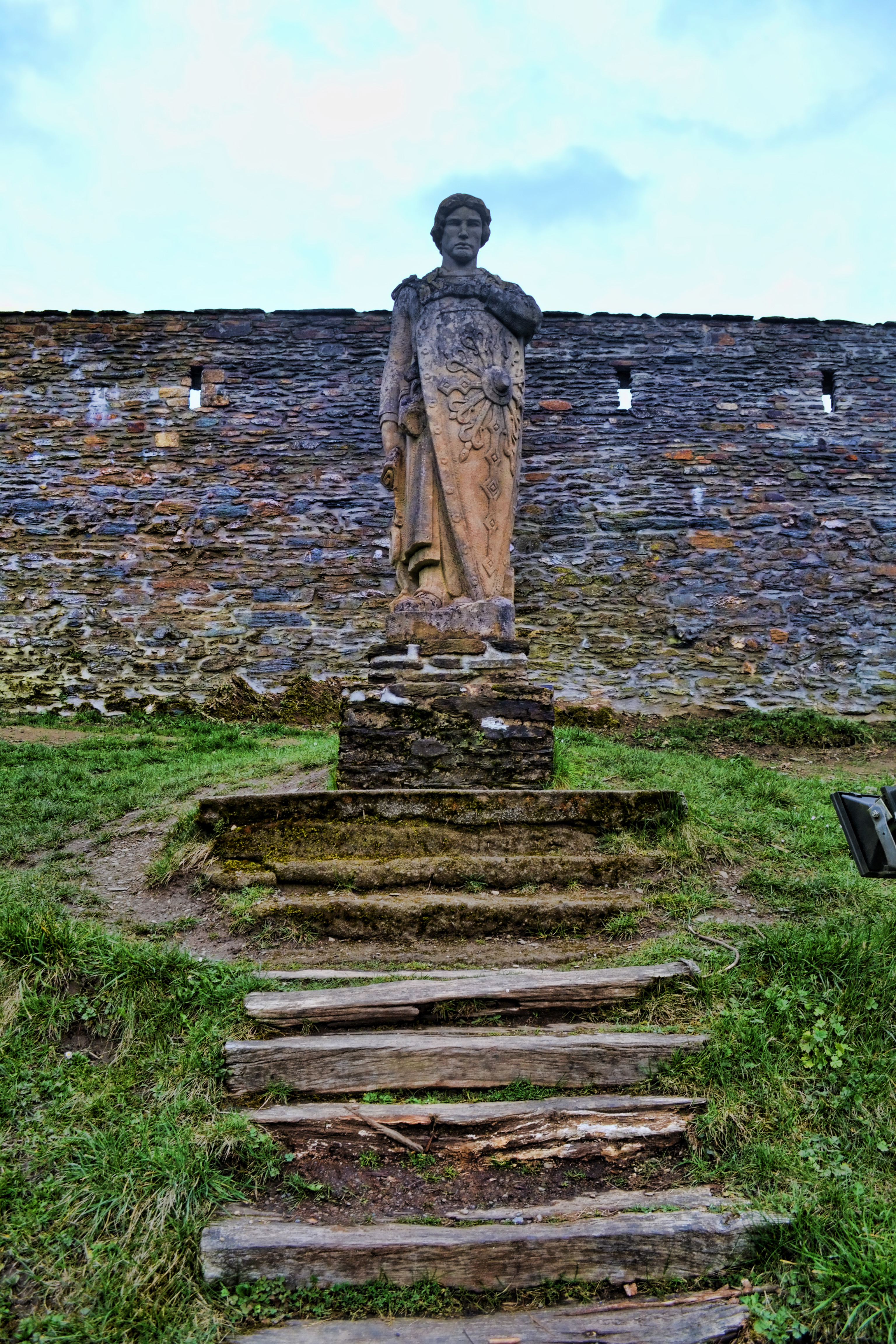
Statue de Godefroy de Bouillon, sur le versent du château de Bouillon, réalisée par le sculpteur Victor Demanet.
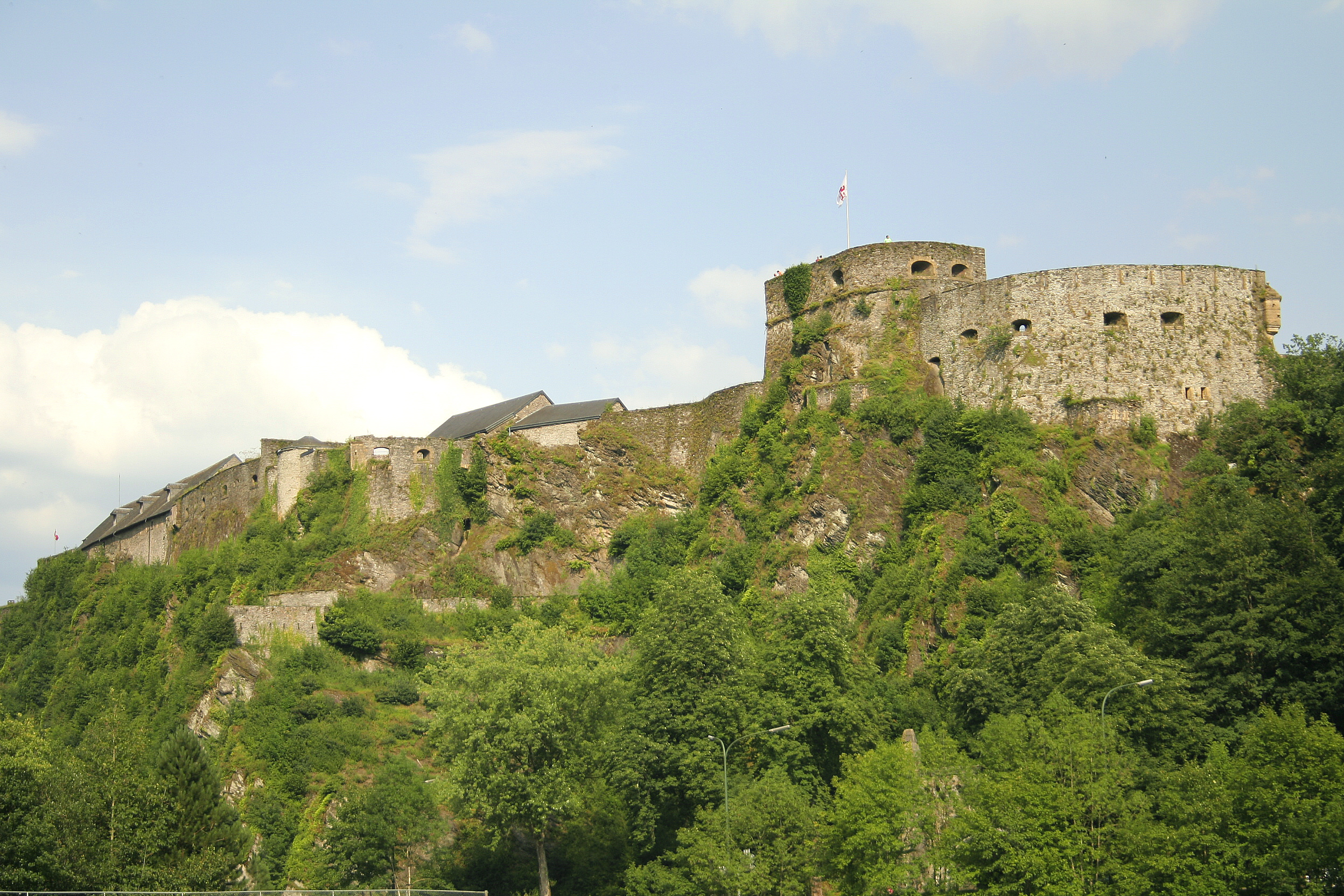
Chateau fort de Bouillon.
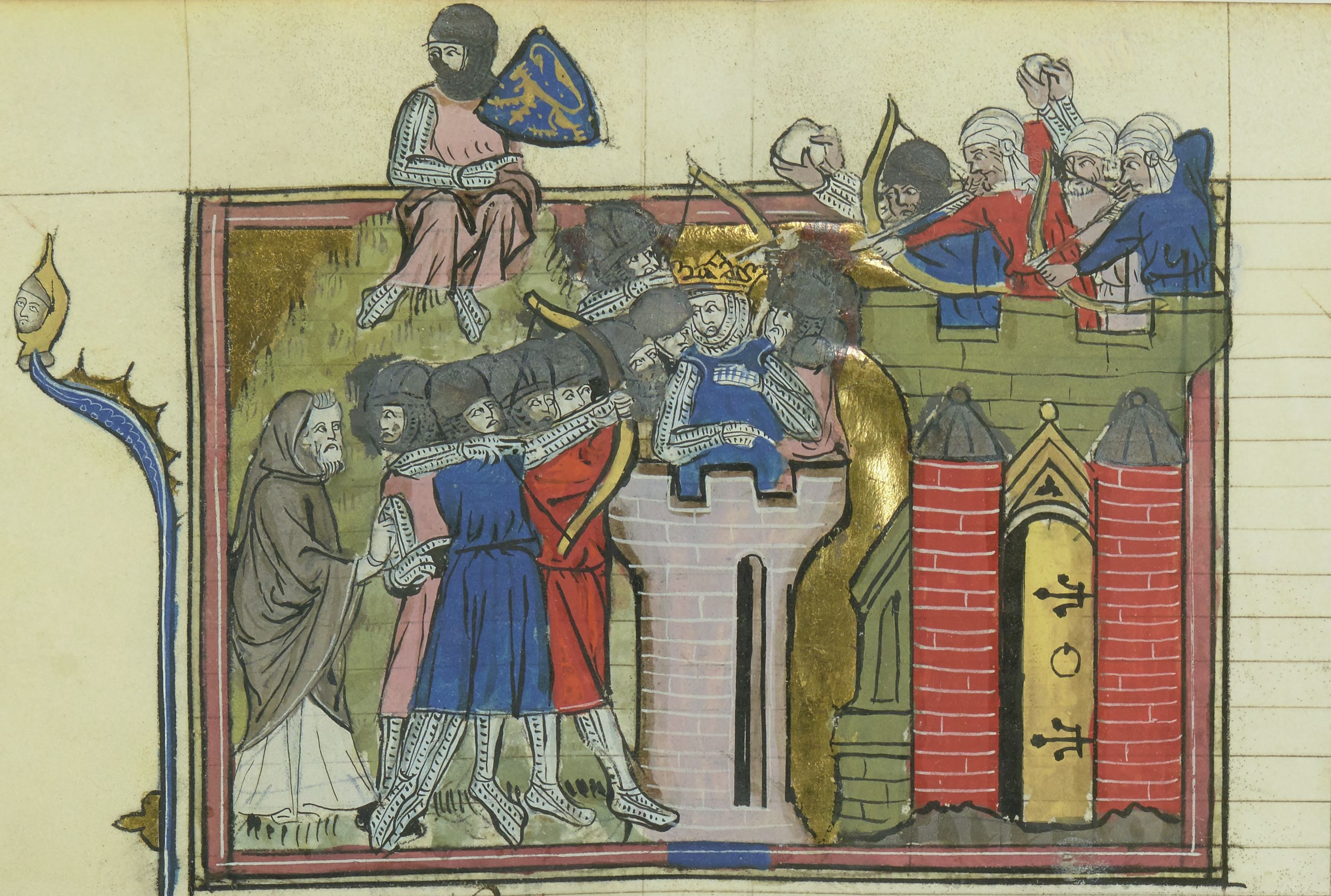
Godefroid de Bouillon dans sa tour de siège à l'assaut de Jérusalem.
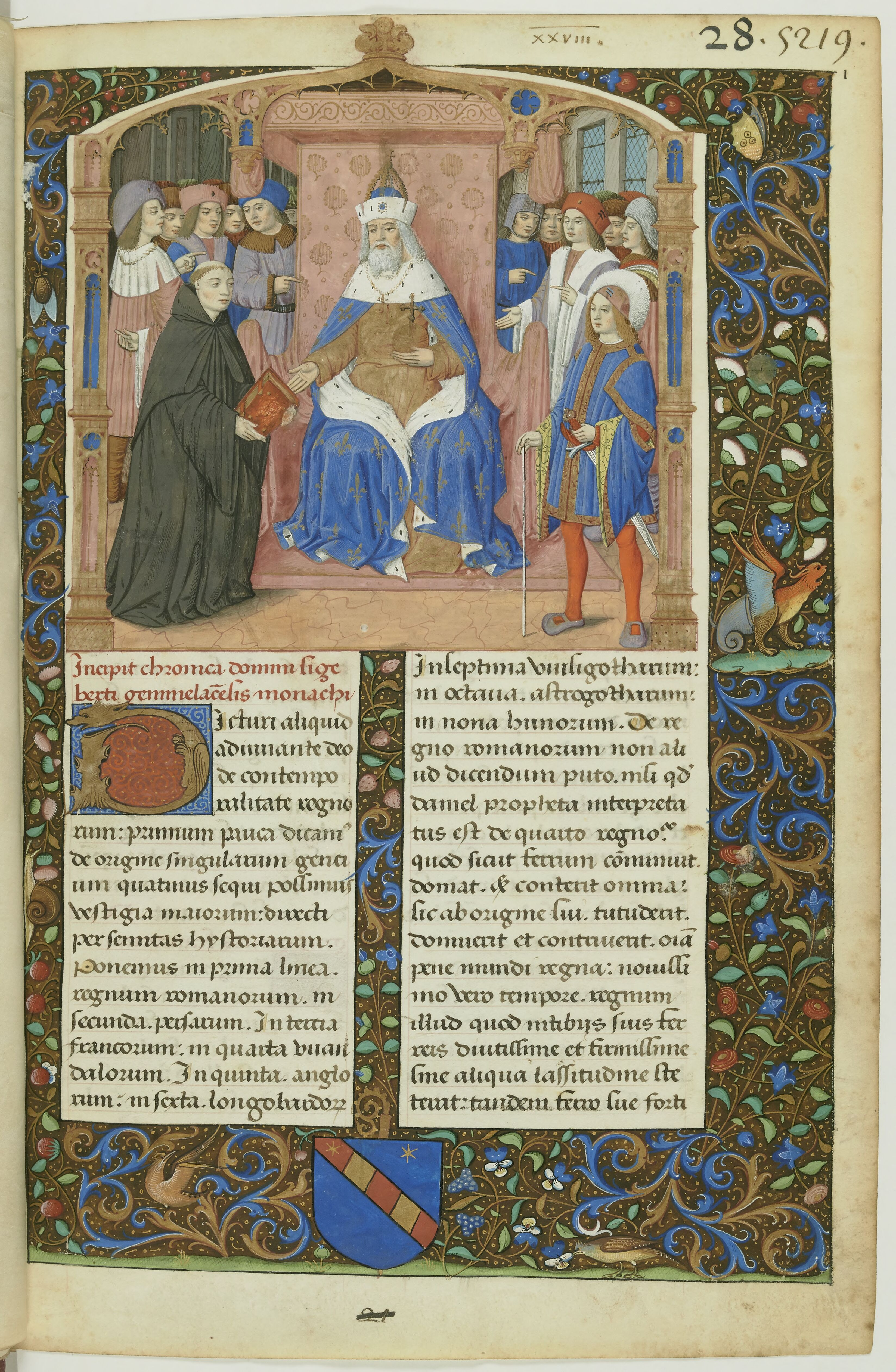
Sigebert de Gembloux offrant sa Chronique universelle à l'empereur.

#### Morcellement de la Basse-Lotharingie

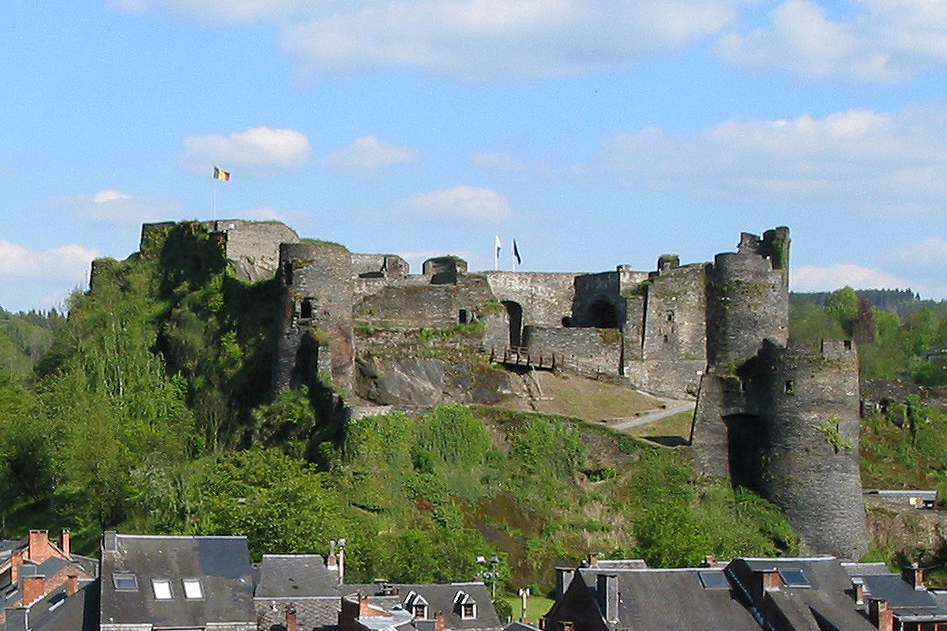
Le château de La Roche-en-Ardenne

Fin XIIe siècle, le titre de duc de Basse Lotharingie devient honorifique et l'autorité du prince-évêque est discutée par ses vassaux, le duc de Limbourg et le comte de Namur. Le territoire est morcelé : duché de Limbourg, duché de Luxembourg, comté de Hainaut, comté de Namur, principauté de Liège, principauté de Stavelot-Malmédy. En 1190 à la diète de Schwäbisch Hall, le comté de Namur est érigé en marche avec les comtés de Hainaut, La Roche et Durbuy, mais l'unité ne dure pas au-delà de 1195. En 1204, Baudouin VI de Hainaut est sacré empereur latin de Constantinople. Henri Ier de Hainaut, lui succède. L'ancienne voie romaine menant de Cologne à Boulogne-sur-Mer est supplantée par une nouvelle voie qui de Maastricht, rejoint Gand et Bruges, donnant au duc de Brabant une importance croissante.

### Le rayonnement mosan et tournaisien

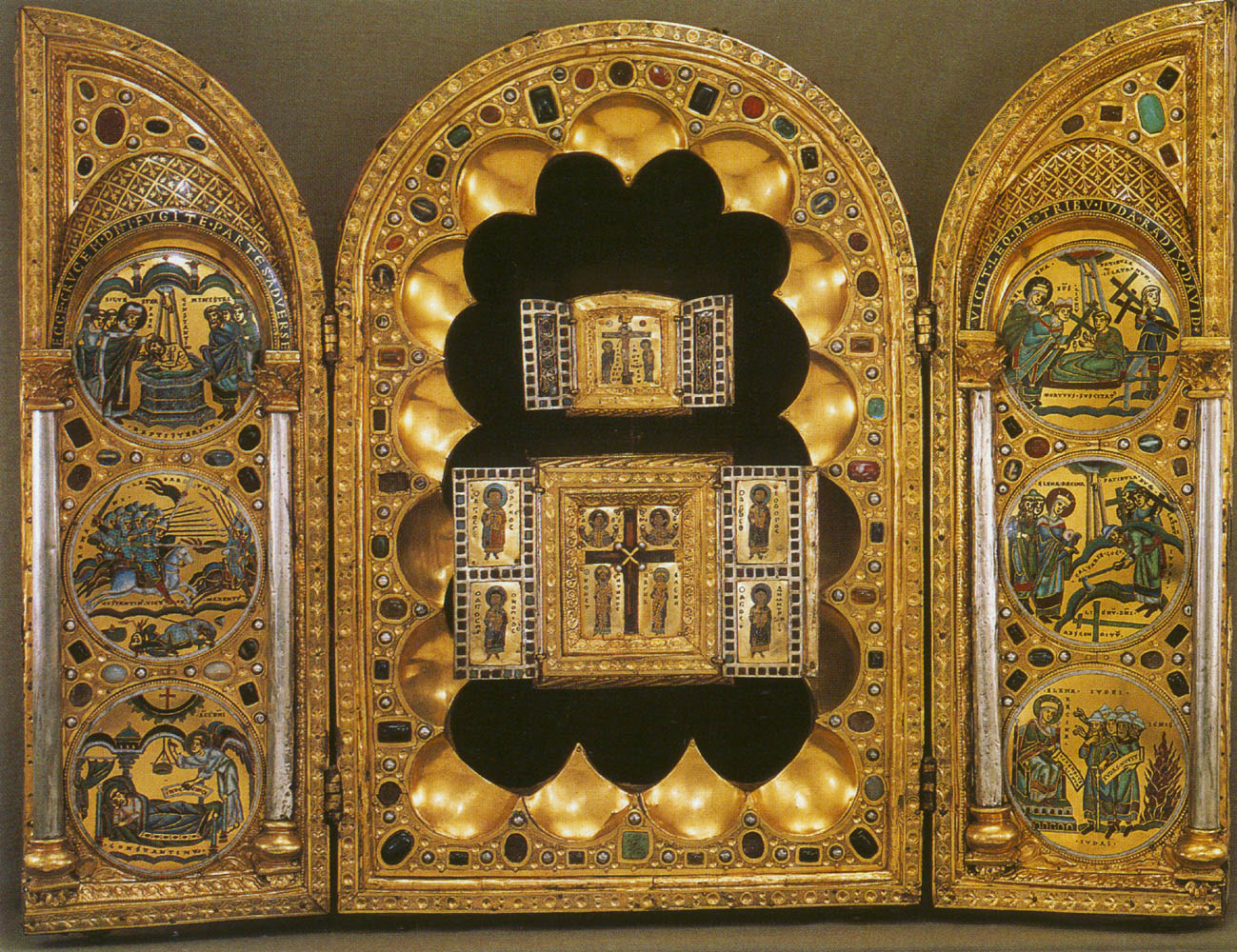
Triptyque de Stavelot, art mosan, 1156–58, Morgan Library, New York

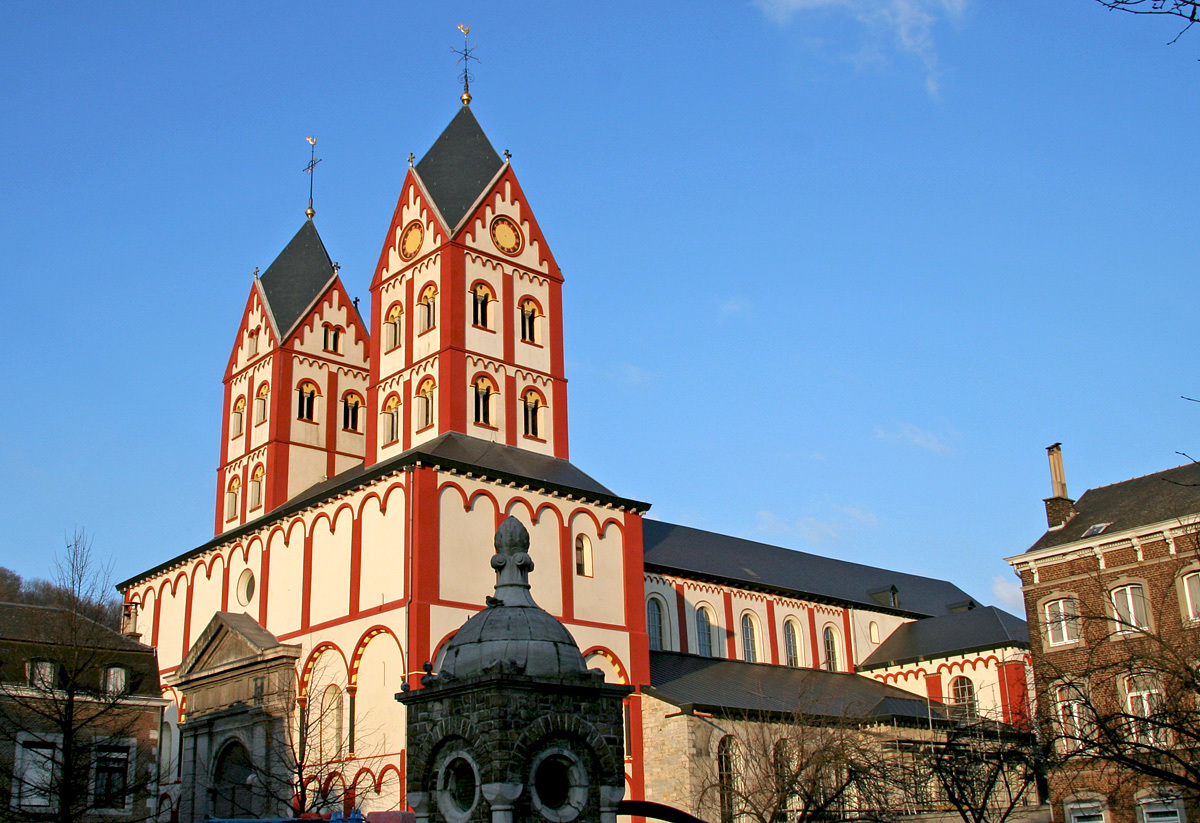
Collégiale Saint-Barthélemy de Liège édifiée au XIIe siècle

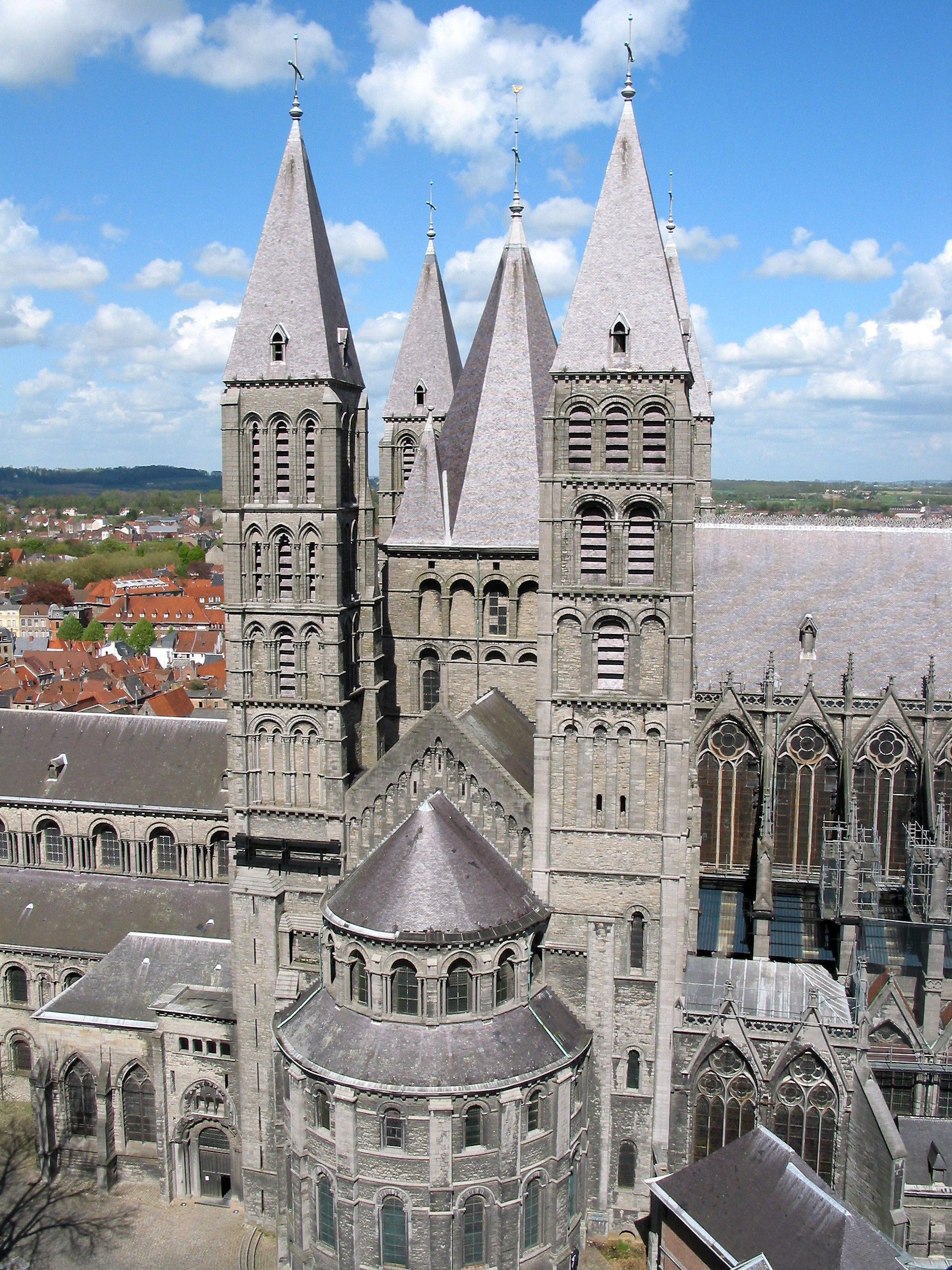
Les tours romanes de la cathédrale Notre-Dame de Tournai

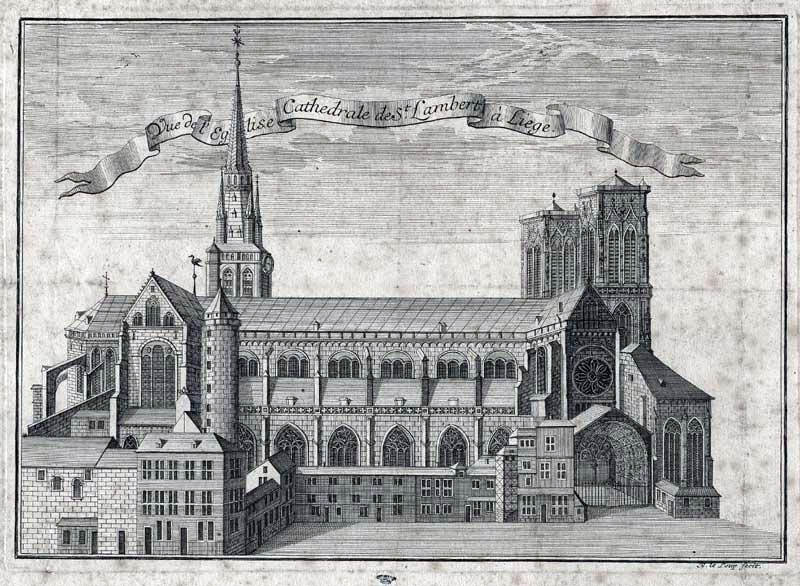
La cathédrale Saint-Lambert de Liège était le plus grand vaisseau du monde occidental au Moyen Âge

Du XIe au XIIIe siècle, épanouissement de l’art mosan, art roman d'influence carolingienne et ottonienne, dans l'ancien diocèse de Liège qui avait de solides liens politiques avec les empereurs du Saint-Empire romain germanique et les évêques de Cologne. Maîtrise des techniques d'orfèvrerie, de champlevé et d'enluminure. Développement de la dinanderie dans la vallée de la Meuse, d'abord à Huy, puis à Dinant (ville d'où cette discipline tire son nom). La charte de Huy de 1066 est la première charte de franchise accordant une autonomie à une ville. Individualisation de la langue wallonne dans la partie romane du diocèse de Liège. Développement des abbayes mosanes qui rayonnent dans toute l'Europe : Saint-Laurent de Liège, Stavelot, Nivelles, Aulne, Floreffe, Florennes, Flône, Celles, Gembloux et Lobbes. Vers l'an mil, l'école de Lobbes essaime de l'Angleterre à la Pologne. L’ampleur de la bibliothèque conduit à la création d’un atelier de copistes et d’une école de miniaturistes. L'abbaye de Floreffe fonde des établissements en Allemagne et en Terre sainte.
En 1171 : Dédicace de la cathédrale Notre-Dame de Tournai, un des témoins les plus impressionnants de l'art d'occident. La nef romane, avec ses bas-côtés et ses tribunes, date de la fin du XIe siècle ou de la première partie du XIIe siècle. En 1185, début des travaux de la nouvelle cathédrale Notre-Dame-et-Saint-Lambert de Liège. Avec ses deux chœurs, ses deux transepts, ses trois nefs, le circuit de ses chapelles absidales et collatérales, son cloître et ses annexes, et sa flèche de 135 mètres, la cathédrale Notre-Dame-et-Saint-Lambert sera le plus grand vaisseau du monde occidental au Moyen Âge. En 1333, Pétrarque passe par Liège et l'appelle la « Fille ainée de Rome ». Sept collégiales s'élèvent alors dans la ville, en plus de la cathédrale, où est enterré saint Lambert. Deux abbayes bénédictines s'y ajoutent : Saint-Jacques et Saint-Laurent. Tous ces bâtiments religieux forment comme une couronne d'églises autour de la cathédrale, épicentre religieux et politique du diocèse, cœur de la cité de saint Lambert. Les églises mosanes adoptent un plan basilical à chœur oriental et un transept plus bas que la nef. Elles possèdent aussi deux absides opposées, l'une orientale et l'autre — le contre-chœur — occidental suivant une formule chère à l'architecture rhénane.

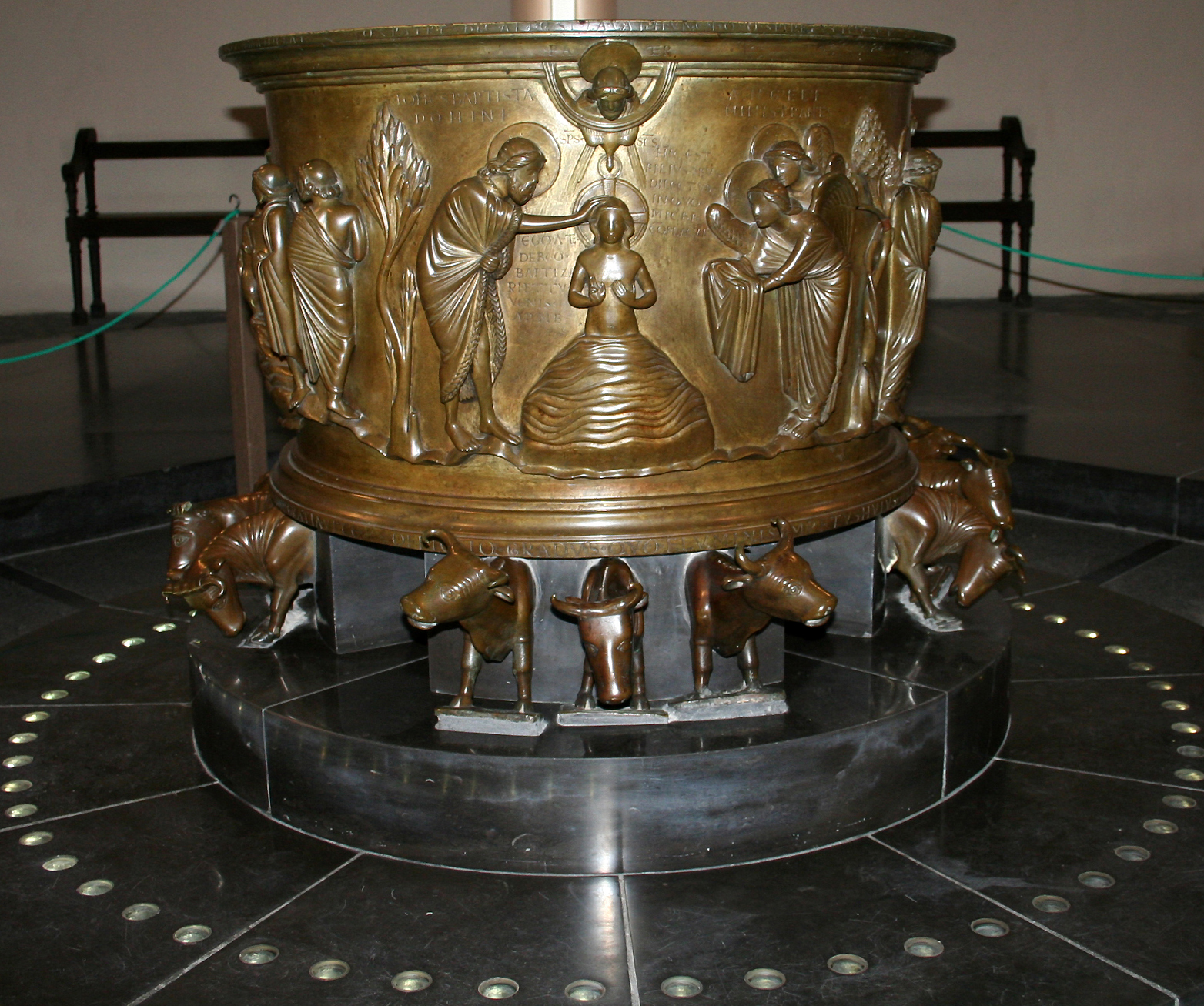
Fonts baptismaux de Saint-Barthélemy : Le baptême du Christ, par Renier de Huy, Liège
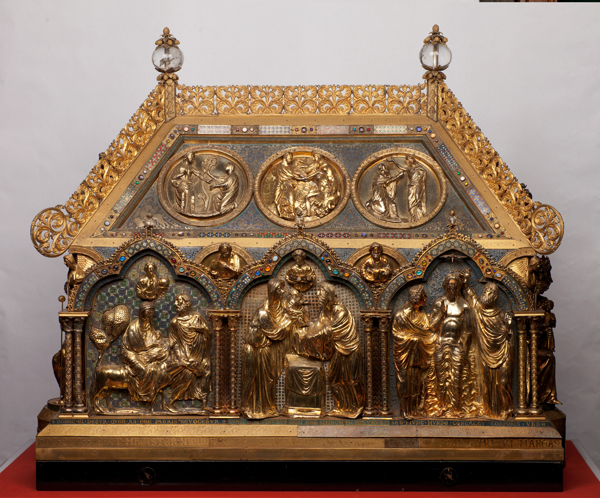
Châsse de Notre-Dame, par Nicolas de Verdun, 1205, cathédrale Notre-Dame de Tournai
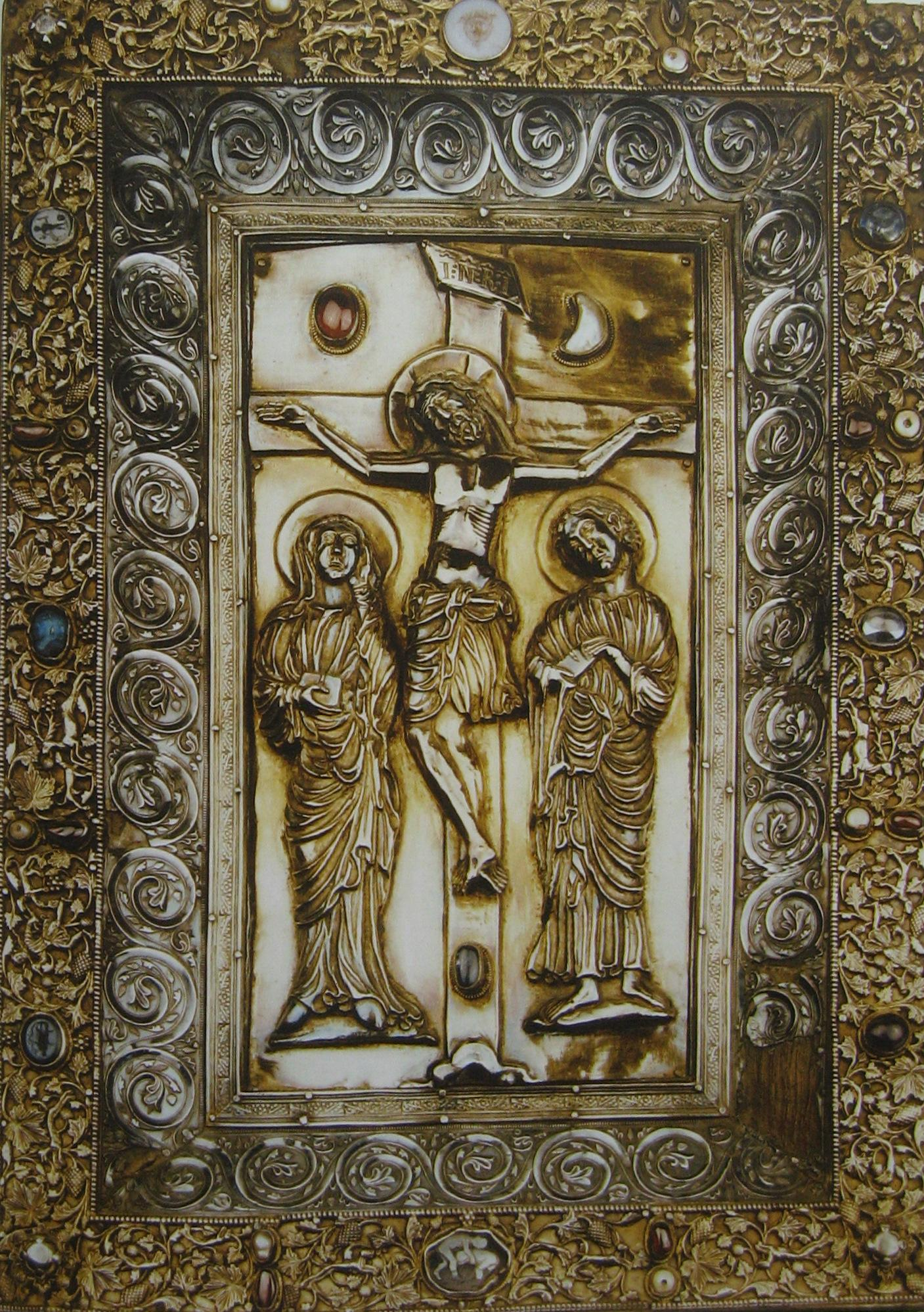
Reliure d'un évangéliaire, par Hugo d'Oignies, 1228-1230, trésor d'Hugo d'Oignies, Namur
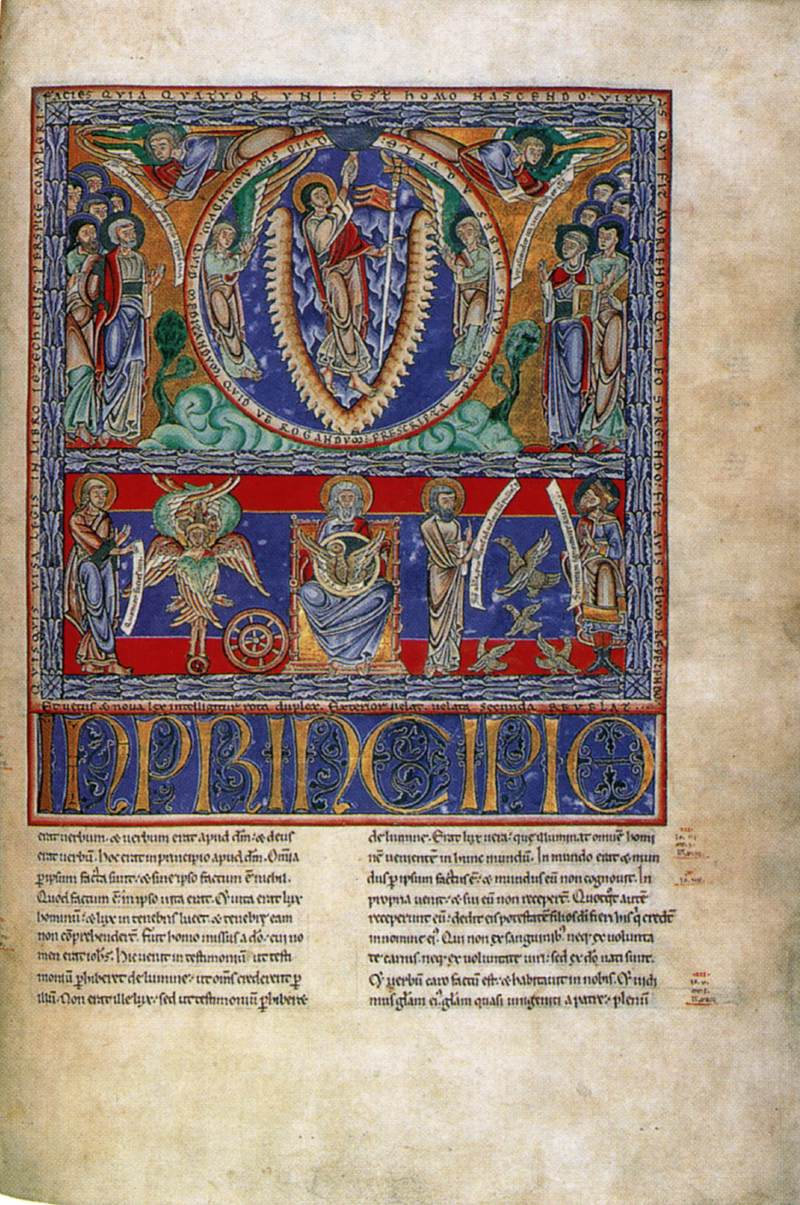
La résurrection, Bible de Floreffe, début de l'évangile de Jean, milieu du XIIe siècle. British Library de Londres
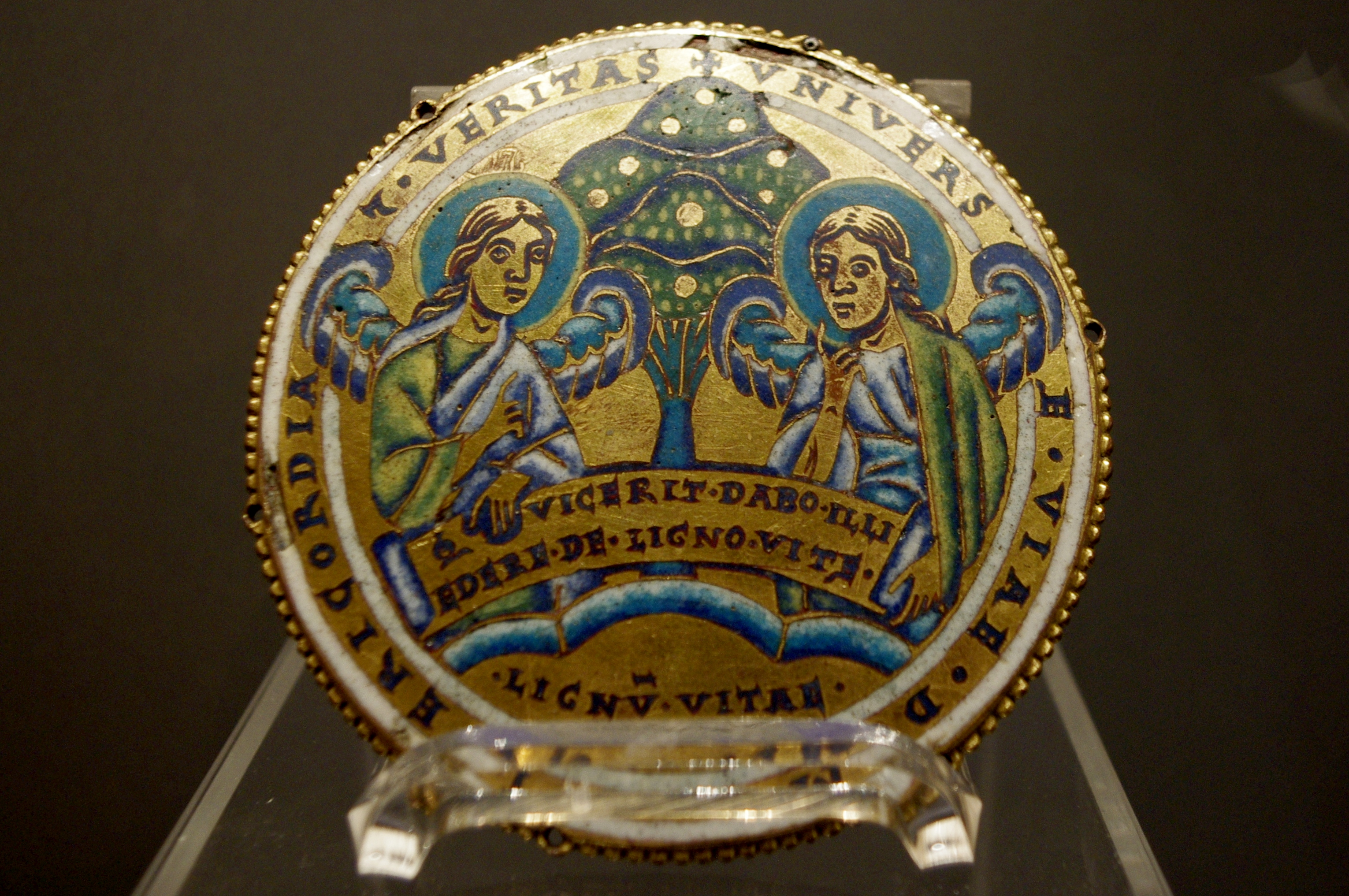
Médaillon émaillé "L'arbre de vie", vers 1160, Collégiale Notre-Dame de Huy
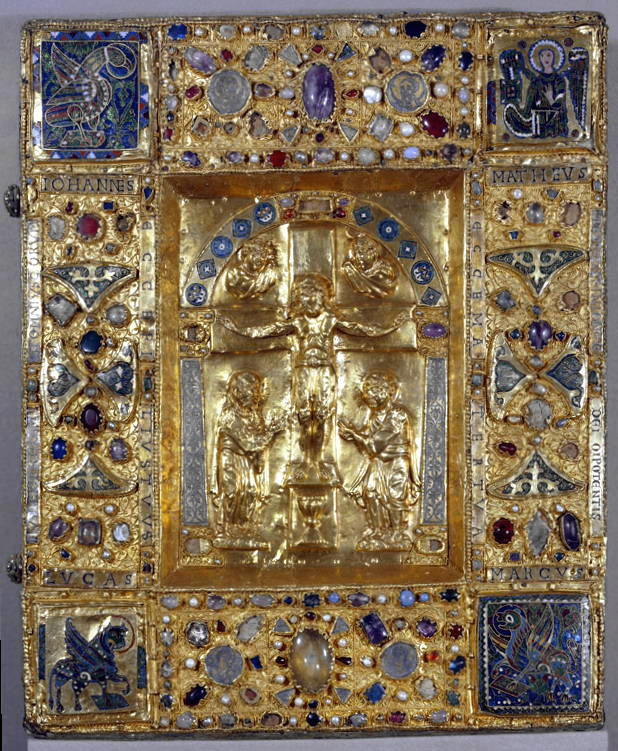
Reliquaire mosan, XIIe siècle, musée du Louvre, Paris
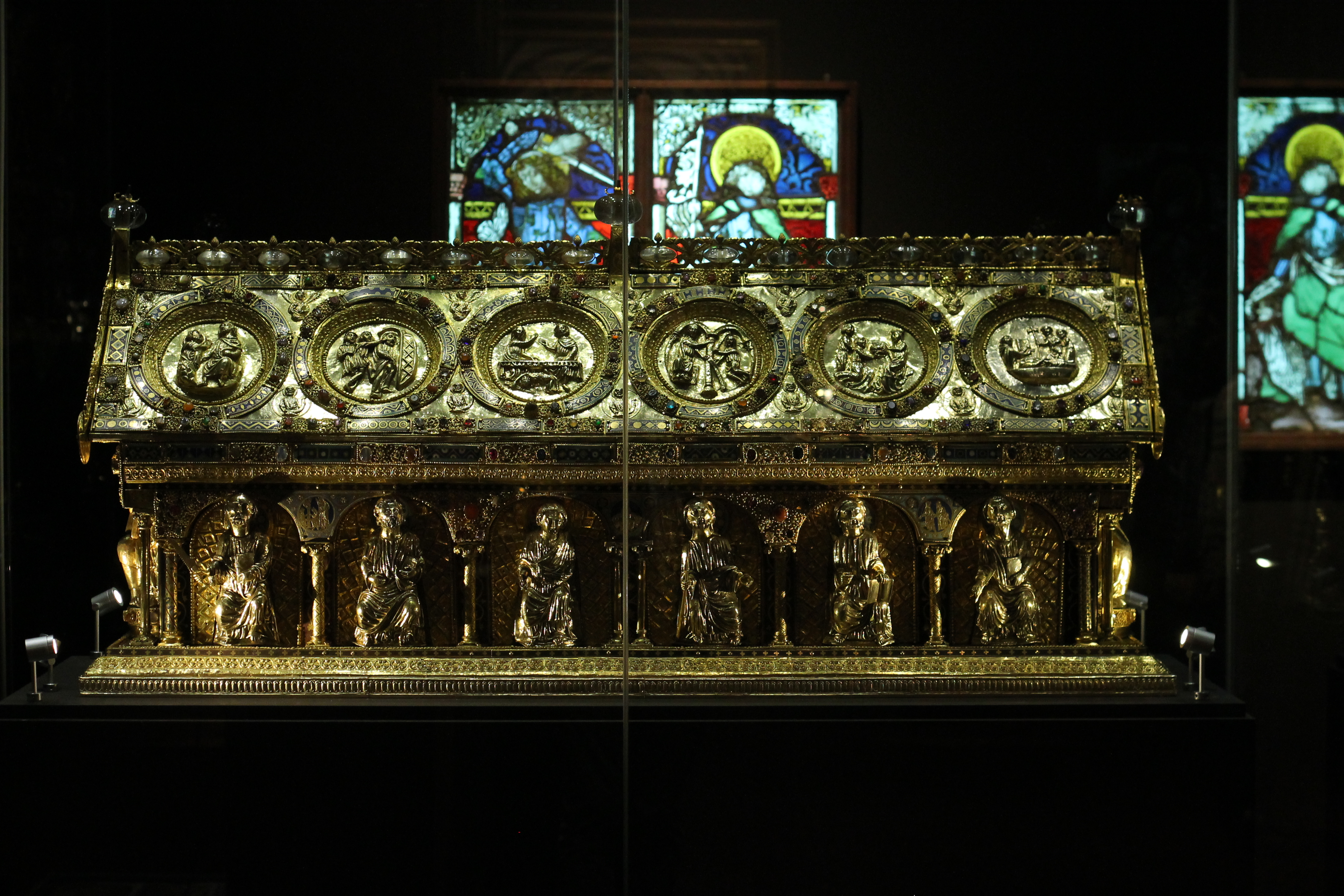
La Châsse de Saint-Maur est considérée comme le deuxième plus important artefact sur le territoire tchèque, après les Joyaux de la couronne tchèque
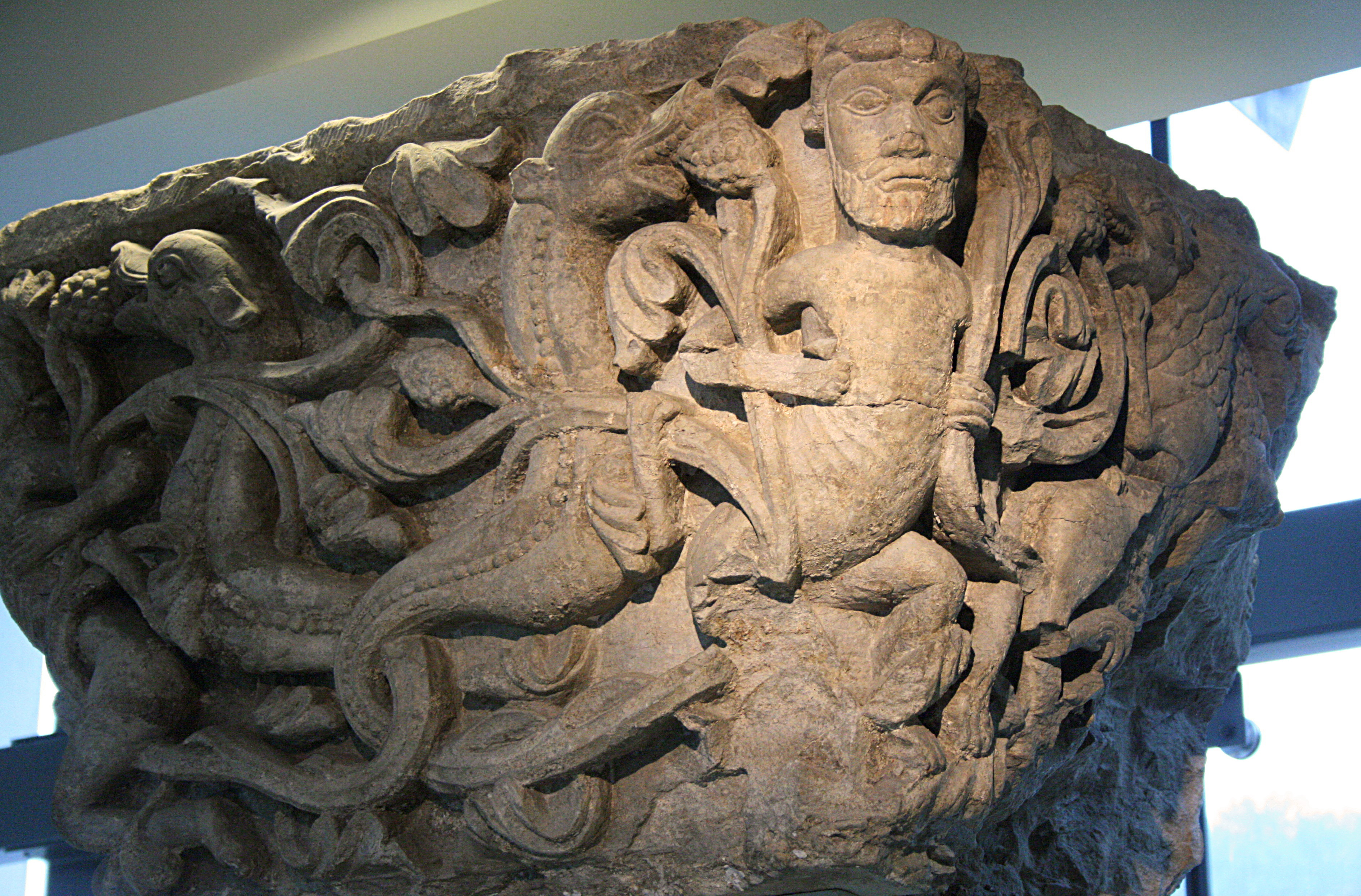
Chapiteau roman provenant de la cathédrale Saint-Lambert à Liège, vers 1180. Grand Curtius
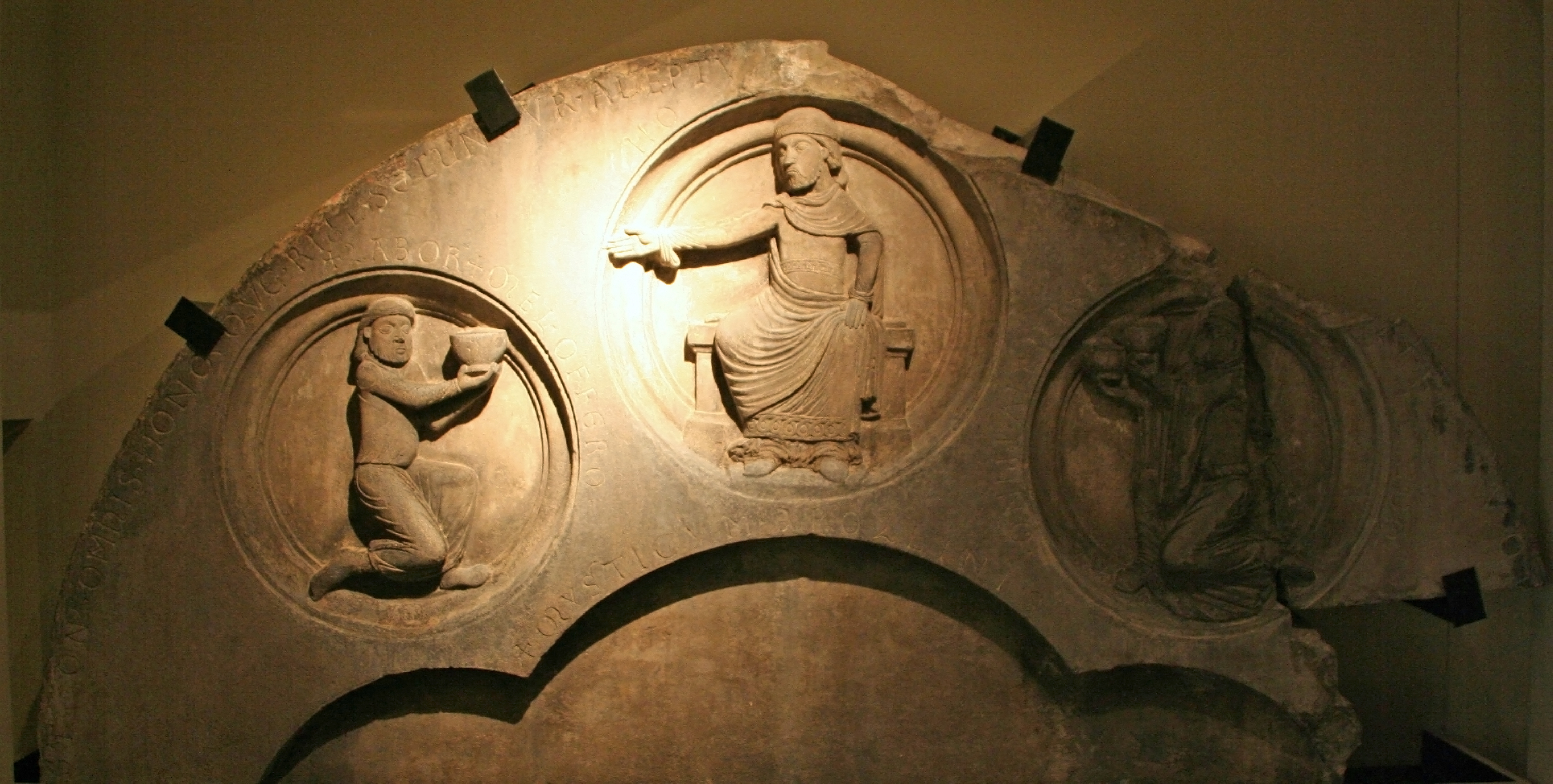
Liège, Grand Curtius. Tympan d'Apollon
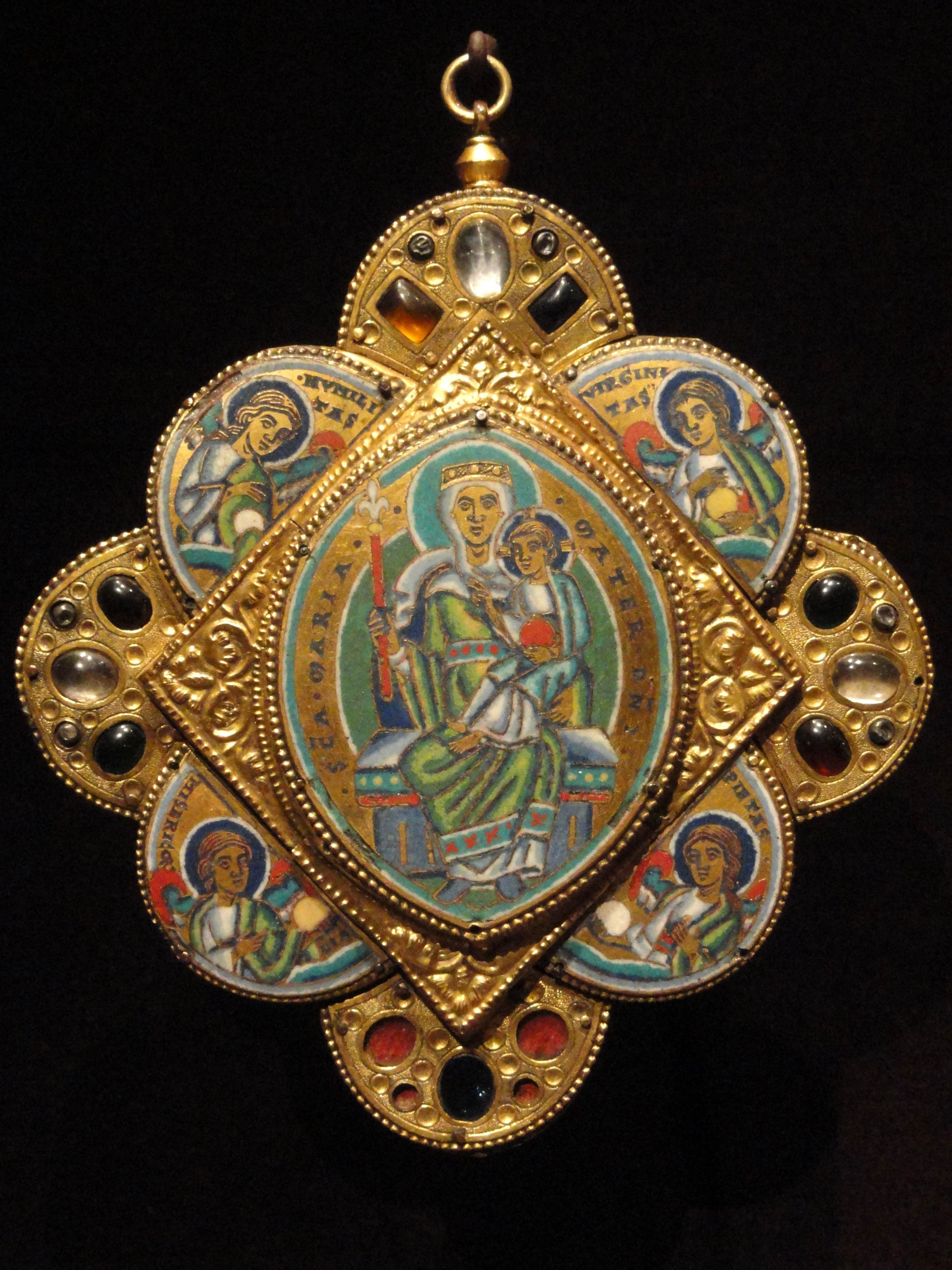
Collier avec la Vierge et l'Enfant, environ 1160-1170, Atelier de Godefroy de Huy, Cleveland Museum of Art
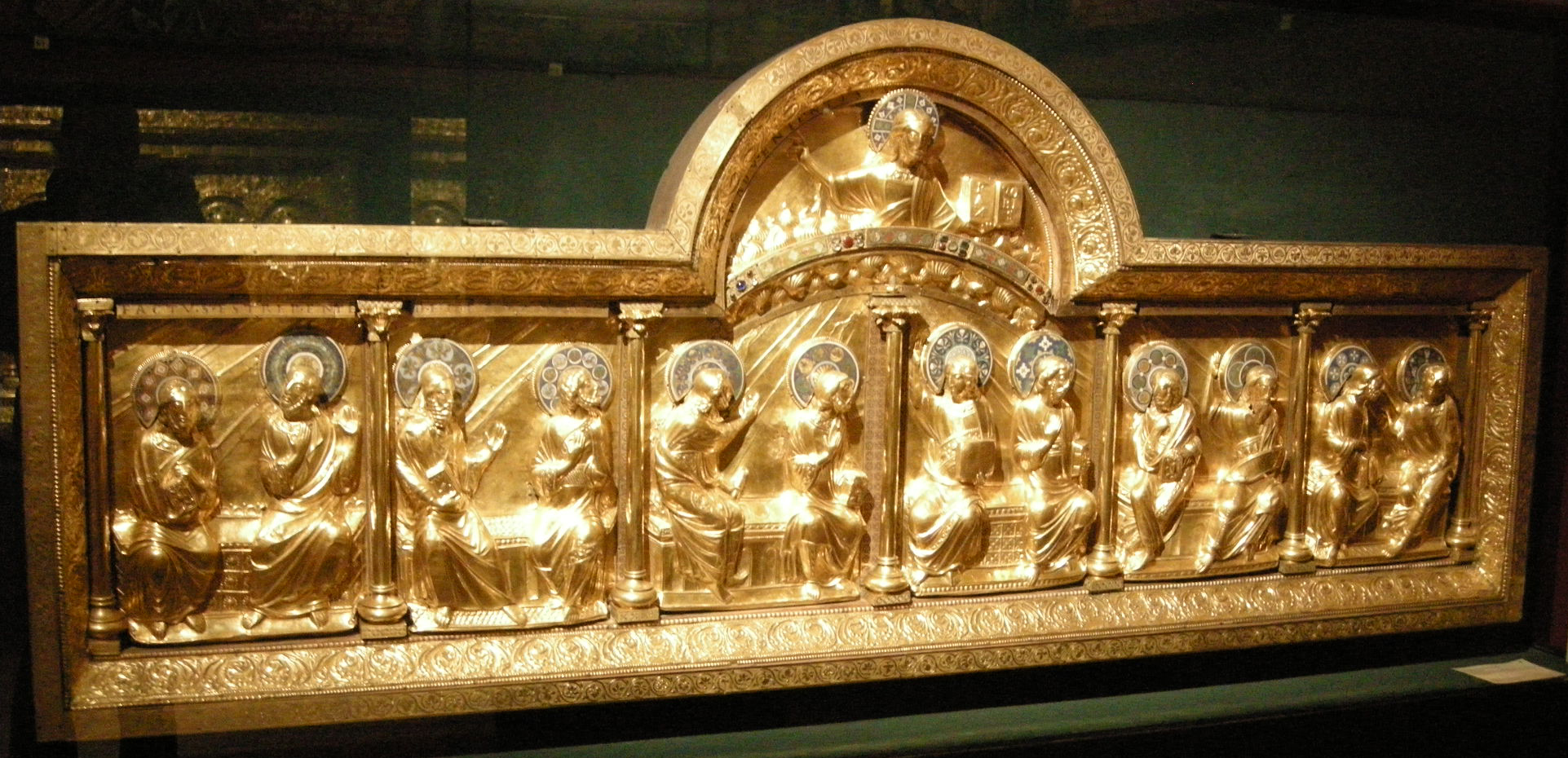
Retable de l'abbaye de Stavelot, 1160-1170, Musée National du Moyen-Âge, Paris
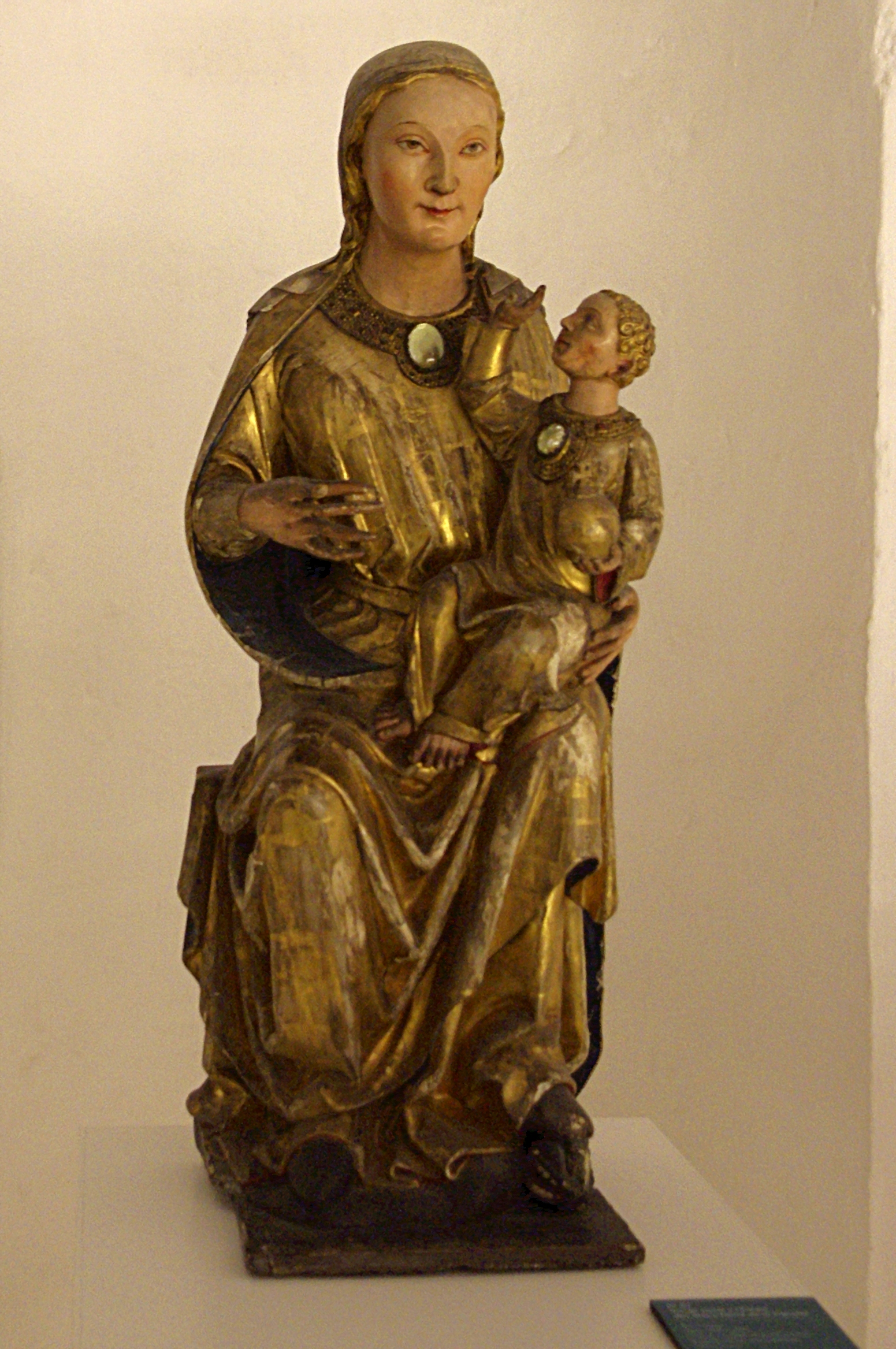
Vierge assise à l'Enfant, dite Notre-Dame de la vignette, art mosan, vers 1250-1260, en chêne polychrome

### La conquête bourguignonne

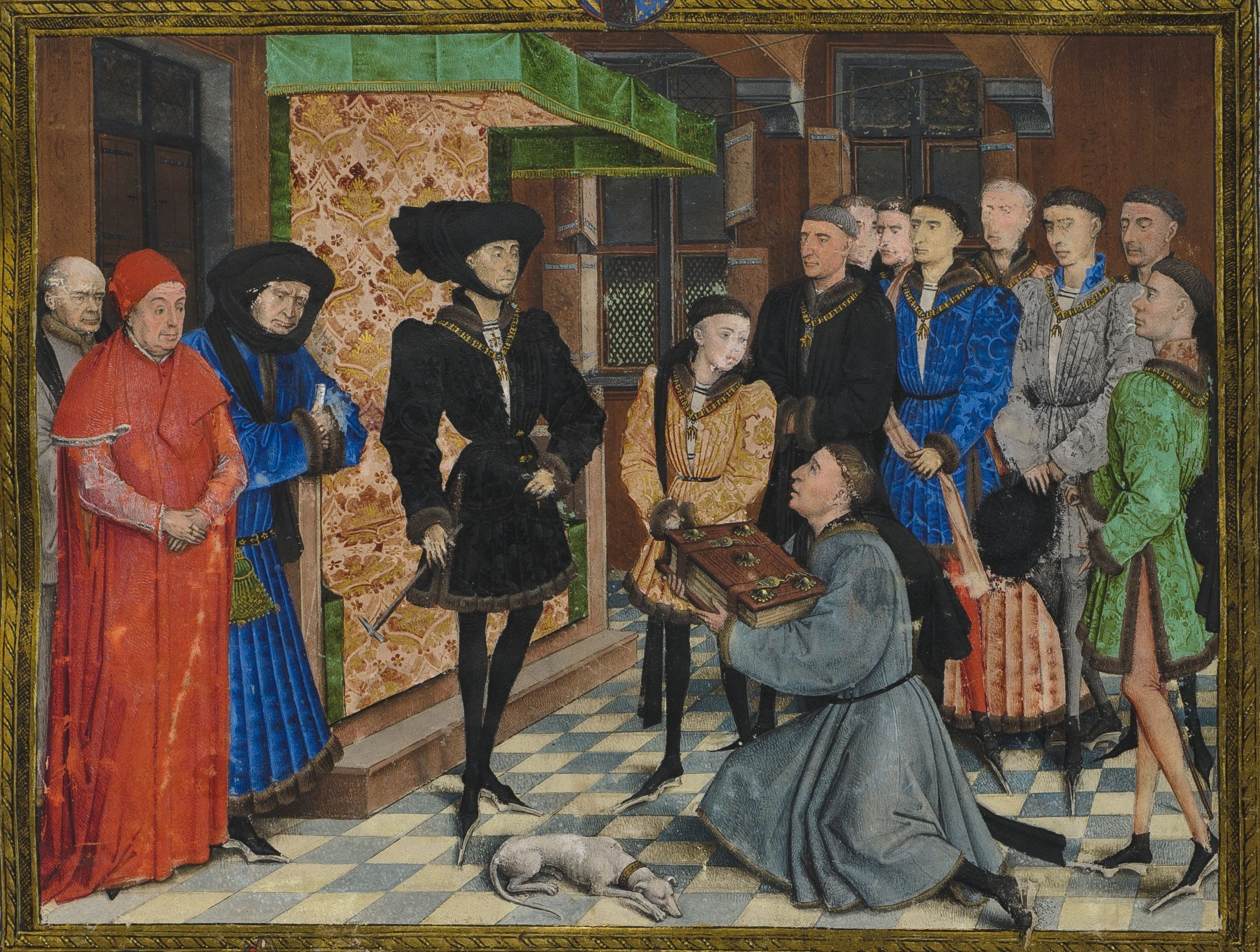
Rogier de La Pasture, Jean Wauquelin présentant ses Chroniques de Hainaut à Philippe le Bon.

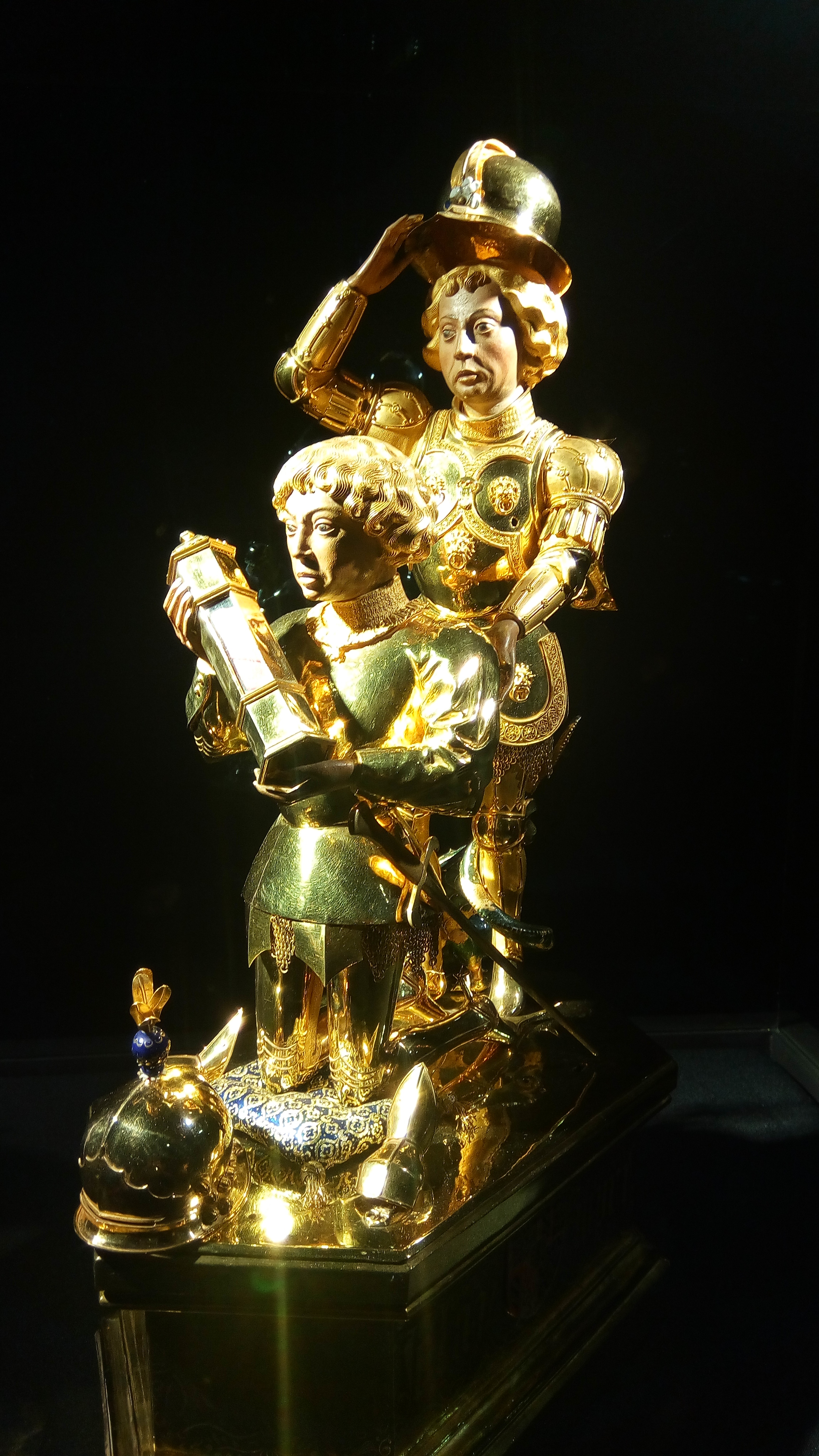
Reliquaire de Charles le Téméraire, Trésor de la cathédrale de Liège

Entre 1417 et 1443, unification des Pays-Bas bourguignons. Depuis Saint Louis, la modernisation du système juridique attire dans la sphère culturelle française de nombreuses régions limitrophes. Les rois de France ou leur entourage immédiat vont prendre pied dans l'Empire. Philippe le Bon réunit l'ensemble des principautés wallonnes (comté de Hainaut, comté de Namur, duché de Brabant, duché de Limbourg, duché de Luxembourg), à l'exception de la principauté de Liège qui est soumise à un protectorat. Il prend le litre de duc de Lothier. Dans les années 1460, guerres de Liège, rébellions de la principauté de Liège contre la politique expansionniste du duché de Bourgogne. Le 25 août 1466, Charles le Téméraire brûle Dinant dont une partie des artisans se réfugie à Aix-la-Chapelle. Il espère ainsi étouffer les velléités d'indépendance de la principauté de Liège, dont le contrôle est indispensable à l'unification des Pays-Bas bourguignons. Par le traité d'Oleye, les Liégeois reconnaissent le duc de Bourgogne comme « avoué héréditaire de Liège ». Ce qui n'était qu'un protectorat devient une véritable seigneurie bourguignonne étendue sur la principauté. 30 octobre 1468, malgré l'attaque surprise des six cents Franchimontois, Charles le Téméraire prend la ville de Liège révoltée et — en présence de Louis XI, instigateur de la révolte — la livre au pillage et au feu, avant de la faire raser. Le Perron de Liège, symbole des libertés et privilèges, est transporté à Bruges, avec défense aux vaincus de le rétablir à jamais. La première attestation connue du terme Wallon avec un W initial, qui prend le sens de « habitant de la région romane des Pays-Bas », se retrouve chez Froissart, un chroniqueur originaire de la région de Mons-Valenciennes. En 1477, mort de Charles le Téméraire, la principauté de Liège retrouve son autonomie.
Alors que la guerre de Cent Ans tire à sa fin, les Pays-Bas bourguignons, restés à l'écart du conflit, connaissent la paix et la prospérité économique. Le développement des manufactures textiles (Hainaut et principauté de Liège) contribue au développement des arts. Pendant près de deux siècles, ces pays font ainsi figure de principal centre culturel de l'Europe. Gilles Binchois, né à Mons vers 1400 est l'un des plus célèbres compositeurs du début du XVe siècle et l'un des premiers représentants de l'école musicale de Bourgogne, point de départ de l'École franco-flamande. Le peintre Rogier de La Pasture réalise de nombreux portraits de cour, dont celui de la duchesse de Bourgogne et de son fils, le futur Charles le Téméraire. Au XVe siècle, développement du style gothique mosan dans le diocèse de Liège. Fin du XIIe et XIIIe siècles, création à Tournai du style gothique tournaisien, combinant des caractéristiques romanes avec les éléments de l'architecture gothique et qui rayonne dans l'évêché de Tournai.

### Les débuts de l'industrie
L'Ardenne est une ancienne masse montagneuse formée au cours de l'orogenèse hercynienne. Au fond de ces vieilles montagnes, le charbon, le fer, le zinc et d'autres métaux se trouvent dans le sous-sol. Au nord et à l'ouest des Ardennes se trouvent les vallées de la Sambre et de la Meuse, formant le sillon industriel, un arc traversant la plupart des provinces industrielles de Wallonie, le Hainaut, le long de la Haine, le Borinage, le Centre et Charleroi le long de la Sambre et Liège le long de la Meuse. Cette région géologique est à l'origine de l'histoire industrielle et la géographie de la Wallonie qui présente un large éventail de roches d'âges différents. Certaines variétés géologiques ont été définies à partir de sites rocheux situés en Wallonie, par exemple le Frasnien (Frasnes-lez-Couvin), le Famennien (Famenne), le Tournaisien (Tournai), le Viséen (Vise), le Dinantien (Dinant) et le Namurien (Namur). À la fin du Moyen Âge, la demande de fer pour l'artillerie naissante va générer d'importants développements technologiques dans le comté de Namur, le Hainaut et la principauté de Liège. La méthode wallonne consiste à produire de la fonte brute dans un haut fourneau, puis à l'affiner dans une forge. Le processus a été mis au point dans la région de Liège et diffusé au pays de Bray, puis de là en Angleterre.
Artère économique de premier ordre depuis l'Antiquité, la Meuse garda son influence dans les échanges commerciaux noués pendant la période mérovingienne, comme en témoigne la diffusion de techniques et de motifs, attestée dans les fouilles archéologiques. Elle fut aussi la colonne vertébrale de l'évêché de Liège, devenu principauté épiscopale dans la seconde moitié du Moyen Âge. Ainsi l'autorité du Prince-évêque s'étendait-elle sur des faubourgs reliés entre eux par le fleuve : Dinant, Namur, Andenne, Huy. Dans chacune de ces villes, un pont et une église dédiée à Notre-Dame percevaient un droit de passage, alimentant le trésor épiscopal. Marc Suttor considère que le trafic sur la Meuse se compare avec celui de la Loire, de la Seine et du Rhin, notamment du vin, la principale marchandise transportée sur les grands fleuves européens au Moyen Âge et à la Renaissance, un trafic égal au XVIe siècle à la production bordelaise de vins. Profitant de cet axe commercial, l'orfèvrerie mosane (et notamment la dinanderie, soit le travail du laiton, et le champlevé, soit le travail de l'émail) se développa pendant tout le Moyen Âge. Le Pays mosan, soit la Meuse moyenne de Givet à Liège et le bassin versant de la Meuse en cet endroit, plus quelques régions limitrophes, connaît une activité scientifique et technique exceptionnelle du Moyen Âge au XIXe siècle avant d'entrer avec le reste de la Wallonie dans la révolution industrielle contemporaine. Quant à l'art mosan, c'est l'art du même pays, de la partie romane du diocèse de Liège dont les limites déterminent aussi celles du wallon langue régionale principale de la Wallonie.

## Les Habsbourg

### Renaissance et Réforme

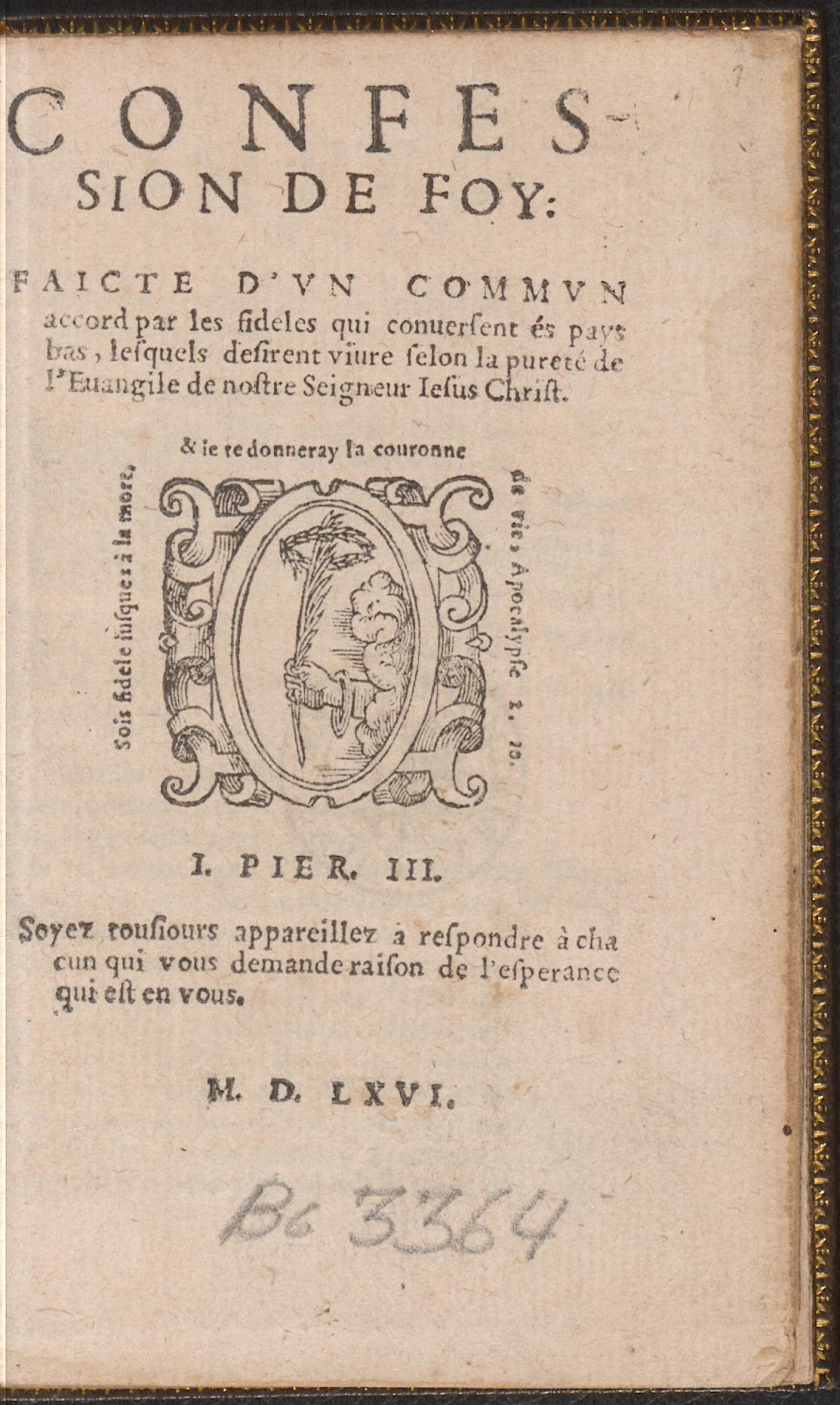
La Confessio Belgica est rédigée par le théologien montois Guy de Brès en 1561, probablement à Tournai

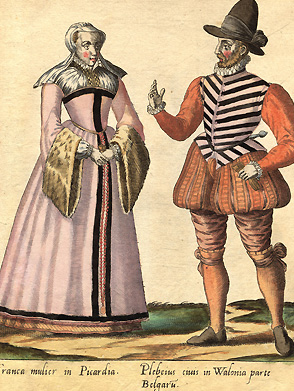
Plebeius civis in Walonia parte Belgarum

En 1513, le roi d'Angleterre, Henri VIII, conquiert Tournai qui reste anglaise jusqu'en 1519. Il y édifie une citadelle et un vaste donjon. L'industrie drapière se développe à Mons et à Tournai. Le protestantisme apparaît à Tournai dès 1521. Le diplomate Pierre Cotrel fonde, en 1525, l'université de Tournai, première université wallonne, avec le soutien de l'humaniste Erasme. En 1537, création, par Charles Quint, des Gardes wallonnes, unité d'élite au service de la monarchie espagnole. Roland de Lassus, né à Mons, est l'un des compositeurs les plus prolifiques, polyvalents et universels de la Renaissance tardive.
En 1544, le théologien Pierre Brully introduit le courant calviniste à Tournai. En 1546, édification du château de Mariemont par Marie de Hongrie, sœur de Charles Quint. En 1549, organisation des Triomphes de Binche, en l'honneur de Philippe II. Diffusion du style mosan dans le diocèse de Liège, sous l'influence de l'architecte Lambert Lombard qui fonde la première académie d'art d'Europe du Nord. En 1555, construction du Fort de Charlemont à Givet. En 1559, Philippe II réduit la taille du diocèse de Tournai et du diocèse de Liège pour lutter contre la Réforme. Les nouveaux diocèses d'Anvers, de Bois-le-Duc, de Namur, de Ruremonde et l'archidiocèse de Malines reçoivent la moitié de l'ancien territoire du diocèse de Liège.
La 'Confession de foy' des Églises wallonnes est rédigée en 1561 à Tournai par le réformateur montois Guy de Brès et le premier synode évangélique dont on conserve les écrits a lieu en avril 1563 à Theux. Entre août 1566 et début 1567, les villes de Tournai, surnommée la Genève du Nord, et de Limbourg s'organisent en républiques calvinistes. Entre 1567 et 1568, répression des protestants à Tournai, Mons, Liège, Verviers et Limbourg. Des milliers de Wallons fuient vers les pays de refuge. Un réseau des églises réformées wallonnes est établi en Angleterre, en Allemagne et dans Provinces-Unies. Création de colonies wallonnes à Canterbury, Londres, Amsterdam, Dordrecht, Wesel, Lambrecht, Francfort, Hanau.

### La Contre-Réforme
Lors de l'insurrection des Pays-Bas, de nombreux Wallons rejoignent les troupes de États-Généraux ou la flotte des gueux de mer. Les provinces wallonnes sont ravagées par la guerre de Quatre-Vingts Ans. Victoire espagnole à la bataille de Jodoigne en 1568. En 1572, Mons est prise par les troupes des États-Généraux, de Louis de Nassau, puis reconquise par les tercios espagnols qui anéantissent une armée de secours huguenote à Saint-Ghislain. Prise de la citadelle de Namur par les troupes espagnoles, en violation de l'édit perpétuel de Marche-en-Famenne. Le 31 janvier 1578, bataille de Gembloux, l'armée espagnole défait l'armée des Dix-Sept Provinces des Pays-Bas, qui s'étaient conciliées entre elles dans la pacification de Gand. Victoire des troupes des États-Généraux, sous le commandement du comte de Boussu, à la bataille de Rijmenan. Reconquête des provinces wallonnes révoltées par l'armée espagnole, prise de Nivelles et de Binche. Le 6 janvier 1579, le comté de Hainaut ratifie l'union d'Arras, favorable à l'Espagne. En 1581, la ville de Tournai, bastion de la Réforme dans les provinces wallonnes et membre de l'Union d'Utrecht, est reconquise par les espagnoles et vidée de la moitié de ses habitants. Application de la Contre-Réforme. La plupart des princes-évêques de Liège appartiennent à la maison de Bavière.

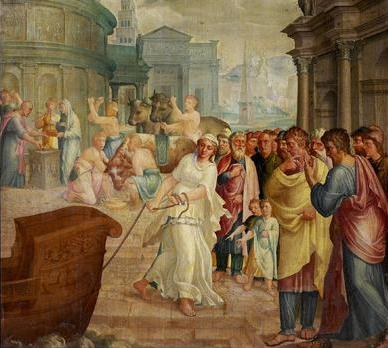
La Vestale Claudia tirant le Bateau de Cybèle, par Lambert Lombard
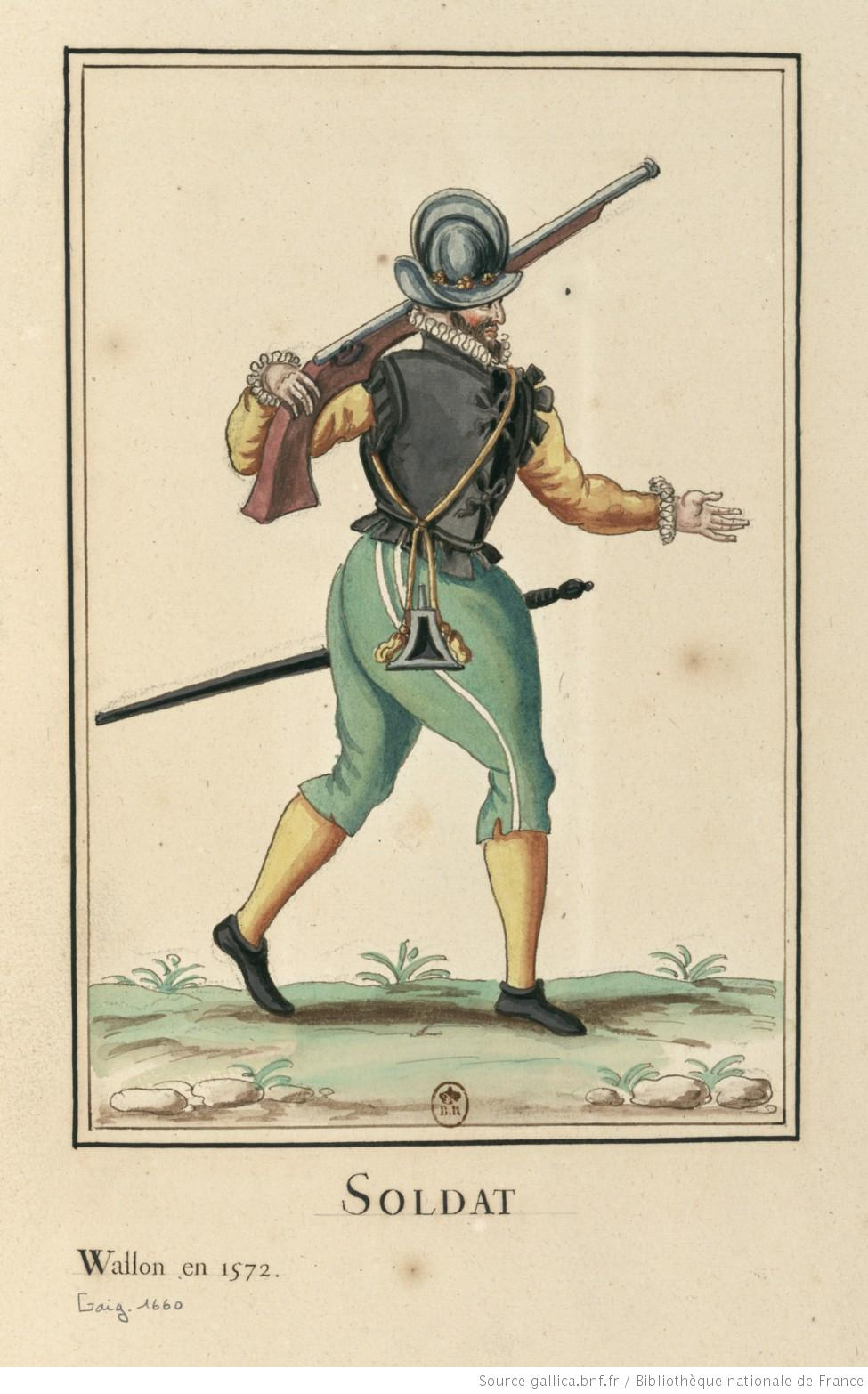
Soldat wallon en 1572
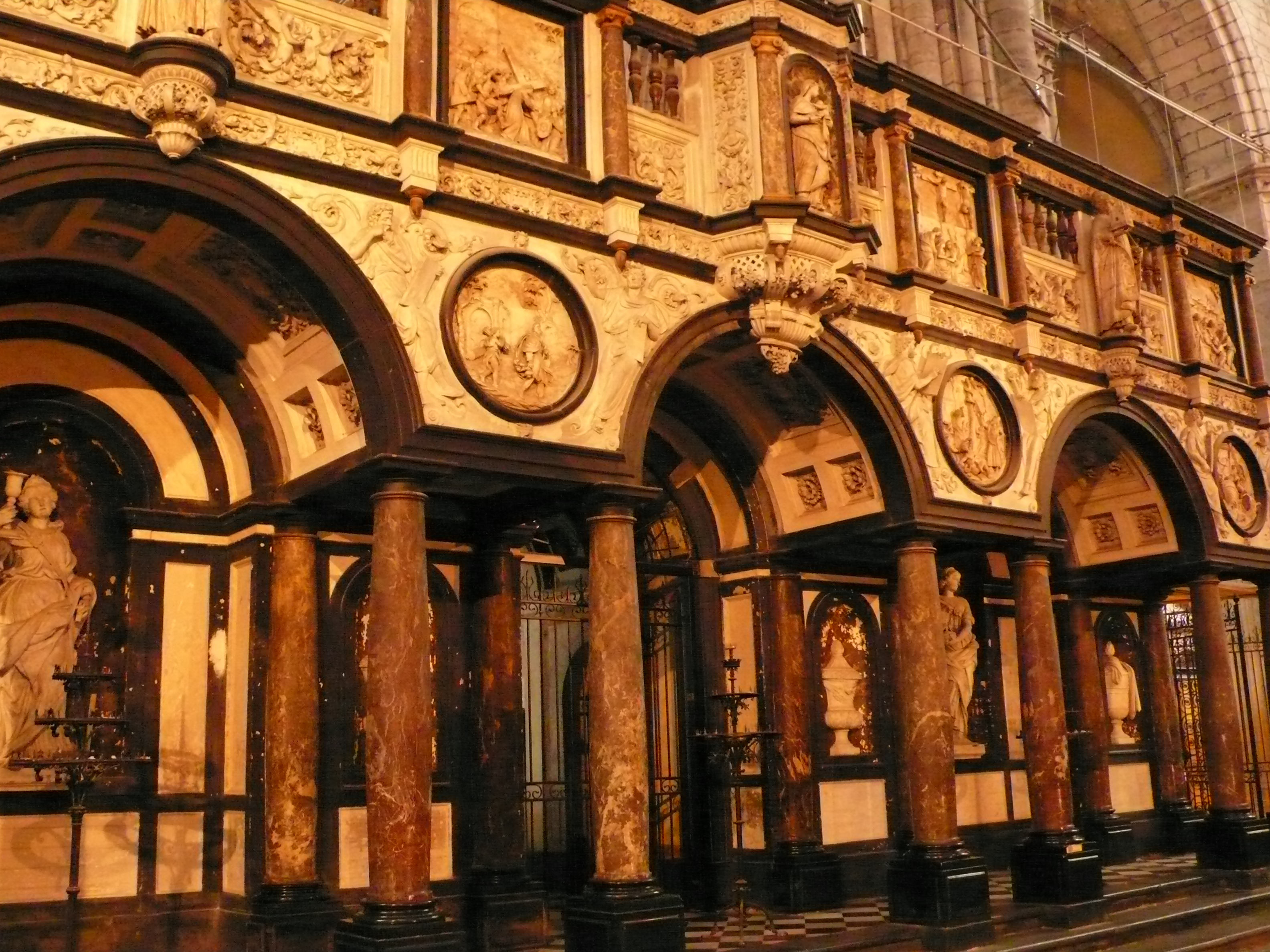
Jubé de la cathédrale de Tournai par Floris de Vriendt

## Vers l'époque moderne
En 1600, le Régiment wallon des Nouveaux Gueux au service des Provinces-Unies est créé. En 1602, le Tournaisien Isaac Le Maire est gouverneur de la Compagnie néerlandaise des Indes orientales. Son fils, le navigateur Jacques Le Maire, et le néerlandais Willem Schouten passent pour la première fois le Cap Horn le 29 janvier 1616. La même année, le Liégeois, Gilles Mibais, découvre l'Australie. En 1620, début de l'immigration des Wallons de Suède, à l'initiative de Louis de Geer. Le Château de Mariemont devient au début du XVIIe siècle la résidence préférée des archiducs Albert et Isabelle de Habsbourg, gouverneurs des Pays-Bas du Sud. En 1622, publication du premier texte daté et conservé en original de la littérature en langue wallonne le Sonèt lîdjwès â minisse du frère Hubert Ora, ou d’Heure, Mineur de Liège. Le 24 mai 1626, le Tournaisien, Pierre Minuit, achète l’île de Manhattan aux Amérindiens et fonde la ville de New York. Au XVIIe siècle, le château de Beloeil est transformé en une luxueuse maison de campagne de style français. En 1664, un vaste jardin baroque est dessiné. Dans les années 1670, le Liégeois Gérard de Lairesse, surnommé le Poussin hollandais, devient l’un des peintres les plus populaires des Provinces-Unies. En 1666, fondation de la forteresse de Charleroi.

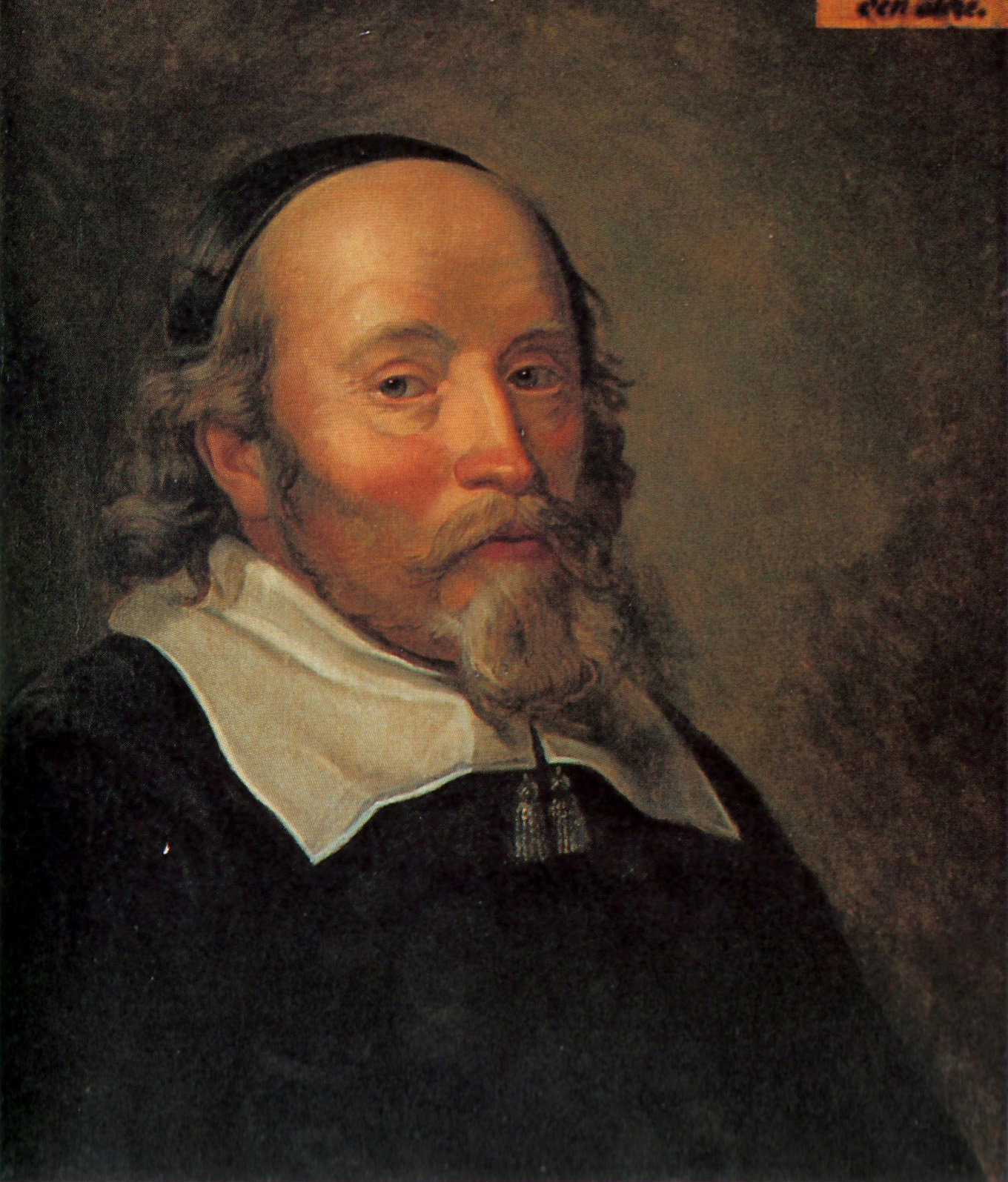
Louis de Geer est considéré comme le père de l'industrie suédoise
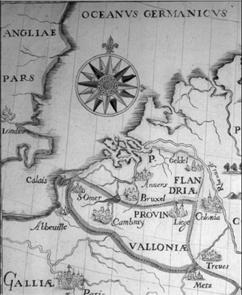
Carte de la Provincia Walloniae de l'ordre des Capucins au XVIIe siècle
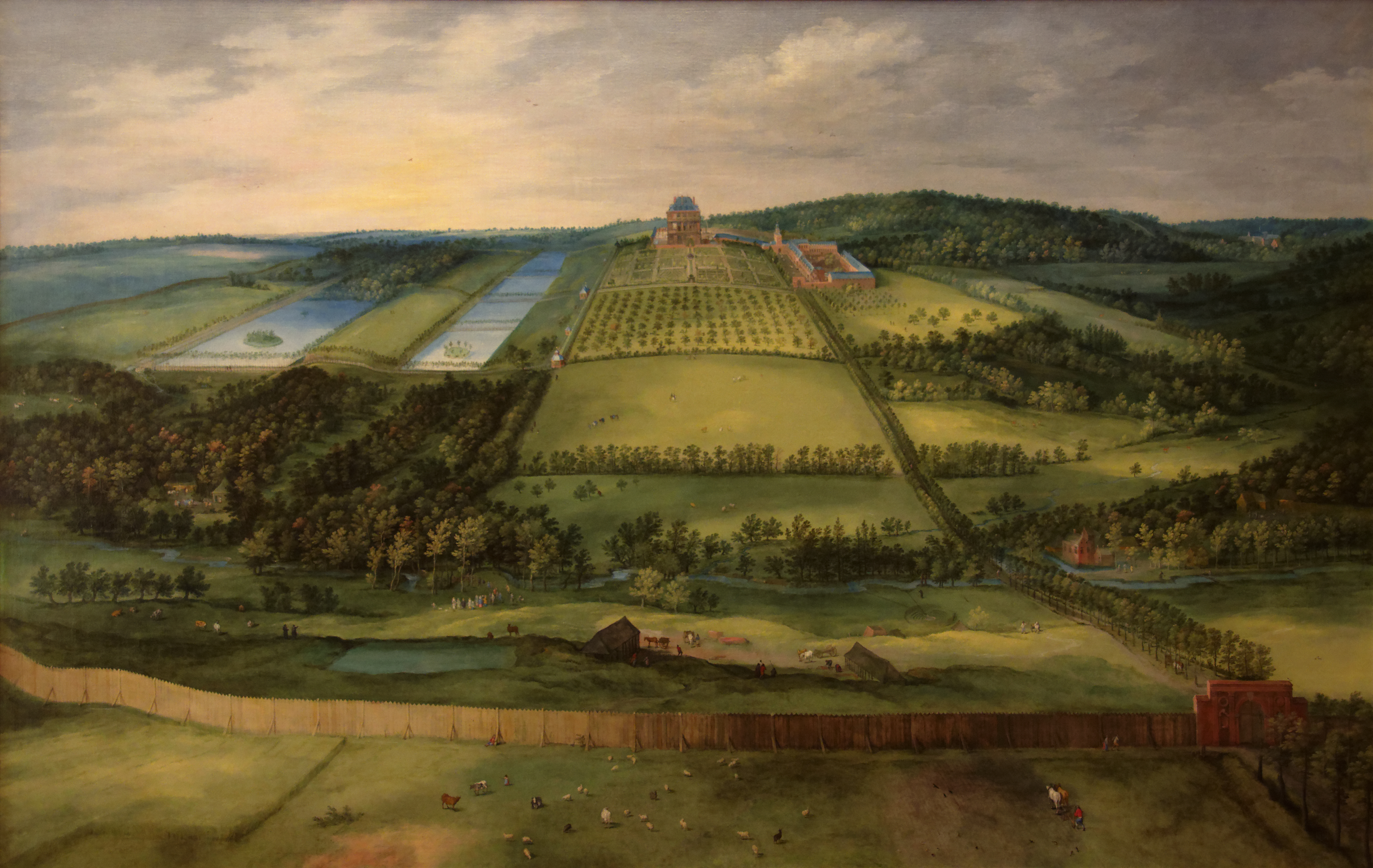
Le Château de Mariemont par Jan Brueghel l'Ancien (1612)
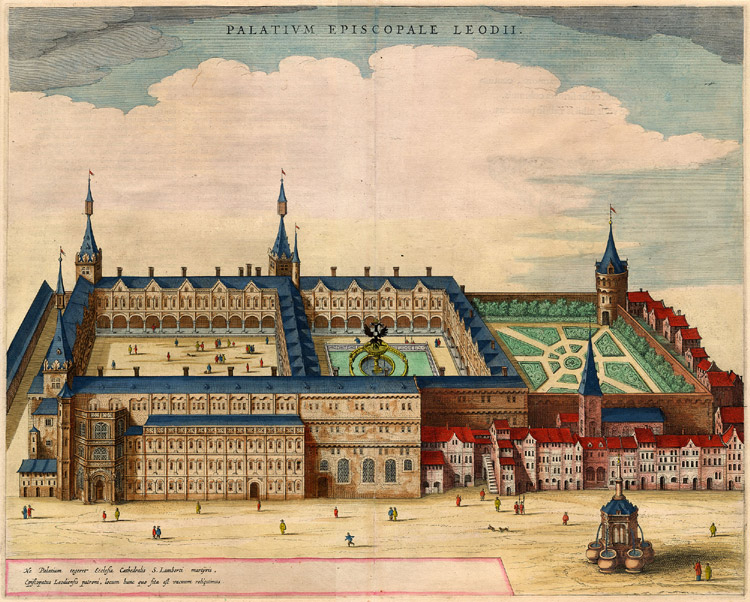
Palais épiscopal de Liège en 1649

## Le champ de bataille de l'Europe

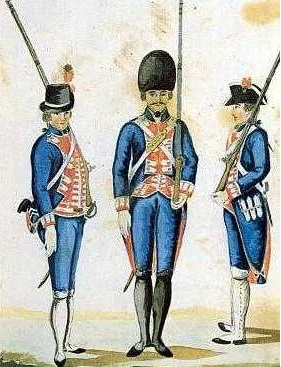
La Garde royale wallonne, unité d'élite de l'armée espagnole

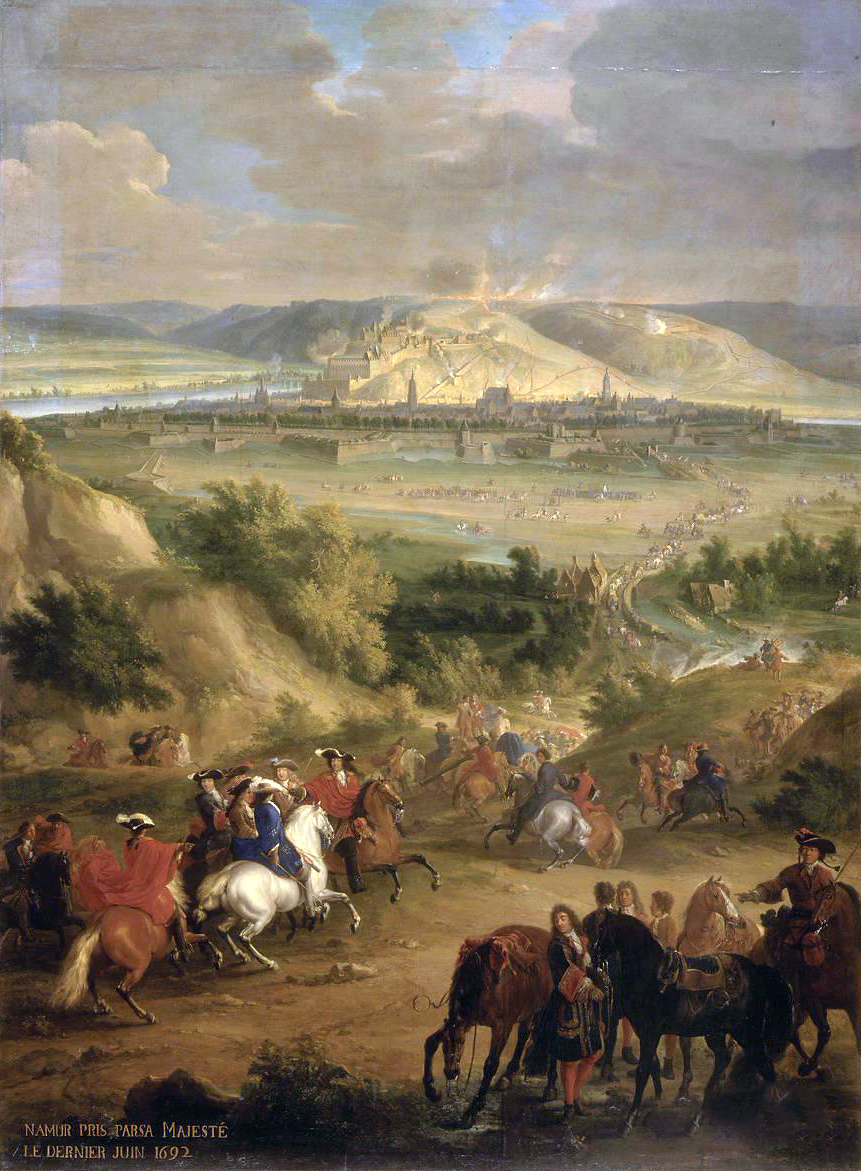
Le siège de Namur en 1692

Entre 1667 et 1748, les guerres de Louis XIV et la guerre de succession d'Autriche visent à repousser au nord les frontières de la France au détriment des territoires contrôlés par les Habsbourg. Fixation des limites contemporaines du territoire wallon. Le territoire passe sous contrôle autrichien. L'épée wallonne est une épée à lame droite et large à deux tranchants, ancêtre du sabre de cavalerie, qui était populaire dans les Pays-Bas et qui fut choisie par les français comme épée réglementaire après leur campagne dans les Pays-Bas en 1672. En 1673, la guerre entre la France et les Provinces-Unies alliées à l'Espagne et à l'Empire font des places fortes de la Meuse et de la Sambre des points stratégiques. En 1699, le Traité de Lille confirme la souveraineté française sur la ville wallonne de Givet. En 1702, création du Régiment de Gardes royales wallonnes, unité d'élite de la garde royale espagnole. Ses soldats étaient recrutés dans les comtés de Hainaut et de Namur ainsi qu'en principauté de Liège. Les régiments étrangers français royaux recrutés en Wallonie apportent une contribution significative à l'effort militaire français. Le Traité de la Barrière de 1715 autorise les Provinces-Unies à entrenir des garnisons dans les forteresses de Namur, Charleroi, Tournai. Développement du style baroque mosan dans la principauté de Liège. Les peintres Gérard Douffet, Walthère Damery, Bertholet Flémal, Jean-Guillaume Carlier et Englebert Fisen forment l'école liégeoise de peinture. Au XVIIIe siècle, Spa, est surnommée le Café de l'Europe. Les curistes, appelés plus communément « bobelins », y viennent en nombre d’Angleterre, de France, des Pays-Bas, de Prusse, d’Italie. Dès 1761, le Magistrat décide de construire le premier casino du continent européen, La Redoute.

## XIXesiècle: une puissance industrielle

### La fin de l'Ancien Régime

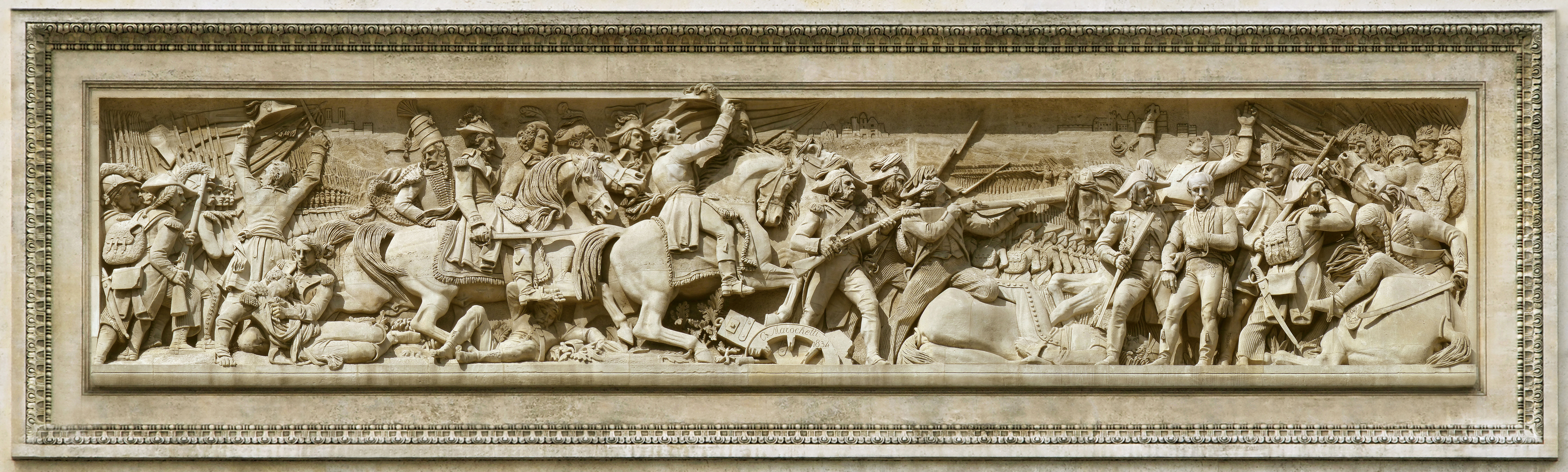
Bas-relief de la bataille de Jemappes sur l'arc de triomphe de l'Étoile, par Carlo Marochetti

À partir de 1750, l'économie connait une forte croissance. En 1770 : début de la révolution industrielle en Wallonie. Entre 1789 et 1795 : La révolution liégeoise entraîne la disparition de la principauté de Liège après 8 siècles d'existence. En 1792 : début de la conquête française. bataille de Jemmapes, bataille de Fleurus. Annexion du territoire wallon à la République française. Destruction de la cathédrale Saint-Lambert de Liège. Les entrepreneurs allemands Georges Brugmann et Jacques Engler fondent à Verviers une manufacture de drap de laine dans un ancien couvent nationalisé par la République. En 1807, William Cockerill va se fixer à Liège et monte un atelier de construction de machines à filer et à carder la laine. La ville est la première du continent à entrer dans la révolution industrielle. En 1815 : campagne de Waterloo : bataille des Quatre-Bras, bataille de Ligny. Le 18 juin 1815 : victoire des alliés lors de la bataille de Waterloo, fin du Premier Empire français. Les Marches de l'Entre-Sambre-et-Meuse évoque encore aujourd'hui les guerres napoléoniennes. En 1815, le territoire wallon est intégré au royaume uni des Pays-Bas. En 1817 : fondation de l’université de Liège par Guillaume Ier des Pays-Bas. Le théâtre royal de Liège est inauguré le 4 novembre 1820. Le projet de constitution de 1815 est adopté à la quasi-unanimité en Wallonie, tandis qu'il est rejeté dans les provinces flamandes. Lors de la révolution belge, les principaux centres orangistes seront situés dans les grandes villes industrielles wallonnes. Philippe Destatte note que Guillaume d'Orange prend un arrêté le 4 juin 1830 confirmant le maintien de l’usage de la langue française dans les provinces de Liège, du Hainaut et de Namur et dans l’arrondissement de Nivelles pour toutes les affaires tant administratives et financières que judiciaires et insiste sur le fait que « L'espace wallon est ainsi bien identifié en droit public même si la frontière de la partie wallonne du grand-duché de Luxembourg ne sera délimitée qu'en application du traité du 19 avril 1839. »

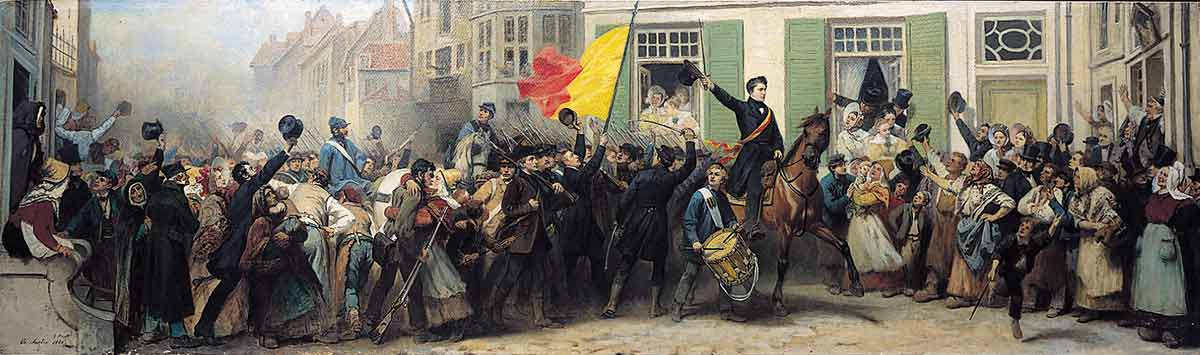
Arrivée à Bruxelles des volontaires de Liège, menés par Charles Rogier, le 7 septembre 1830, sous les couleurs du drapeau historique de la principauté de Liège

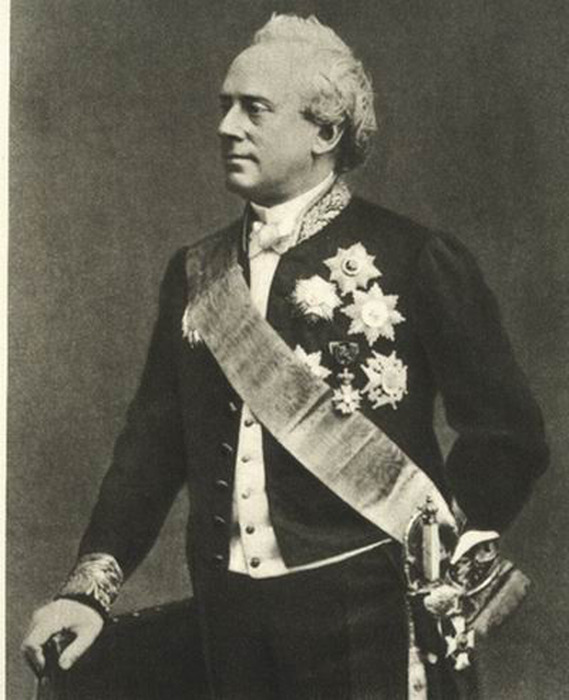
Walthère Frère-Orban vers 1860. Le 11 juin 1884, la victoire totale du Parti catholique sur les libéraux de Walthère Frère-Orban décale le centre de gravité politique du pays du Sud vers le Nord.

### Le miracle économique wallon
Entre 1810 et 1880, la Wallonie est la deuxième puissance industrielle au monde, derrière le Royaume-Uni. Création de grandes sociétés familiales qui finiront par fusionner au sein de Cockerill-Sambre. En 1821, les Cockerill construisent à Seraing le premier haut-fourneau à coke de la province de Liège. Entre 1825 et 1845, 565 établissements industriels nouveaux sont créés dans la province de Liège. Entre 1822 et 1829, la production de charbon dans le Borinage va plus que doubler, passant de 602 000 à 1,26 million de tonnes, ce qui représente plus que la production totale de la France et de l'Allemagne à l'époque. À la même époque, la ville de Charleroi et les localités voisines tirent parti de très importants gisements de charbon et constituent la région produisant le plus de richesse en Belgique. Grandes consommatrices d'énergie, les verreries ont contribué au développement de l'extraction charbonnière. Plus d’une centaine de verreries différentes, initiées par des verriers allemands, cohabitent en l'espace d'un siècle dans le périmètre limité de Lodelinsart, Gilly, Dampremy, Charleroi, Jumet et Roux. En 1826, fondation des Cristalleries du Val-Saint-Lambert. De 1825 à 1829, la Sambre est canalisée. Le canal Charleroi Bruxelles est inauguré en 1832. À la fin de la première phase de la révolution industrielle, les capitaines de l'industrie wallonne vont devoir prendre d'énormes risques financiers pour permettre la forte augmentation de leur production, ce qui va permettre aux milieux bancaires bruxellois d'acquérir une participation financière très importante dans les entreprises wallonnes et accroitre la dépendance financière de la région. En 1850, Walthère Frère-Orban fonde la Banque nationale de Belgique et on assiste au début de l'immigration des Wallons du Wisconsin. En 1863, Ernest Solvay dépose un brevet pour le Procédé Solvay de production de carbonate de sodium et créé une première usine près de Charleroi. En 1900, 95 % de la production mondiale de soude provient du « procédé Solvay ». Entre 1888 et 1917, construction des ascenseurs à bateaux du Canal du Centre. L'industrialisation s'accompagne de conflits sociaux violents. L'insurrection wallonne du 18 au 29 mars 1886 qui frappe les bassins industriels de Liège et de Charleroi, constitue la plus importante grève ayant touché la Wallonie. La grève générale de 1893 organisée à Liège, Charleroi, le Centre, le Borinage et Verviers, est la première grève générale du continent européen et la première à obtenir gain de cause. Entre 1893 et 1961, une série de grèves générales secoue le bassin industriel wallon,.

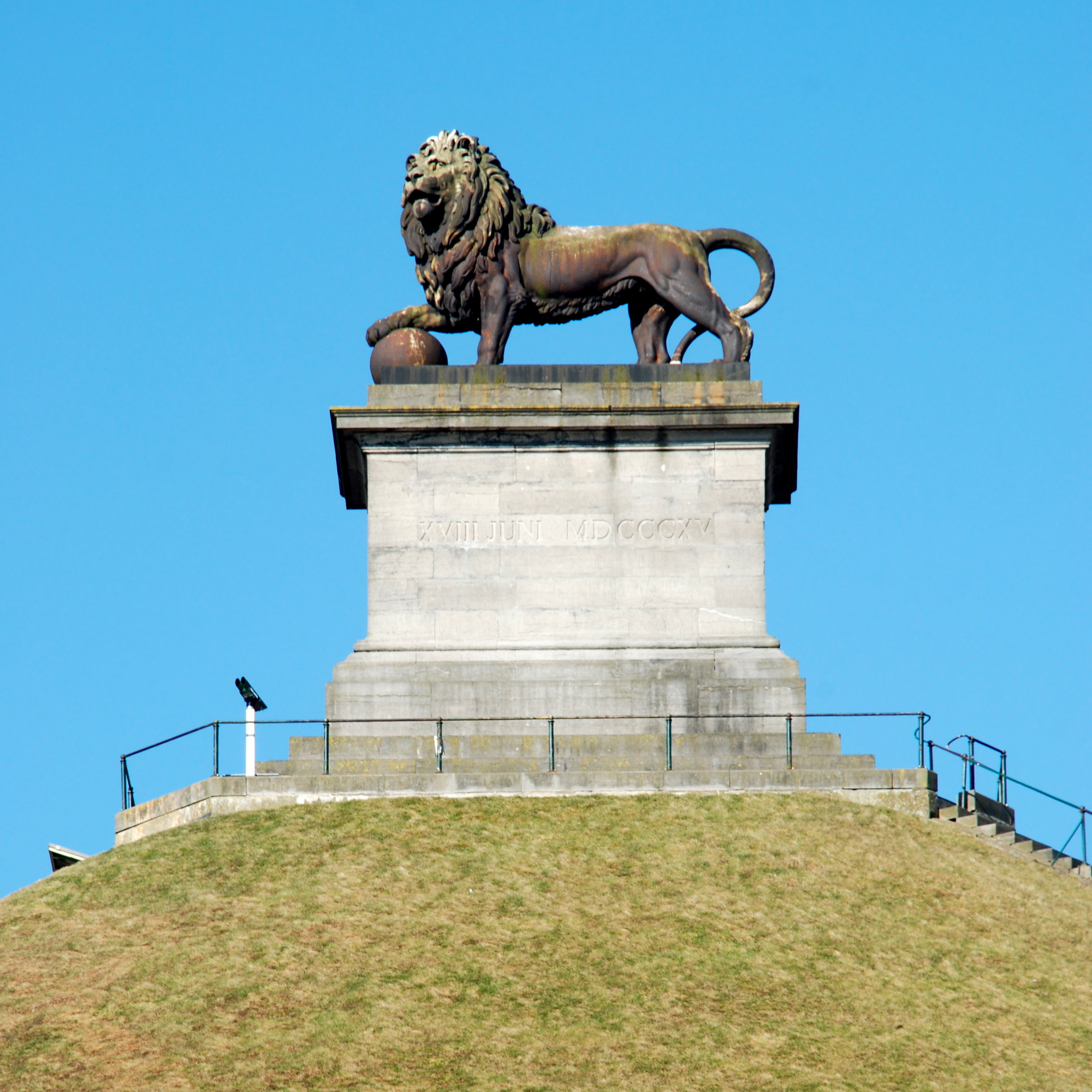
Un Lion belgique en bronze surmontant un imposant tertre de terre est édifié sur le site de la bataille de Waterloo
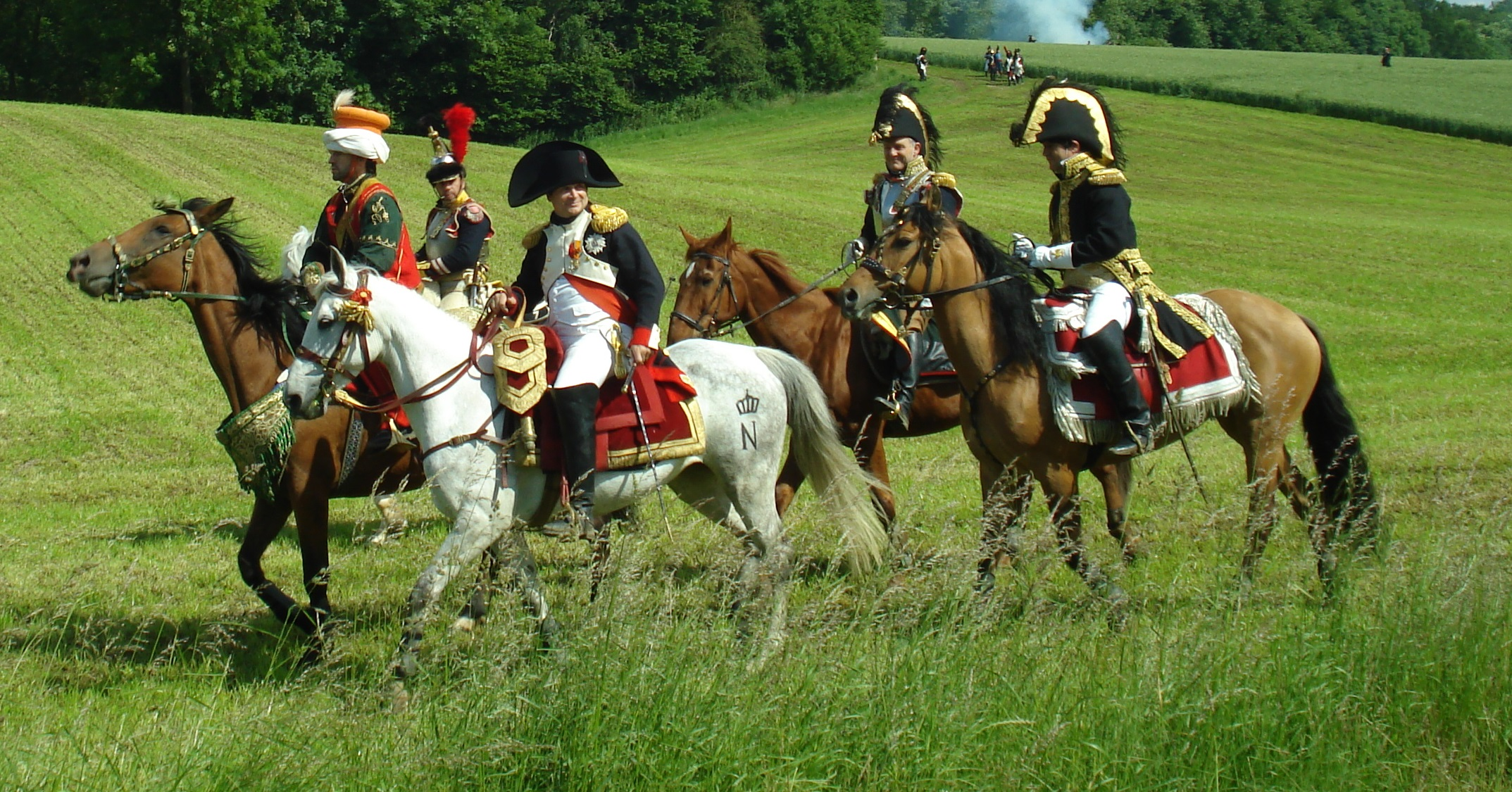
Reconstitution de la bataille de Waterloo
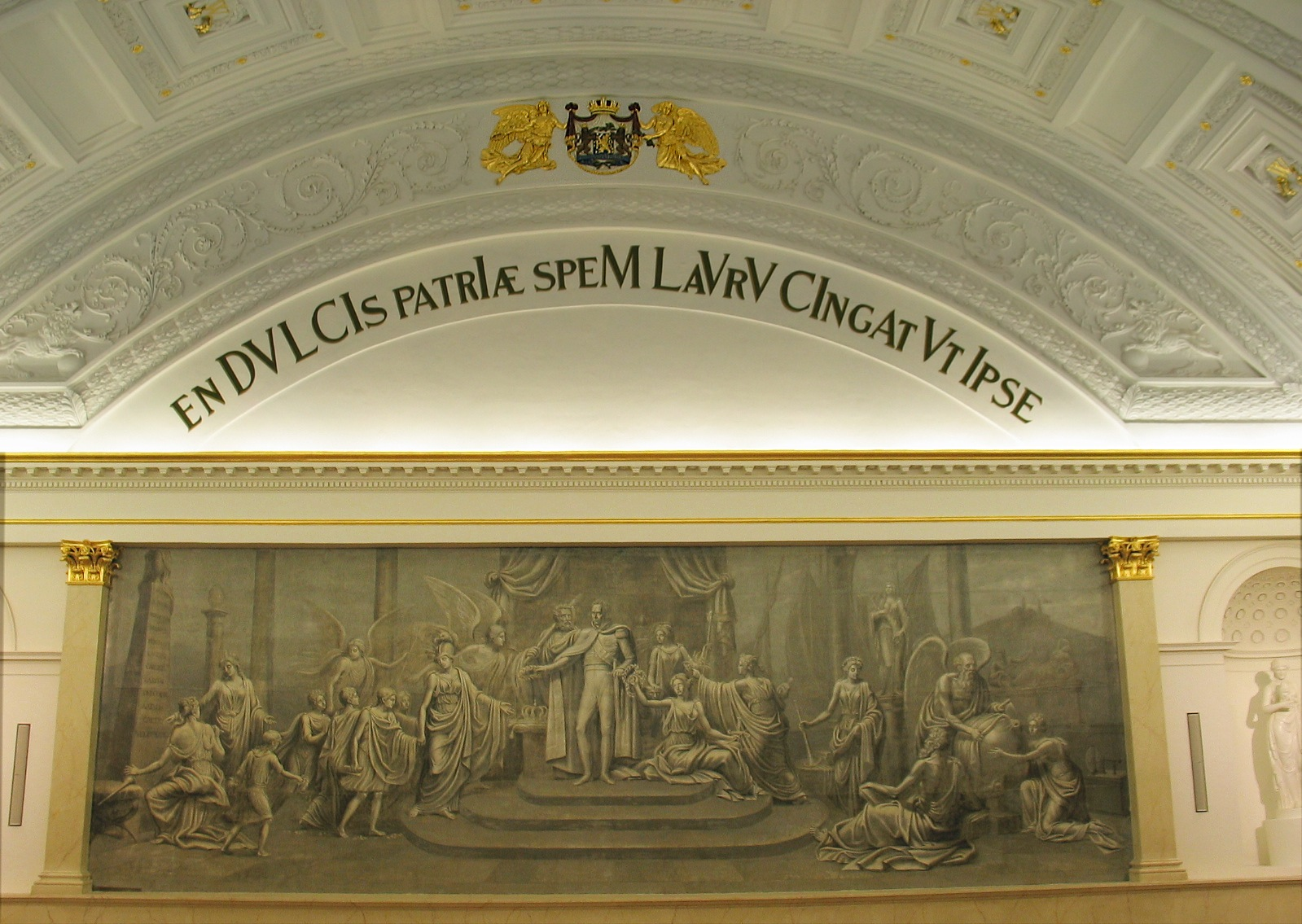
La salle académique de l'université de Liège est édifiée en 1824
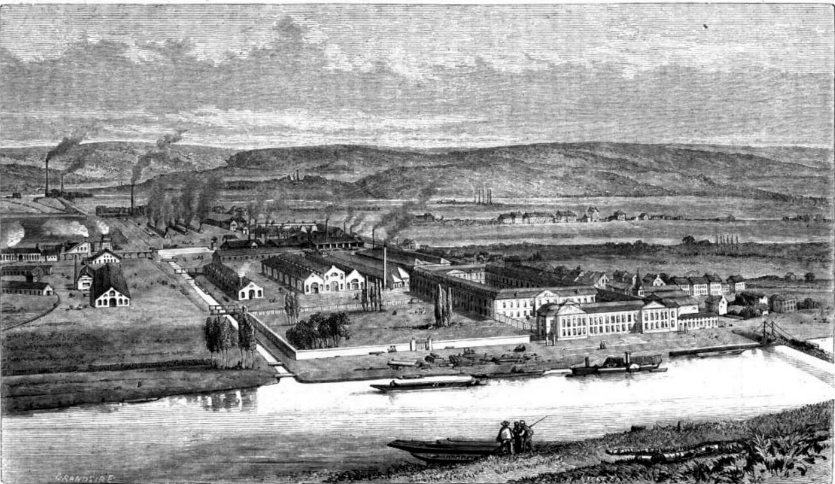
Vue des établissements de John Cockerill à Seraing en 1865. L'entreprise constitue l'usine la plus importante du monde au XIXe siècle
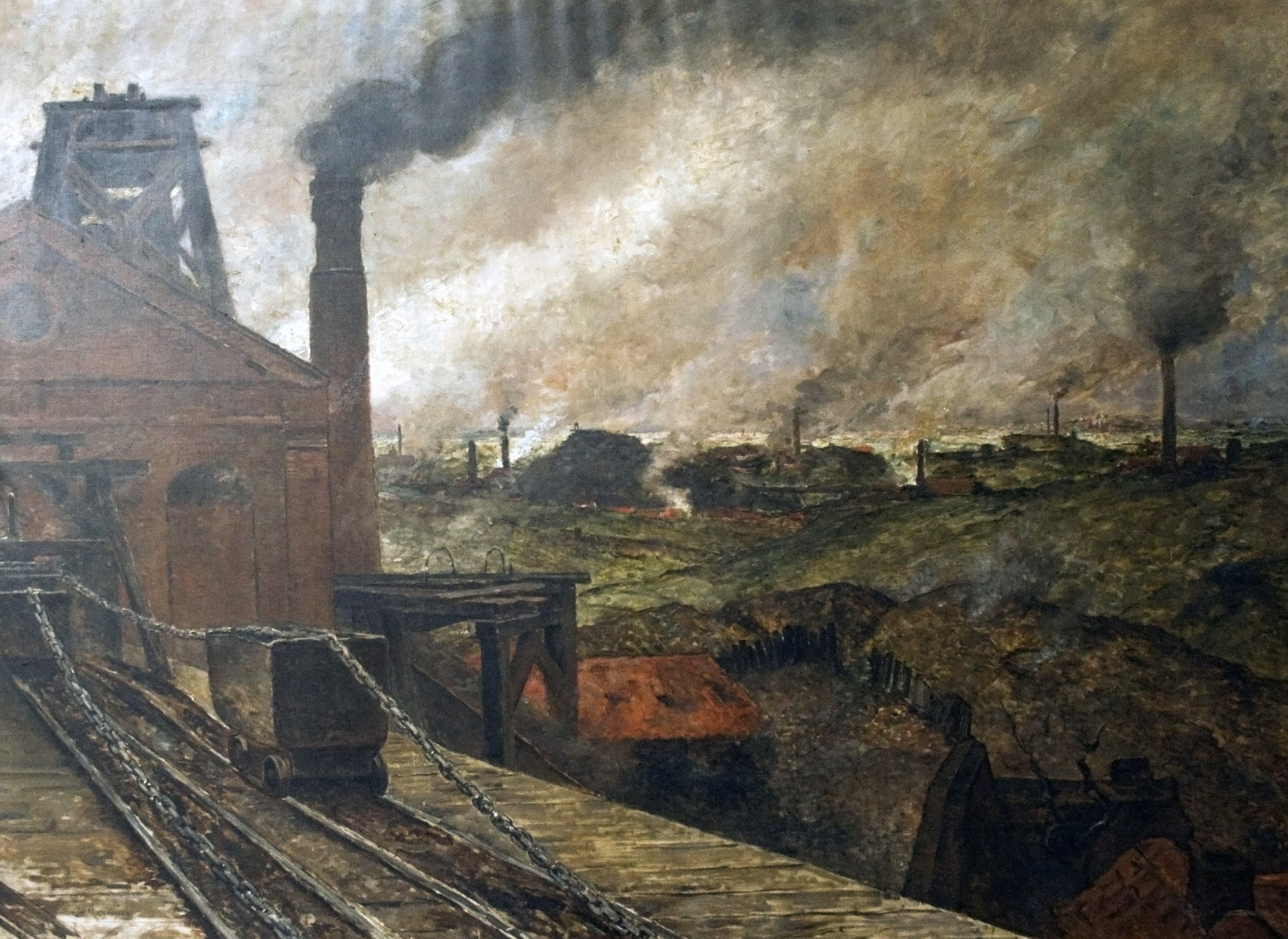
Vue du Borinage

### Renouveau culturel et revendications politiques
En 1846, le dinantais Adolphe Sax invente le saxophone. La Société de langue et de littérature wallonnes, est fondée à Liège le 27 décembre 1856, pour promouvoir la littérature des langues régionales de la Belgique romane et la philologie et linguistique belgo-romanes. Fonctionnant comme une académie, elle compte quarante membres titulaires des écrivains, des dramaturges, des linguistes. La littérature wallonne connaît son « âge d'or », à la fin du XIXe siècle. Cette période voit l'efflorescence d’œuvres littéraires, de pièces de théâtre et d’œuvres poétiques, ainsi que de périodiques.
| Périodes et Gouvernements                             | Ministres flamands | Ministres bruxellois | Ministres wallons |
| A. Beernaert : 26 octobre 1884/ 17 mars 1894          | 60 %               | 14 %                 | 26 %              |
| J. de Burlet : 26 mars 1894/ 25 juin 25 1896          | 75 %               | 9 %                  | 16 %              |
| P. de Smet de Naeye : 26 juin 1896/ 23 janvier 1899   | 87 %               | -                    | 13 %              |
| J. Vandenpeereboom : 24 janvier 1899/ 31 juillet 1899 | 84 %               | -                    | 16 %              |
| Paul de Smet de Naeyer : 5 août, 1899/ 12 avril 1907  | 76 %               | -                    | 24 %              |
| J. de Trooz : 1er mai 1907/ 31 décembre 1907          | 67 %               | 11 %                 | 22 %              |
| F. Schollaert : 9 janvier 1908/ 8 juin 1911           | 57 %               | 22 %                 | 21 %              |
| Ch. de Broqueville : 18 juin 1911/4 août 4 1914       | 42 %               | 22 %                 | 36 %              |

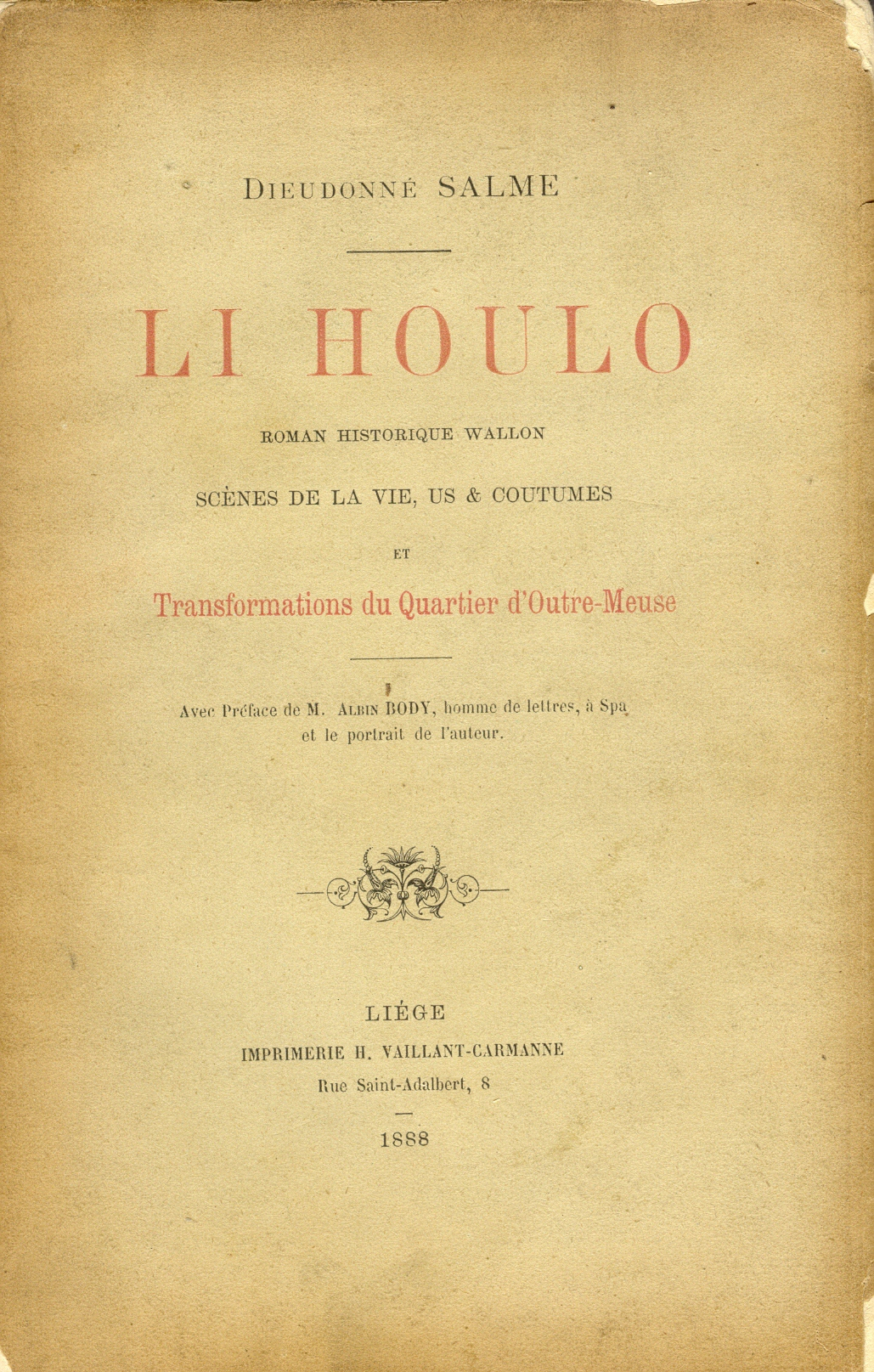
Li Houlo, est le premier roman écrit en wallon, publié en 1888.

En 1880, fondation du Mouvement de défense wallonne et francophone, en réaction aux premières lois linguistiques des années 1870. Par la suite, il prendra le caractère d'un mouvement revendiquant l'existence d'une Wallonie et d'une identité wallonne. Les élections législatives tenues le 11 juin 1884 et la victoire totale du Parti catholique sur les libéraux de Walthère Frère-Orban ouvrent la voie à trente ans de domination par ce parti, dont le pouvoir principal était en Flandre et décalent le centre de gravité politique du pays du Sud vers le Nord.
Avec la loi Coremans-De Vriendt, appelée « loi d'Égalité » (« Gelijkheidswet » en néerlandais), du 18 avril 1898, le rapport politique entre le wallon et le mouvement wallon va changer. Avant la loi d'Égalité, cette expression même d’égalité des langues n'était pas acceptée par les militants wallons qui considéraient le flamand, à l'instar du wallon, comme un idiome. Avec la reconnaissance du néerlandais, la volonté de défendre le wallon commence à naître au sein du mouvement wallon et c'est ainsi que la Ligue wallonne de Liège commence à publier, dans L’Âme wallonne, de nombreux articles en wallon. Son usage était jusqu'alors resté cantonné aux publications des associations culturelles et folkloriques. La New York Public Library détient une importante collection d'œuvres littéraires en wallon, la plus importante hors de la Belgique. Sur près de mille œuvres, vingt-six ont été publiées avant 1880. Ce chiffre augmente pour atteindre un pic de soixante-neuf en 1903.

## XXesiècle: le mouvement wallon

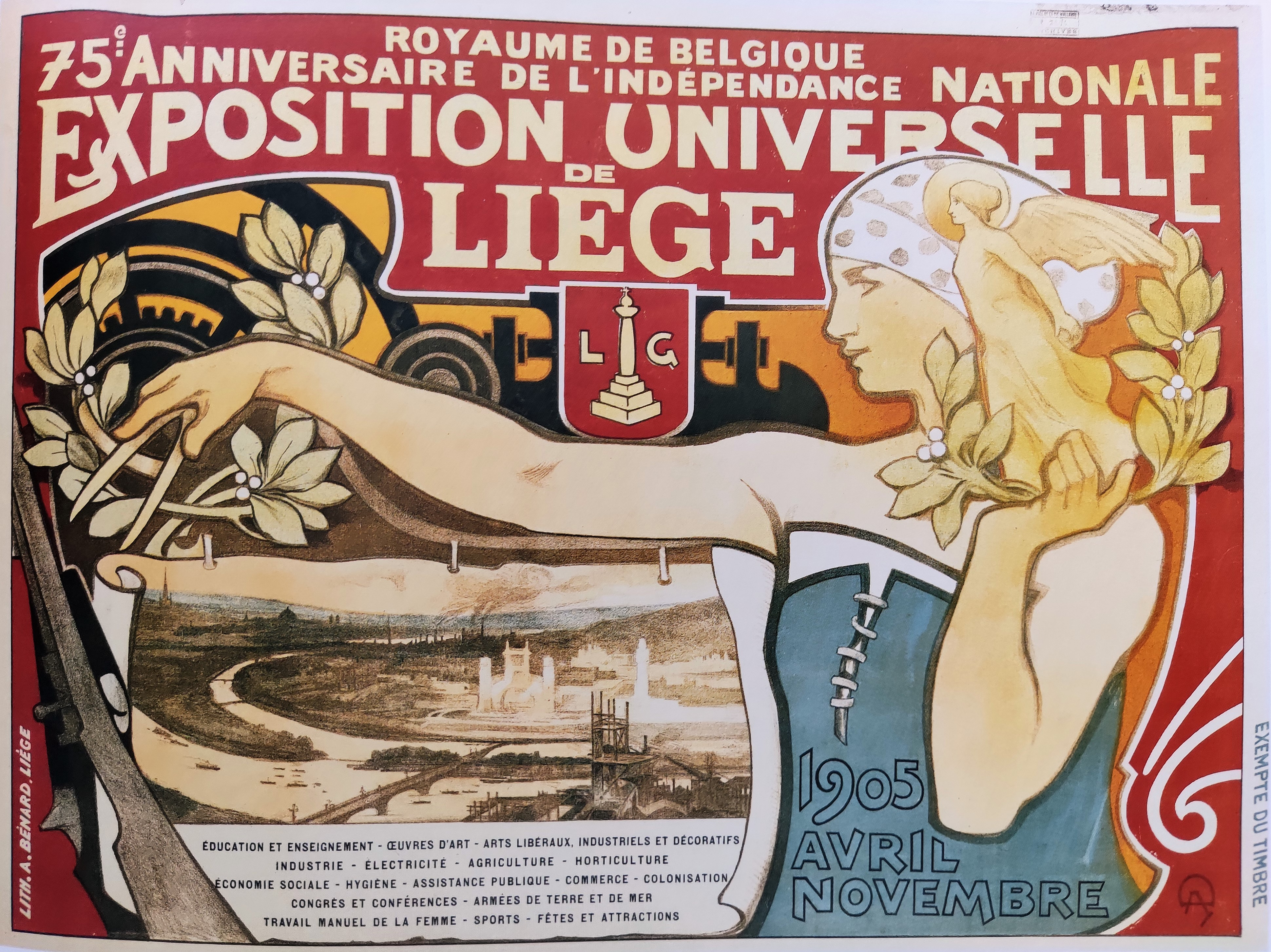
Affiche officielle de l'Exposition universelle de Liège en 1905

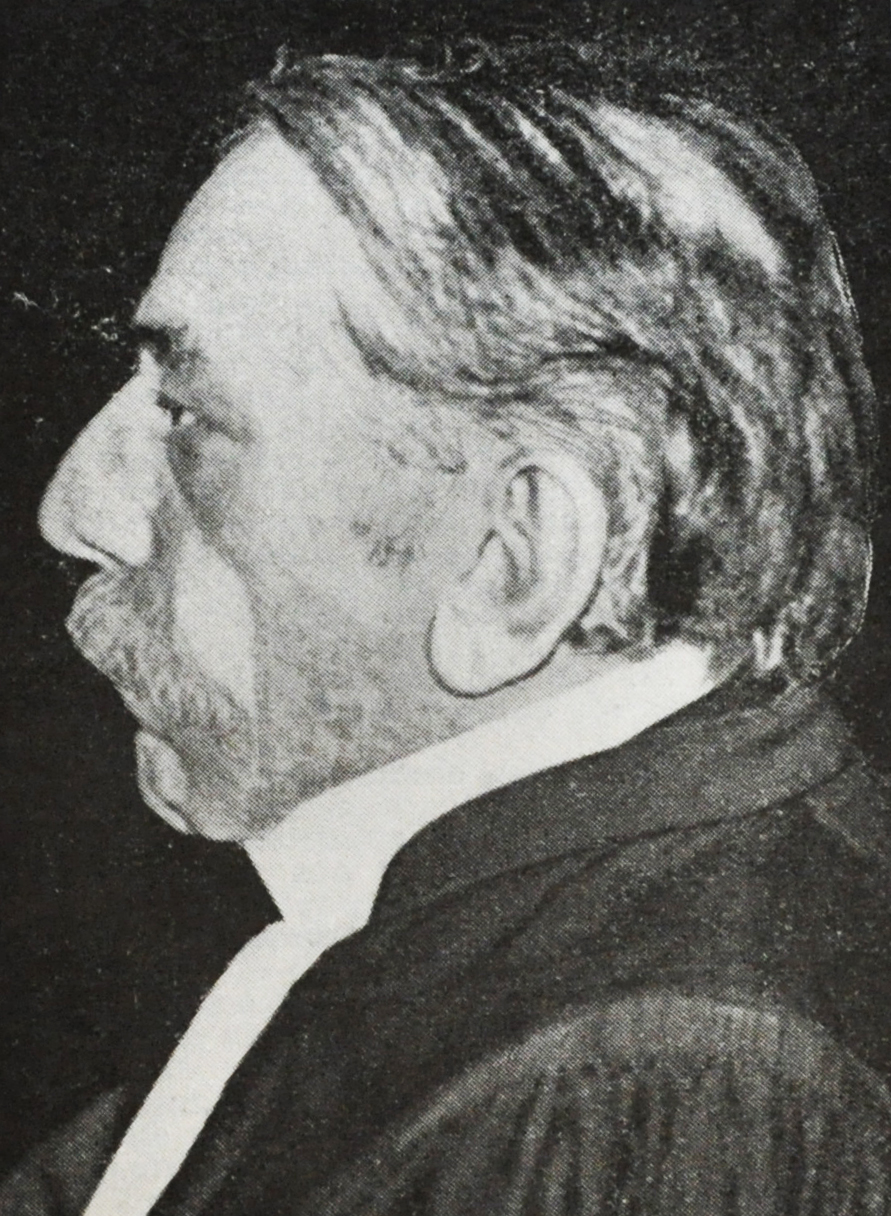
Jules Destrée. Photo parue dans Le Patriote illustré du 12 janvier 1936.

Impéria, l’une des marques les plus prestigieuses de l’histoire de l’automobile belge, est créée en 1904 par Adrien Piedbœuf. En 1905 : l'Exposition universelle de Liège accueille une quarantaine de nations avec pour objectif de montrer la puissance économique de l'industrieuse Wallonie. Le cinquième congrès wallon, le premier réellement important, qui se déroule à Liège en 1905 à l'occasion de l'Exposition universelle, est une nouvelle étape dans le mouvement wallon. C'est à partir de cette date que les idées autonomistes et séparatistes murissent. En 1911, l'Exposition de Charleroi célèbre les réalisations économiques, industrielles et culturelles de la région wallonne. Le congrès de 1912 est l'occasion de revendiquer la séparation administrative et l'existence d'une Wallonie. Et c'est durant ce congrès de 1912 que le nationalisme wallon naît réellement : une Assemblée wallonne est constituée comme parlement wallon officieux. Le socialiste Jules Destrée écrit sa Lettre au Roi sur la séparation de la Wallonie et de la Flandre et met en avant le combat culturel : les Wallons, minoritaires en Belgique, ont été soumis dans un premier temps aux élites francophones, puis dans un deuxième temps aux élites néerlandophones. Le Président du POB, Emile Vandervelde, déclare "Les populations wallonnes sont lasses de se voir écrasées par une majorité artificielle formée par la partie flamande du pays". En 1913 : Le Congrès wallon adopte le drapeau wallon, sur base d'une aquarelle de Pierre Paulus de Chatelet.

### Première Guerre mondiale

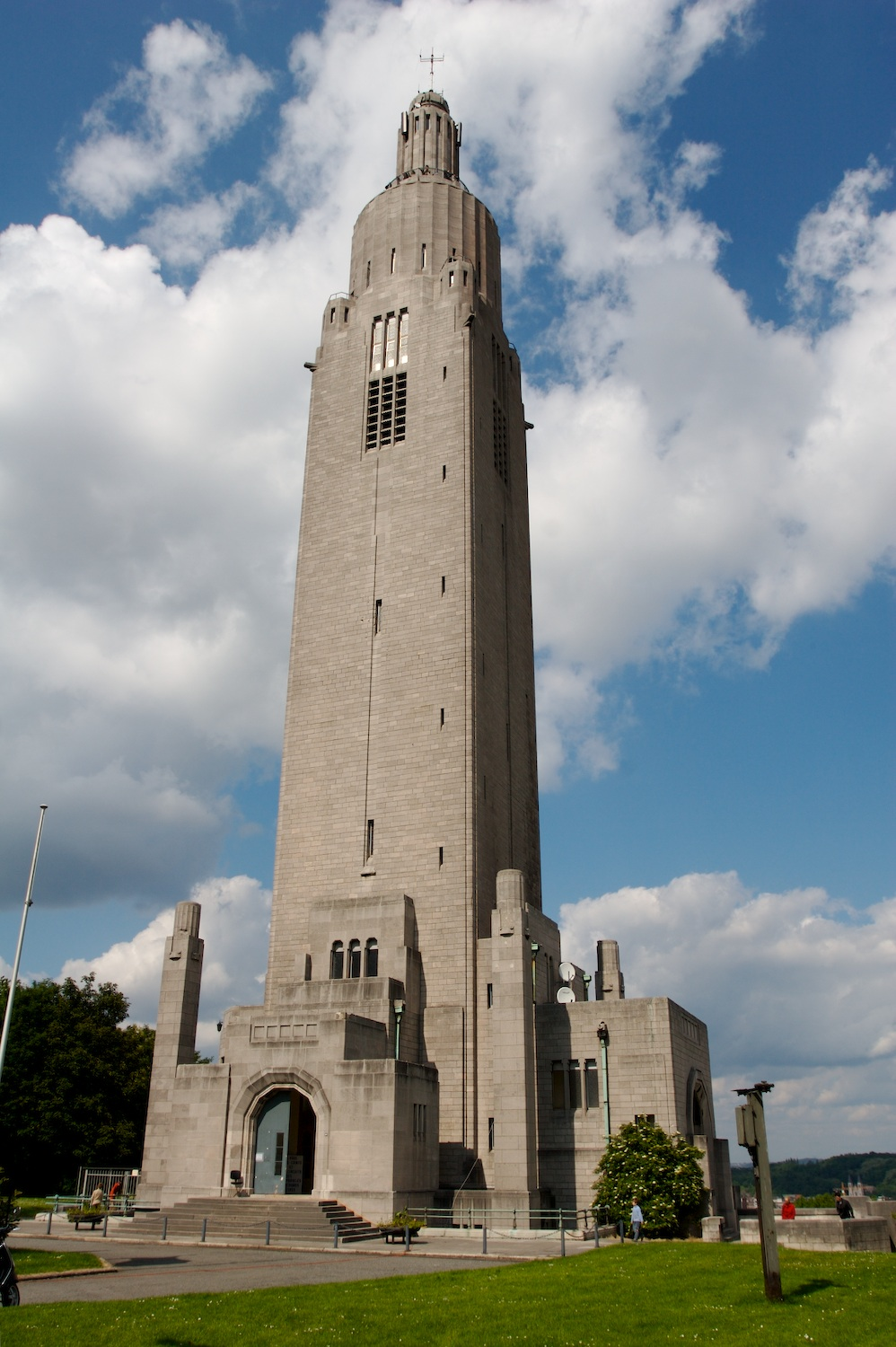
Tour du Mémorial Interallié à Liège.

Entre 1914 et 1918 : Première Guerre mondiale. La première phase du conflit se déroule sur le territoire wallon : bataille de Liège, bataille de Dinant, bataille de Charleroi, bataille de Mons. La population wallonne subit de multiples exactions à la suite de l'invasion. Vingt mille maisons furent également détruites, notamment 600 à Visé et 1 100 à Dinant en Wallonie, la région placée dans l'axe principal de l'invasion et qui subit le plus ces atrocités. Durant l'occupation, l’industrie métallurgique wallonne est presque entièrement détruite ou démantelée par l’occupant qui se livre à des pillages systématiques. À Paris, dès 1914, on débaptise le café viennois pour le renommer café liégeois. Les premier et dernier soldats du Commonwealth morts au combat sont tombés à Mons et reposent au Cimetière militaire germano-britannique de Saint-Symphorien, respectivement John Parr et George Lawrence Price. La tombe du premier récipiendaire de la Croix de fer donnée au cours de la Première Guerre mondiale est également située dans le cimetière. Guillaume II abdique le 9 novembre 1918 au château de la Fraineuse, à Spa.

### L'entre-deux-guerres
Liège, en tant que première ville à s'être opposée efficacement aux envahisseurs en 1914, est choisie en 1925 comme lieu d'édification d'un Mémorial Interallié. Après la Première Guerre mondiale, les écoles publiques vont imposer une éducation en langue française à tous les enfants, ce qui induit un dénigrement du wallon. En 1930, toute première apparition du commissaire Maigret dans l'œuvre de Georges Simenon qui selon l'Index Translationum de l'UNESCO de 2013, est le troisième auteur de langue française le plus traduit dans le monde après Jules Verne et Alexandre Dumas. En 1931, le compositeur, Eugène Ysaÿe, réalise en wallon l'opéra, Pire li Houyeu (Pierre le mineur), œuvre qui rend hommage aux conditions de vie des mineurs de la fin du XIXe siècle. René Magritte peint La Trahison des images en 1928 et réalise en 1936 sa première exposition à New York. Le 21 avril 1938, Le Journal de Spirou est fondé à Marcinelle par l'éditeur Jean Dupuis. En 1939, la Locomotive Type 12 modèle « Atlantic » Cockerill, la plus rapide de son temps, est construite par Cockerill.

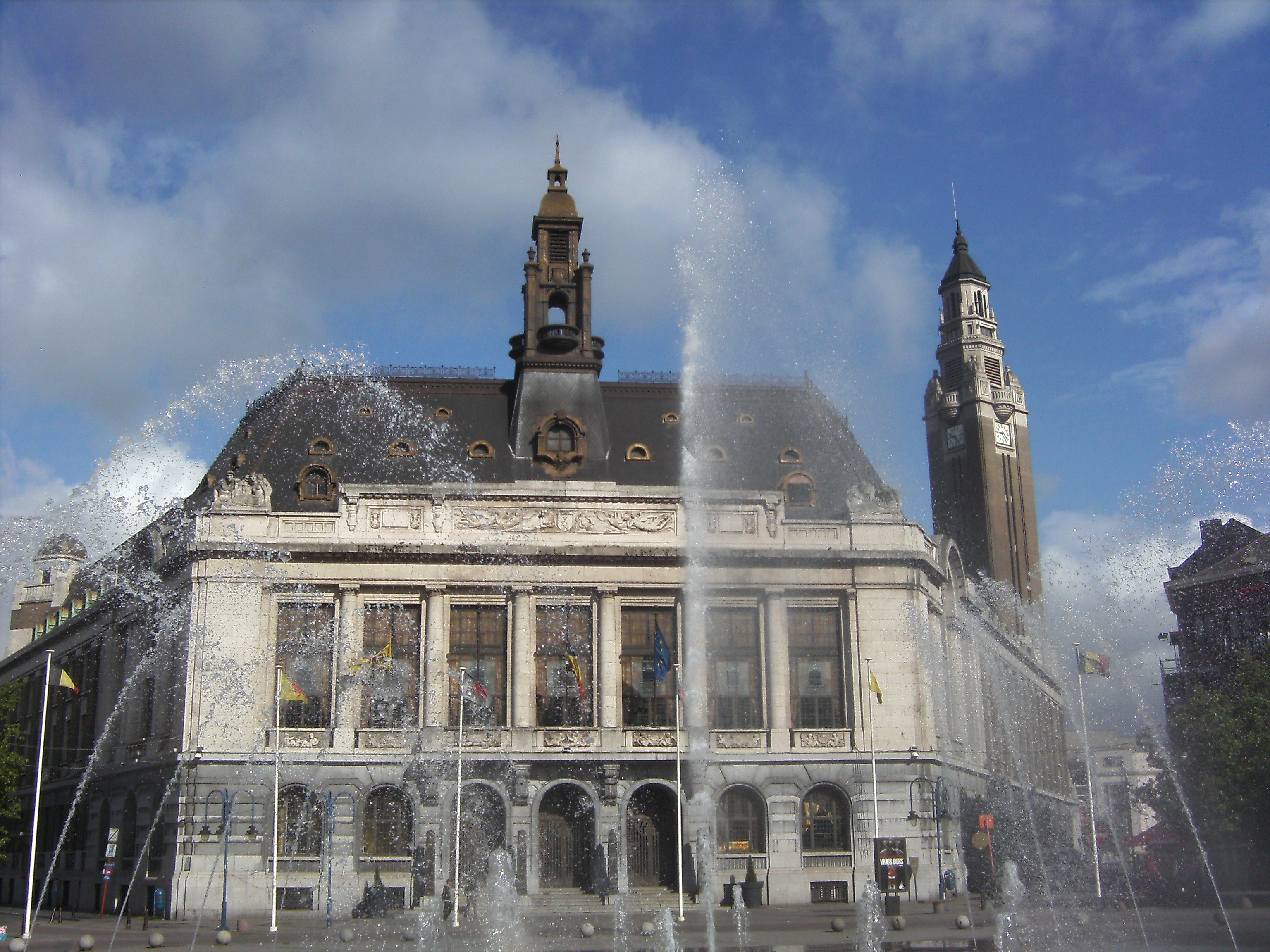
Le monumental Hôtel de ville de Charleroi, mêlant Classicisme et Art déco, est inauguré en 1936
Première couverture du célèbre Journal de Spirou, paru en 1938 sous la direction du dessinateur Jijé
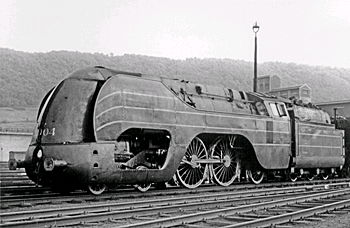
La Locomotive Type 12 modèle « Atlantic » Cockerill, est la plus rapide de son époque
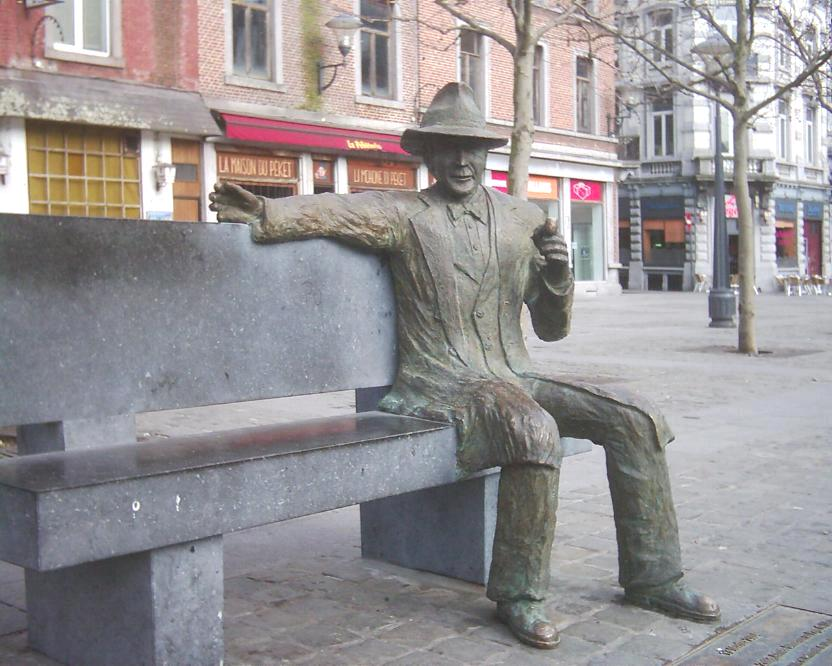
La statue de Georges Simenon à Liège

### Seconde Guerre mondiale
Le 10 mai 1940 déclenchement de la Seconde Guerre mondiale. Campagne des chasseurs ardennais qui reçoivent de Erwin Rommel le surnom de Loups Verts. À Martelange et à Bodange, le commandant Bricart et quelques centaines d'hommes retardent 3 000 Allemands. Bataille de Gembloux, bataille de Flavion, bataille de Charleroi. La ville historique de Nivelles est bombardée par l'aviation allemande le 14 mai 1940. La ville est totalement détruite. On parvient à préserver la collégiale. Tournai est bombardée et incendiée par l'aviation allemande les 16 et 17 mai 1940 ce qu’Yvan Gahide qualifie de « Bombardements terroristes de la Luftwaffe ». On compte 109 victimes. La ville et ses monuments sont détruits. La cathédrale est sauvée in extremis. L’objectif est de terroriser la population et les milliers d’évacués pour les envoyer sur les routes et paralyser l'action des troupes belge et anglaise. Lors de la bataille de la Lys, les 1er et le 3e régiments de la 1re DI de chasseurs ardennais contiennent les régiments allemands et contre-attaquent à plusieurs reprises à Vinkt, rendant impossible la percée du front. Au cours de l'occupation, de nombreux militants wallons se distinguent dans la Résistance. Ceux-ci créent diverses organisations clandestines. C'est le cas de Wallonie libre – appellation calquée sur celle de la France libre du général de Gaulle. Lors de la libération du pays en 1944, les troupes alliées doivent faire face à une violente contre-attaque allemande lors de la bataille des Ardennes, pendant l'hiver 1944-1945. Les pertes américaines sont supérieures à celles du débarquement de Normandie. En guise de reconnaissance, les Belges ont érigé à Bastogne un monument commémoratif sur la colline de la ville appelée Mardasson.

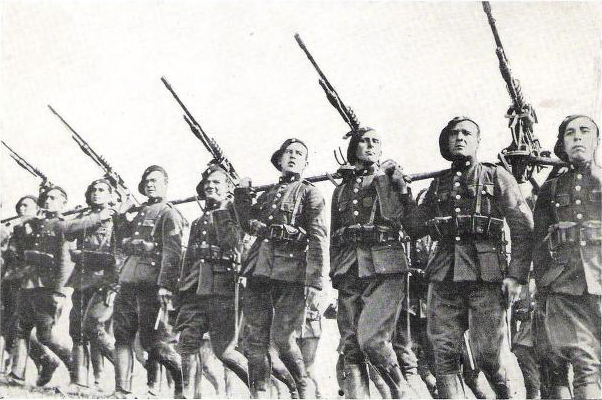
Les chasseurs ardennais en 1940
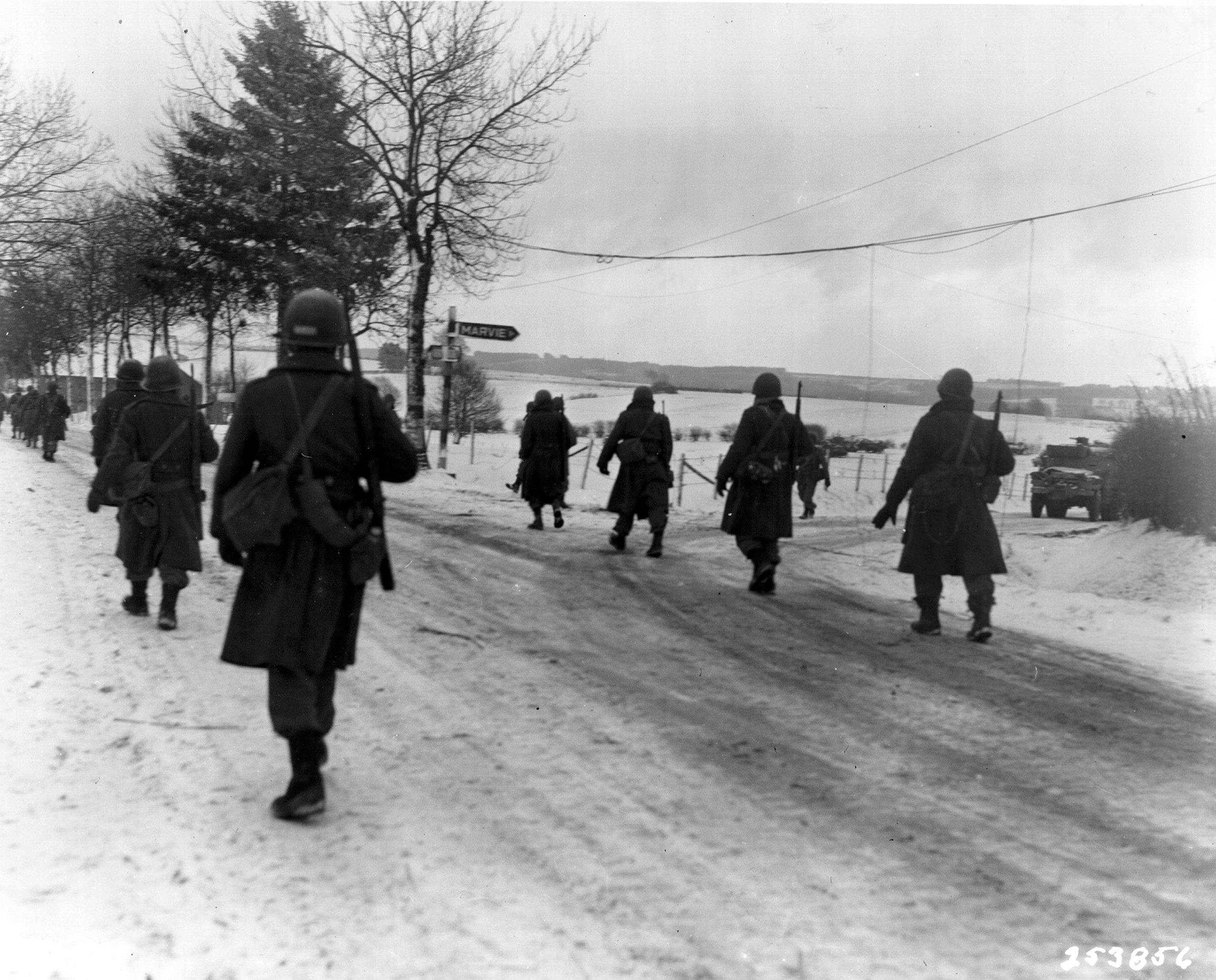
Le 31 décembre 1944, la 101e division aéroportée américaine quitte Bastogne après 10 jours de siège pendant la bataille des Ardennes
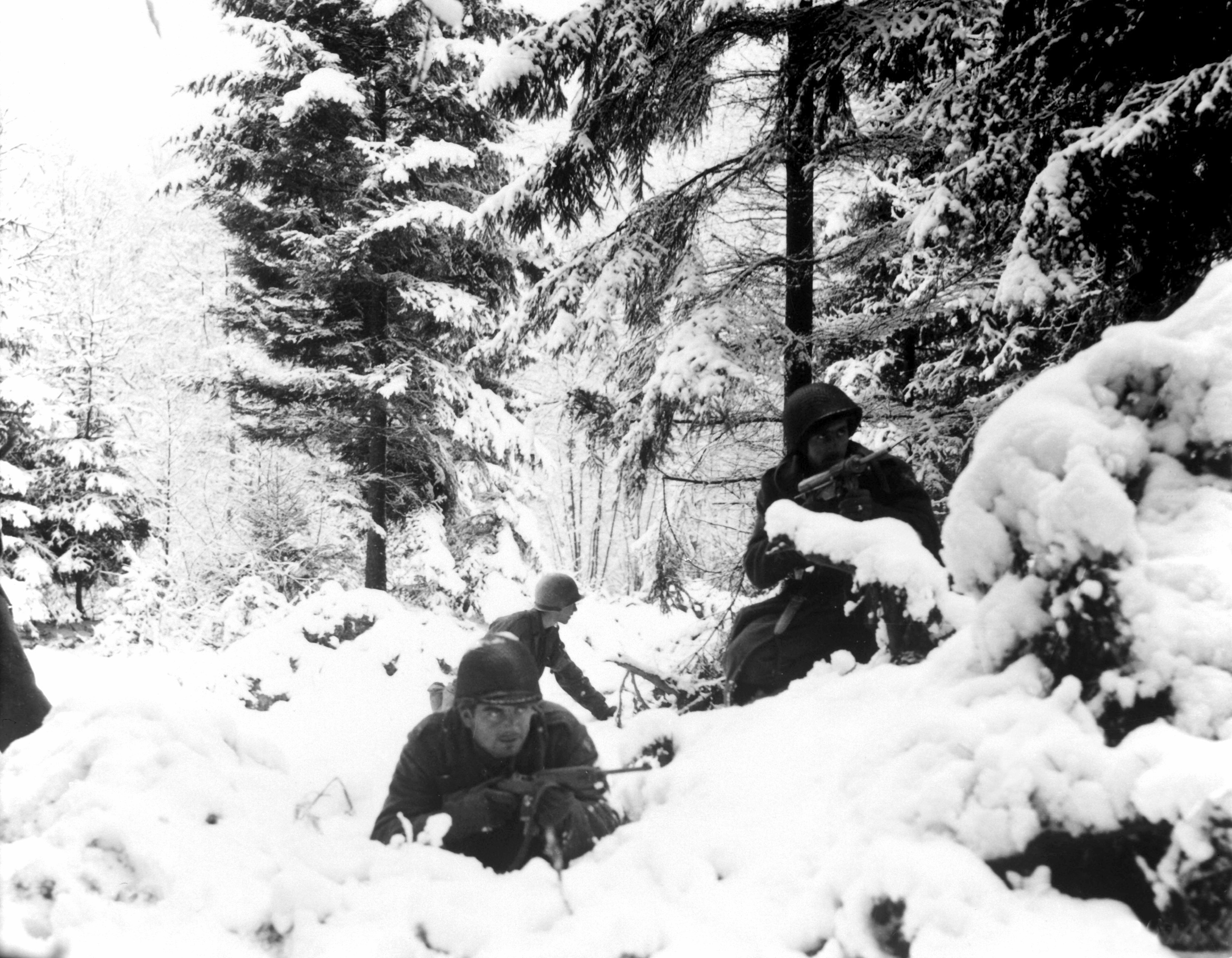
Le 209e régiment d'infanterie américaine dans la neige durant la bataille des Ardennes, le 4 janvier 1945
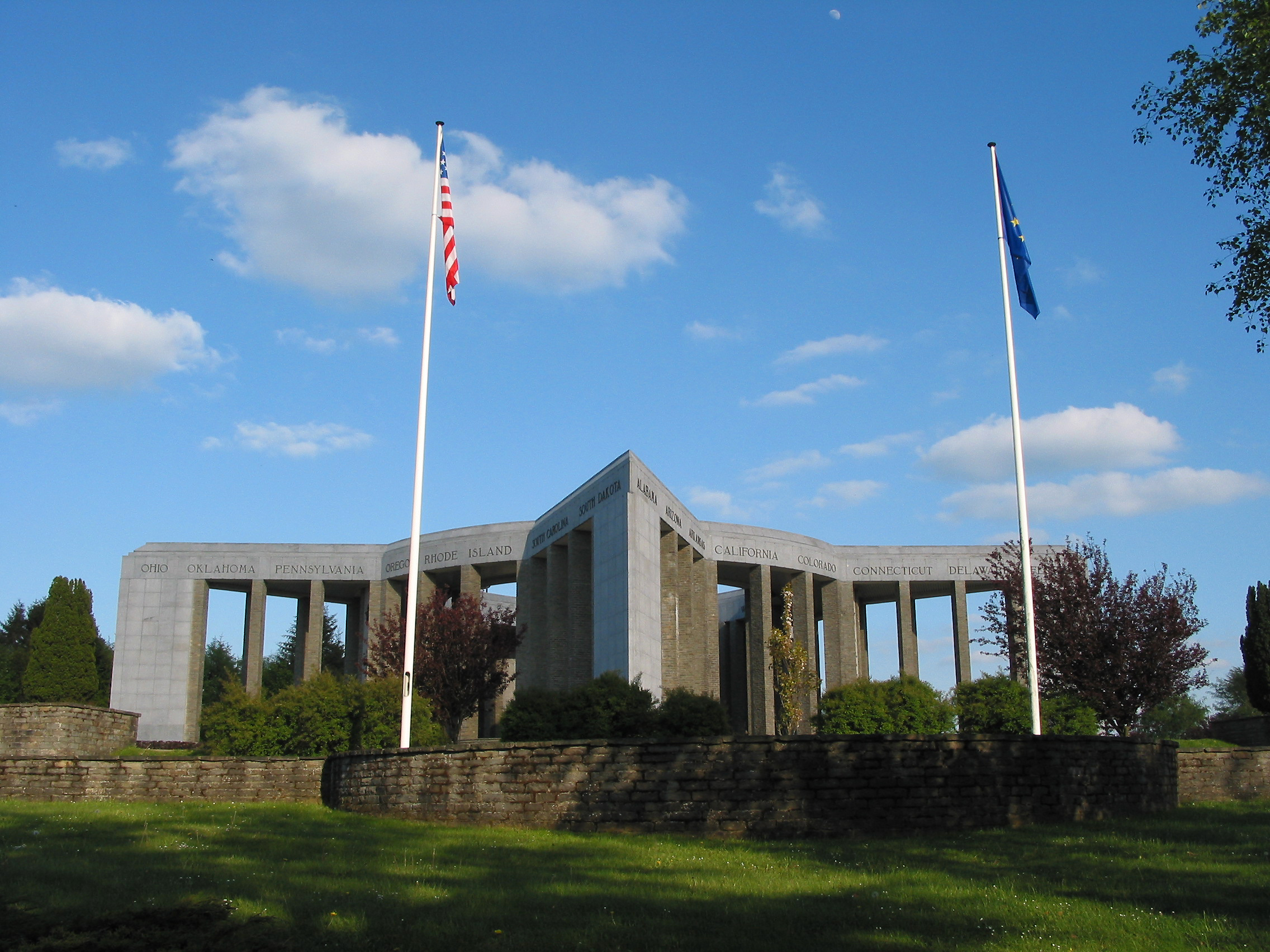
Le Mémorial du Mardasson

### Désindustrialisation et autonomie institutionnelle

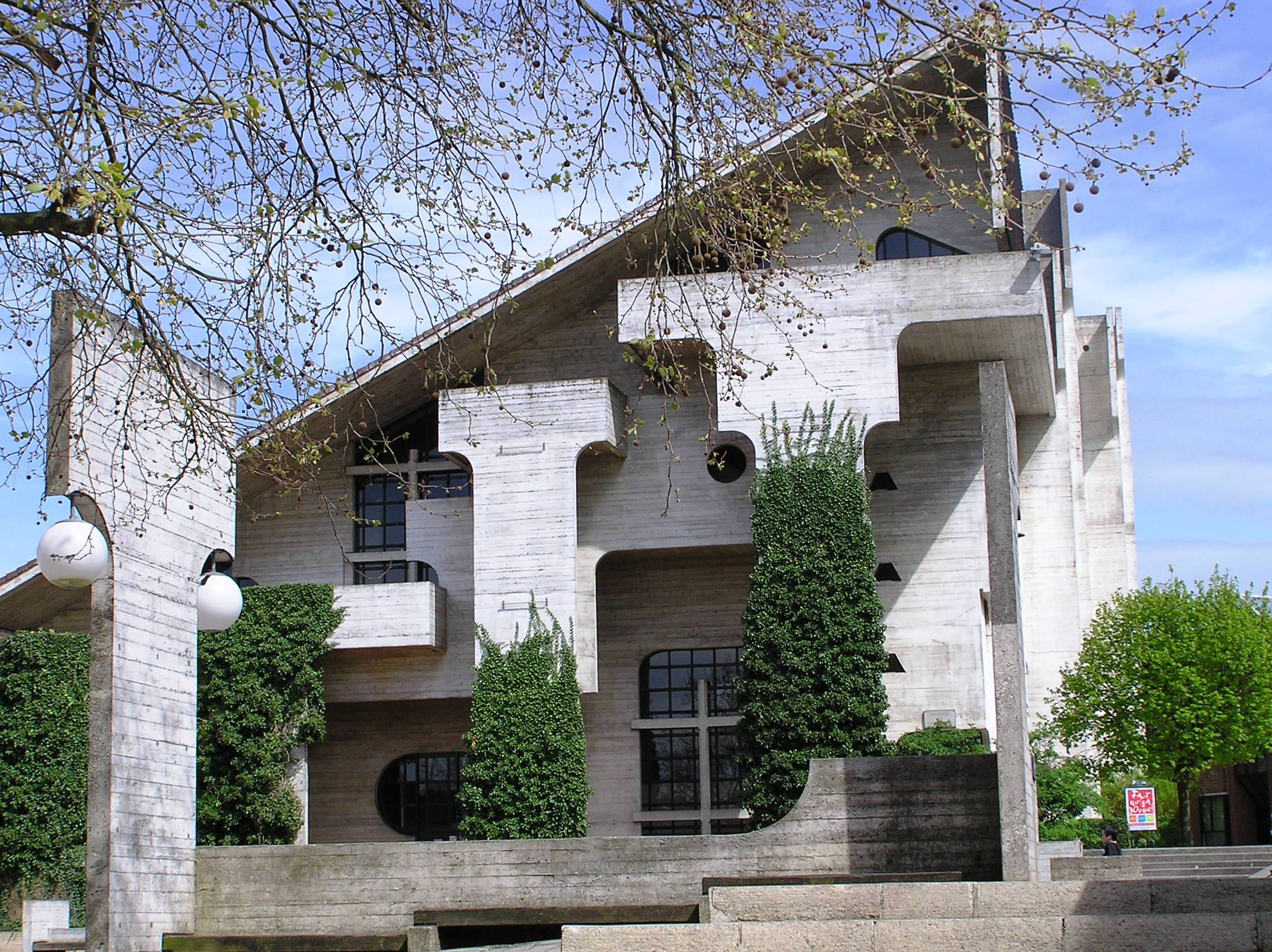
Louvain-la-Neuve nouvelle cité fondée en 1971 pour accueillir l'université catholique de Louvain

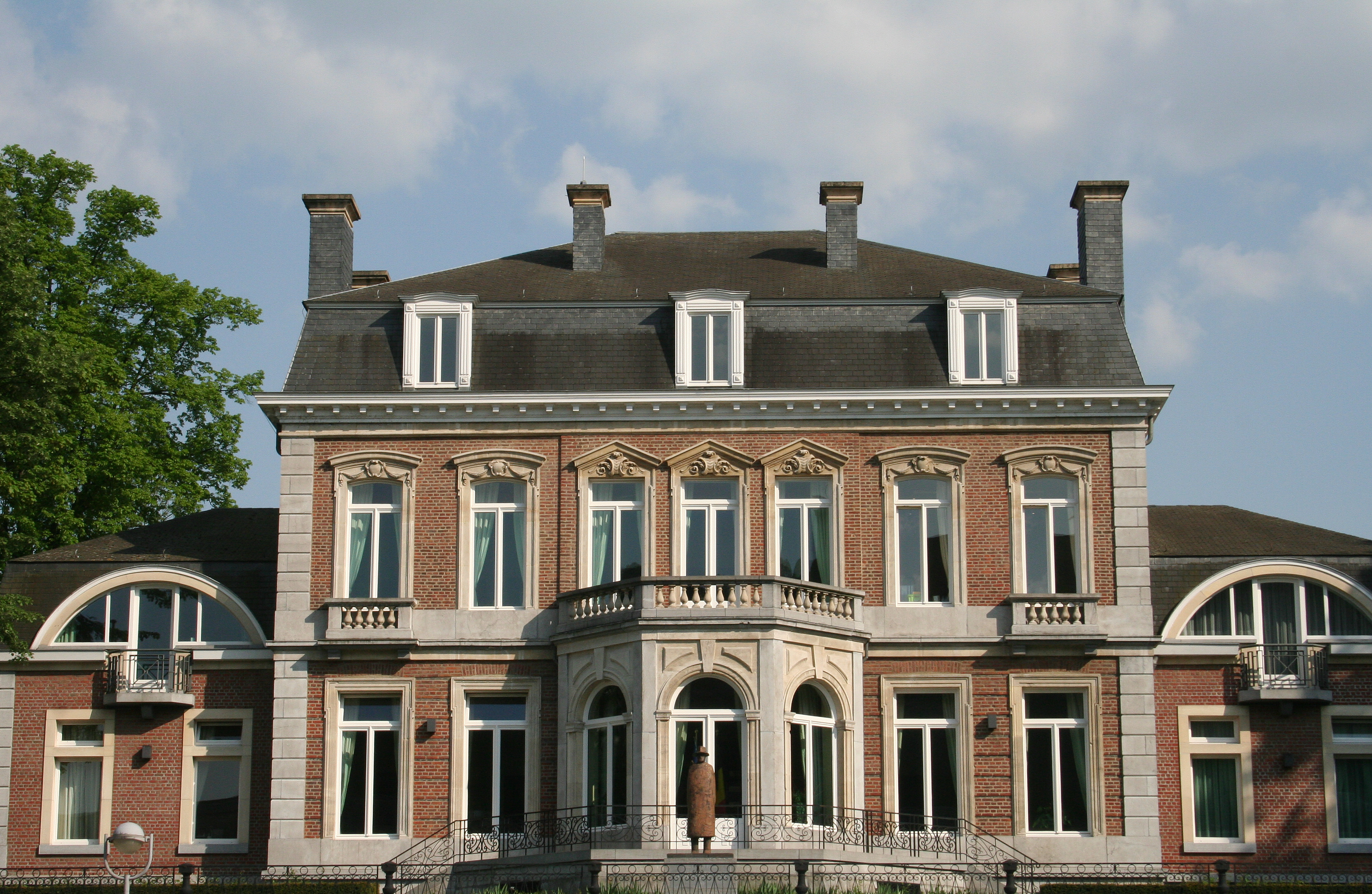
Le Gouvernement wallon à Namur

En 1947, la majorité des parlementaires wallons soutiennent au parlement belge une proposition instaurant le fédéralisme, inspirée de la conclusion du Congrès national wallon de 1945. L'âge d'or du journal Spirou de 1946 à 1968[réf. nécessaire] voit la création de très nombreuses séries devenues des classiques du « neuvième art ». Le journal développe sa propre identité, en inventant un style graphique, l'école de Marcinelle. En 1950, l’entreprise Recherche et Industrie Thérapeutiques, fondée par Pieter Desomer et Christian de Duve à Genval, commence la commercialisation de la pénicilline. Le 8 août 1956, la catastrophe du Bois du Cazier, entraîne la fin de l'immigration italienne. Entre 1967 et 1970 : Jean Rey est Président de la Commission européenne. La Région wallonne est créée en 1970, à la suite des revendications du Mouvement wallon. La première pierre de Louvain-la-Neuve, ville nouvelle destinée à l'établissement des francophones de l'université catholique de Louvain, est posée le 2 février 1971. Albert Claude est corécipiendaire, en 1974, du Prix Nobel de physiologie ou médecine avec Christian de Duve et George Emil Palade. La Région wallonne acquiert un pouvoir législatif et un pouvoir exécutif avec la loi spéciale du 8 août 1980. En 1981, Jean-Maurice Dehousse devient le premier Ministre-Président de la Région wallonne. Le 15 septembre 1983, 85 personnalités wallonnes exigent, par la signature du Manifeste pour la culture wallonne, la prise en compte d'une culture wallonne par la Communauté Wallonie-Bruxelles. Le Roton, dernier charbonnage wallon, cesse ses activités en 1984. En 1977, la NASA choisit la Gavotte en Rondeau de la 3e Partita de J.S. Bach jouée par Arthur Grumiaux pour accompagner les sondes Voyager I et II. En 1990, le wallon est reconnu par la Fédération Wallonie-Bruxelles, comme "langue régionale indigène" qui doit être étudiée dans les écoles et dont l'usage doit être encouragé.

## XXIesiècle: au carrefour de l'Europe

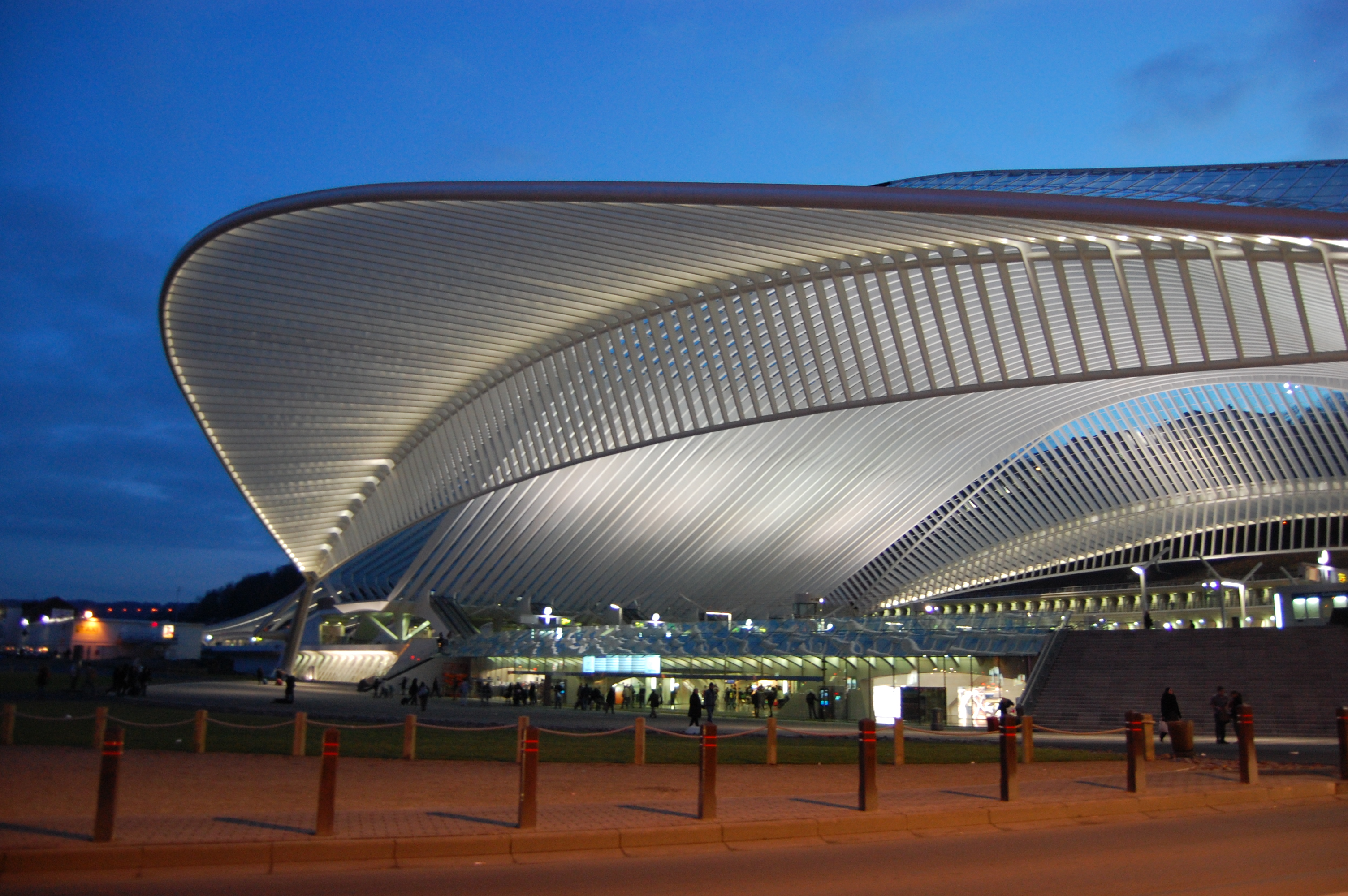
Vue de la gare de Liège-Guillemins, œuvre de l'architecte espagnol Santiago Calatrava Valls

En 2002 : inauguration de l'ascenseur de Strépy-Thieu, plus grand ascenseur à bateau du monde. En 2003, certains des signataires du Manifeste pour la culture wallonne de 1983 proposent un transfert des compétences culturelles, de l'enseignement et de la recherche à la Région wallonne dans un deuxième texte, le Manifeste pour une Wallonie maîtresse de sa culture, de son éducation et de sa recherche. En 2004, la joueuse de tennis, Justine Henin, remporte une médaille d'or aux Jeux olympiques d'Athènes. Elle remporte trois victoires consécutives à Roland-Garros (2005-2007). Le 18 septembre 2009 a lieu l'inauguration de la gare de Liège-Guillemins, œuvre de l'architecte espagnol Santiago Calatrava Valls.
Le 20 mars 2009, le Microsoft Innovation Center (MIC) s’installe à Mons. Le 25 mai 2011, la Communauté française de Belgique prend le nom de Fédération Wallonie-Bruxelles. En 2015 : Mons est Capitale européenne de la culture et Google inaugure un deuxième centre de données (Data Center) à Baudour, Saint-Ghislain. En 2016, l'aéroport de Charleroi-Bruxelles-Sud, deuxième aéroport belge en nombre de passagers, inaugure son deuxième terminal.